# Séleucides
Vous lisez un « article de qualité » labellisé en 2017.
305 – 64 av. J.-C.
Entités précédentes :
- Royaume de Macédoine
- Empire achéménide

Entités suivantes :
- Royaume attalide
- Royaume gréco-bactrien
- Royaume hasmonéen
- Empire parthe
- République romaine 
(province de Syrie)
- Royaumes indo-grecs
- Empire maurya

Les Séleucides (en grec ancien Σελευκίδαι / Seleukidai) sont une dynastie de l'époque hellénistique issue de Séleucos Ier, l'un des Diadoques d'Alexandre le Grand, qui a constitué un empire formé de la majeure partie des territoires orientaux conquis par Alexandre, allant de l'Anatolie à l'Indus. Les Séleucides règnent de la fin du IVe au Ier siècle av. J.-C., avec pour cœur politique la Syrie, d'où l'appellation courante dès l'Antiquité de « rois de Syrie ». Les Séleucides règnent jusqu'au IIe siècle av. J.-C. sur la Babylonie et la Mésopotamie dans la continuité des Perses achéménides. La Perside et la Médie ont quant à elles été plus difficilement soumises. Les Séleucides ont dû faire face à la volonté sécessionniste de nombreux territoires, comme le royaume gréco-bactrien, le royaume d'Arménie, le royaume de Pergame ou la Judée. Au milieu du IIe siècle av. J.-C., la majeure partie des provinces iraniennes et mésopotamiennes tombent entre les mains des Parthes. En 64 av. J.-C., fortement amoindri par d'inextricables querelles de succession, le royaume passe sous la tutelle des Romains.
Le royaume séleucide, « fusion » de l'Orient et du monde grec, semble au départ fidèle au projet d'Alexandre. Il comprend une multiplicité de groupes ethniques, de langues et de religions. Dans ce contexte, plus encore que pour les autres monarchies hellénistiques, le roi est supposé être le garant de l'unité de l'empire, l'armée apparaissant comme le meilleur soutien du pouvoir. Les Séleucides ont promu par ailleurs l'hellénisation en développant l'urbanisme, comme le montrent la tétrapole de Syrie et les nombreuses fondations ou refondations de cités et de villes-garnisons. Parallèlement, ils s'appuient sur les élites religieuses en honorant les divinités indigènes, comme celles de Babylonie.
L'immensité et la diversité du royaume séleucide l'ont fragilisé face aux forces centrifuges, obligeant les souverains à reconquérir périodiquement leurs possessions. Le royaume, qui souffrirait d'une fragilité intrinsèque, a donc été souvent opposé par les historiens aux autres grands États hellénistiques : la monarchie « nationale » des Antigonides de Macédoine, l'Égypte des Lagides, héritière des pharaons et dotée d'une administration centralisée, la monarchie des Attalides bâtie autour de la cité-État de Pergame. Mais il s'avère que les Séleucides ont su faire fructifier l'héritage des Achéménides et d'Alexandre en accordant une autonomie certaine aux cités et aux différentes communautés, tout en luttant contre de puissants adversaires à leurs frontières.
Les Séleucides, ainsi que d'autres entités de l'époque hellénistique, ont utilisé une nouvelle ère calendaire, l’ère séleucide, aussi appelée ère des Grecs, qui démarre en Babylonie à la date de la reconquête du pouvoir par Séleucos en 311 av. J.-C. ; elle marque une étape fondamentale dans l'histoire des calendriers car elle est le précurseur direct des systèmes calendaires hébraïque, hégirien, zoroastrien et de l'ère chrétienne ou ère commune.

## Historiographie des Séleucides

### Sources littéraires

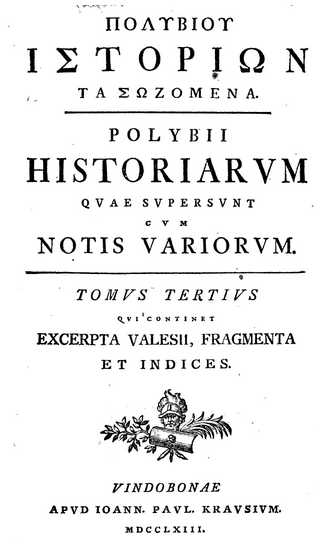
Frontispice des Histoires de Polybe, 1763.

Lorsqu'elles s'intéressent au royaume séleucide, les sources littéraires antiques, relativement peu nombreuses, insistent d'abord sur les événements politiques et militaires. Polybe, contemporain des Séleucides et des guerres de Macédoine, est l'auteur le plus ancien dont l’œuvre n'ait pas disparu. Ses Histoires débutent, pour le monde grec, au livre IV en 221 av. J.-C. à l'avènement d'Antiochos III, dont le long règne est exposé jusqu'au livre XXI, même si certains livres sont incomplets. Le reste de son récit, qui concerne Antiochos IV et Démétrios Ier, est encore plus fragmentaire (livres XXVI à XXXIII). Diodore de Sicile délivre dans la Bibliothèque historique quelques informations sur la fondation du royaume par Séleucos (livres XVIII à XX). La plupart des autres livres qui traitent des Séleucides sont fragmentaires (livres XXI à XL) ; mais ils ont le mérite d'évoquer les règnes d'Antiochos III, d'Antiochos IV, de Démétrios Ier et de Démétrios II, ainsi que les crises dynastiques qui suivent le règne d'Antiochos VII. Tite-Live s'est inspiré de Polybe pour rédiger la partie de son Histoire romaine rapportant la guerre antiochique, aux livres XXXIII à XXXVIII. Le règne d'Antiochos IV et la sixième guerre de Syrie sont brièvement exposés aux livres XLI à XLV. Ses autres livres sont perdus, mais ils sont connus grâce aux Abrégés. L'histoire des rois séleucides jusqu'à la chute de la dynastie y est évoquée à de nombreuses reprises. Plutarque n'a pas écrit de Vies parallèles sur les souverains séleucides, mais ses biographies de Démétrios Poliorcète et de Flamininus (les deux ont en commun d'avoir été des adversaires des Séleucides) donnent quelques informations éparses. Appien est l'auteur, parmi vingt-quatre autres livres, d'un Livre Syriaque (Syriaké kai Parthiké). Cette œuvre est la seule concernant uniquement les Séleucides qui soit complètement connue. Mais c'est une fois de plus Antiochos III qui est au cœur du sujet (1-44), même si Séleucos et les origines du royaume sont aussi évoquées (53-64). Les autres paragraphes énumèrent des listes de rois (45-50 et 65-70). Justin, dans son Abrégé des Histoires philippiques de Trogue Pompée (qui contient quarante-quatre livres à l'origine), est l'ultime source sur l'histoire du royaume. Il reprend des éléments déjà connus comme Séleucos, la guerre antiochique, la sixième guerre de Syrie et l'histoire des rois à partir de Démétrios Ier, mais il est le seul à évoquer en détail le règne de Séleucos II, au livre XXVII, et la question des Parthes au livre XLI, 4-5. Porphyre, mort en 310, a écrit sur l'histoire séleucide, notamment dans son ouvrage Contre les Chrétiens dont s'est inspiré Eusèbe de Césarée qui donne dans sa Chronique une liste des rois accompagnée de commentaires historiques.
Des sources juives racontent la domination des Séleucides en Judée. Les deux premiers livres des Maccabées, composés au début du Ier siècle av. J.-C., décrivent la révolte des Maccabées et la formation du royaume hasmonéen. Flavius Josèphe offre, lui, un récit sur les Séleucides au livre I de la Guerre des Juifs et surtout dans les livres XII et XIII des Antiquités judaïques, avec des détails au sujet des derniers rois. L'histoire séleucide est évoquée de manière allusive par d'autres auteurs « non-historiens » dont : Strabon dans la Géographie qui traite de l'Orient à partir du livre XI ; Pline l'Ancien dans son Histoire naturelle, VI ; Pausanias dans la Description de la Grèce ; Polyen avec Stratagèmes. Libanios (Éloge d’Antioche, discours 11) et Jean Malalas (Chronique) donnent quelques renseignements sur Antioche, leur cité natale.
Finalement, la période de consolidation du royaume, allant du règne d'Antiochos Ier au début du règne d'Antiochos III (281-223), est peu abordée par les sources littéraires. Phylarque a traité de cette période, mais son œuvre est perdue ; n'en subsistent que quelques fragments qui évoquent, négativement, Antiochos II, et des meurtres dynastiques. Démétrios de Byzance a écrit Sur l’expédition des Galates d'Europe en Asie et Sur Antiochos, Ptolémée, et la Libye sous leur gouvernement, mais son œuvre a elle aussi disparu. Les sources littéraires abondent concernant la partie méditerranéenne du royaume, marquant le désintérêt des auteurs grecs et latins pour les régions orientales. Cette perception déséquilibrée exerce encore une influence sur la façon de concevoir le royaume séleucide.

### Sources épigraphiques

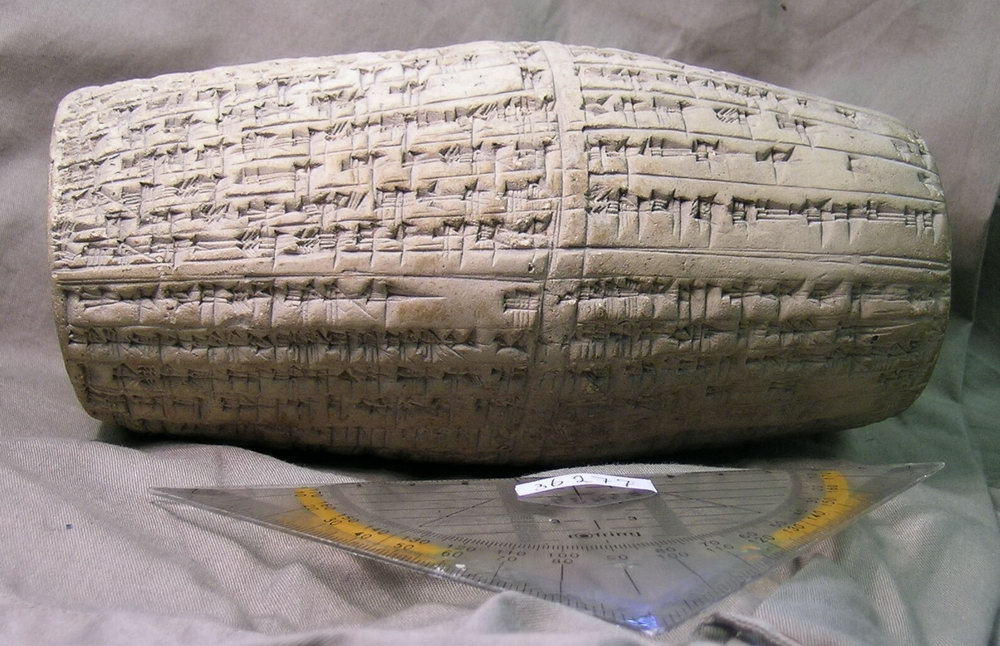
Cylindre d'Antiochos Ier trouvé dans le temple de Borsippa (British Museum).

La répartition spatiale et chronologique des sources épigraphiques s'avère déséquilibrée,. La très grande majorité des inscriptions ont en effet été trouvées en Anatolie. Une quinzaine de dédicaces proviennent de Délos, une vingtaine des régions syro-phéniciennes et orientales, comme Chypre, la Syrie, la Babylonie, la Mésopotamie et la Perside. Comme l'Anatolie a été perdue par les Séleucides à partir de 188 av. J.-C., la majorité de ces inscriptions sont datées du IIIe siècle av. J.-C. La plupart émanent de la communauté grecque et retranscrivent des décisions royales la concernant ; elles renseignent peu sur le pouvoir central.
En Babylonie, les tablettes cunéiformes écrites en akkadien délivrent quelques renseignements sur cette région qui est restée dans le giron du royaume séleucide jusqu'au milieu du IIe siècle av. J.-C.. Ces documents, parfois de grandes œuvres littéraires ou scientifiques, émanent des temples qui sont à la source d'un renouveau culturel à l'époque hellénistique. On trouve aussi des documents établis entre des particuliers : contrats notariés, de ventes, de locations, de donations, de divisions ou d'échanges de propriété. Les documents chronographiques sont les mieux connus. Il s'agit de chroniques et de calendriers astronomiques, souvent fragmentaires, qui permettent de renseigner sur l'histoire événementielle et la présence des rois à Babylone. Il existe enfin des cylindres de fondation commémorant l'édification ou la restauration de temples par le pouvoir royal, le plus connu étant le « cylindre d'Antiochos », en l'honneur d'Antiochos Ier, retrouvé dans le temple de Borsippa,. La langue courante en Mésopotamie est l'araméen, mais elle est écrite sur des parchemins ou sur des papyrus qui n'ont pas été conservés faute de conditions climatiques propices. La fouille de Séleucie du Tigre a permis la découverte d'environ 30 000 empreintes de sceaux qui accompagnaient des papyrus ou des parchemins dont il ne reste rien. Les effigies royales visibles sur certains sceaux constituent une précieuse documentation. D'autres sceaux renseignent sur la fiscalité séleucide.

### Sources numismatiques et archéologiques
Les monnaies royales séleucides sont abondantes quelles que soient les régions et les époques, en partie parce que des ateliers monétaires ont été installés dans tout le royaume. De nombreuses publications numismatiques sont disponibles,.
Les vestiges archéologiques en rapport avec la royauté sont peu nombreux. On ne connaît par exemple aucun palais séleucide ou de grands monuments équivalents à ceux des Achéménides (à Pasargades, à Persépolis ou à Suse) ou des Lagides (à Alexandrie). Par ailleurs les quatre grandes cités de la tétrapole de Syrie (Antioche, Séleucie de Piérie, Laodicée et Apamée) sont très mal connues pour l'époque hellénistique,. Le niveau séleucide a été fouillé à Séleucie du Tigre mais de manière épisodique. Construite essentiellement en briques, matériau très érodable, la cité n’a pas laissé de vestiges à la hauteur de sa magnificence passée, jusqu'à ses murailles vantées par Strabon dont il ne reste aucune trace.
La politique de colonisation des Séleucides a laissé une trace plus visible sur le terrain,. Les informations sont conséquentes sur les grandes implantations du Proche-Orient (Israël et Liban). Mais les sites de Syrie, d'Irak, d'Iran et d'Afghanistan restent inaccessibles à l'heure actuelle (2017), même si Doura Europos, Jebel Khalid et Aï Khanoum ont déjà été largement explorés. La Turquie continue d'offrir de nouvelles découvertes. Les sites de Séleucie de l'Euphrate et d'Apamée n'ont pas été explorés entièrement car ils ont été engloutis avec la construction d'un barrage en 2000. En Ouzbékistan, la fouille des sites de Termez et de Samarcande en Ouzbékistan actuel ont permis d'atteindre les niveaux de l'époque séleucide.
Les fouilles archéologiques de plusieurs sites de l'époque séleucide en Syrie ont permis de mieux connaître les fondations royales, qui prennent souvent forme à partir de sites déjà occupés, tandis que les cités de la tétrapole syrienne n'ont pu être approchées que superficiellement (surtout leurs murailles et des quartiers d'habitation) car situées sur des sites toujours habités. Apamée sur l'Euphrate, construite à l'époque de Séleucos Ier, est ainsi une cité fortifiée de 40 hectares, au plan de type orthogonal, entourée par une puissante muraille, qui n'a pas empêchée sa destruction dans la seconde moitié du IIe siècle av. J.-C. sous les coups des Parthes. Située plus bas sur le fleuve, le site de Jebel Khalid (nom antique inconnu), construit au début du IIIe siècle av. J.-C., s'étend sur plus de 50 hectares, eux aussi défendus par une solide fortification ; il comprend une acropole également fortifiée, où a été dégagé un palais, sans doute occupé par un gouverneur. Il n'a pas livré de traces importantes pour l'époque postérieure aux Séleucides, ce qui en fait un des meilleurs endroits pour étudier une fondation séleucide. C'est moins le cas de Doura Europos, certes une fondation séleucide, mais dont les ruines dégagées datent surtout des périodes postérieures. On y distingue là aussi une muraille qui signale le rôle défensif de ces fondations, ainsi que des rues à angle droit, et des bâtiments à finalité politique (palais, stratégion). La fonction de garnison du site a sans doute été renforcée après la conquête de la Mésopotamie par les Parthes et la transformation de la rive gauche de l'Euphrate en espace frontalier, l'archéologue Pierre Leriche considérant que cette période voit une re-fondation de la ville. Des fondations séleucides se retrouvent également aux marges de l'empire. Aï Khanoum en Bactriane est également un site fortifié disposant d'éléments architecturaux caractéristiques des fondations grecques de l'époque hellénistique (gymnase, théâtre), mais la culture matérielle est clairement hybride, présentant de nombreuses caractéristiques iraniennes ; elle constitue surtout la meilleure source de connaissance sur le royaume gréco-bactrien. Un autre site fouillé dans la périphérie de l'empire est situé sur l'île de Failaka, au Koweït, où un sanctuaire grec auquel succède un fortin ont été mis au jour pour la période séleucide ; une inscription en grec du IIIe siècle av. J.-C. indique que l'île, alors nommée Ikaros, dispose d'un administrateur grec.
Finalement, les sources littéraires, épigraphiques et archéologiques sont très déséquilibrées car elles renseignent essentiellement sur la partie méditerranéenne du royaume, laissant des pans entiers hors du champ de la recherche. Ceci explique la tendance actuelle des historiens à étudier le royaume sous un angle régional.

Sites et œuvres de l'époque séleucide
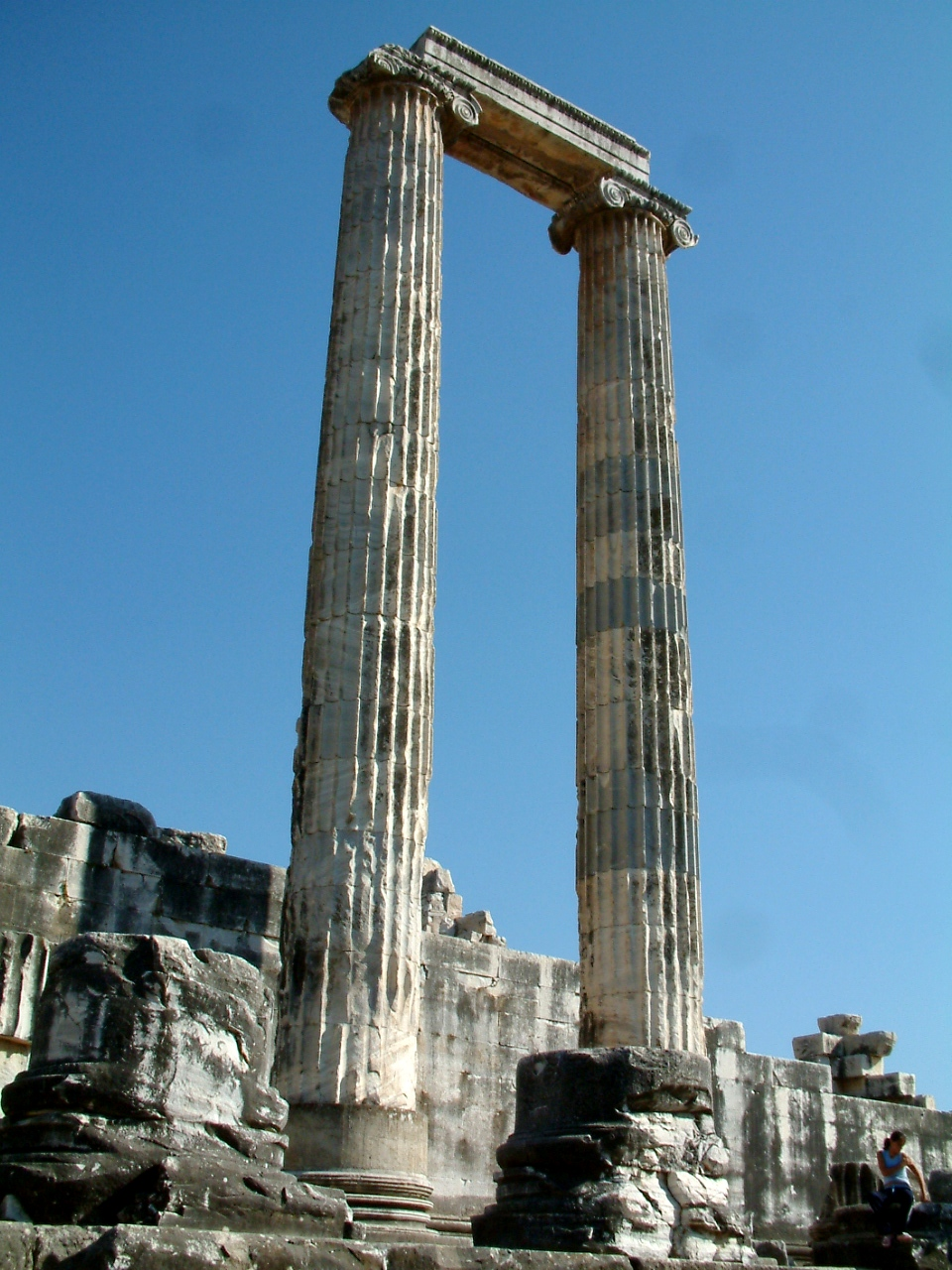
Colonnes ioniques du temple d'Apollon à Didymes
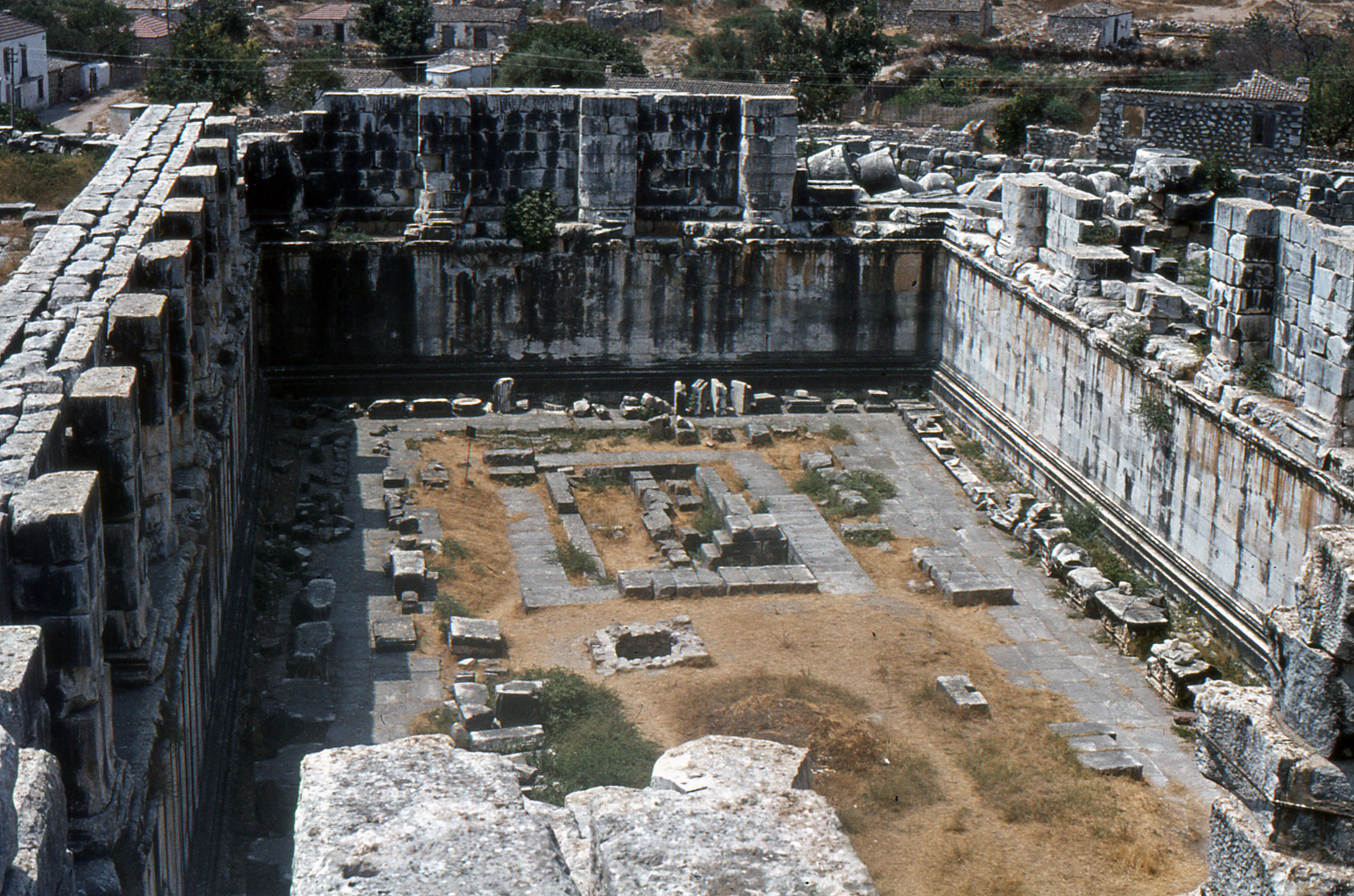
Adyton du temple d'Apollon à Didymes
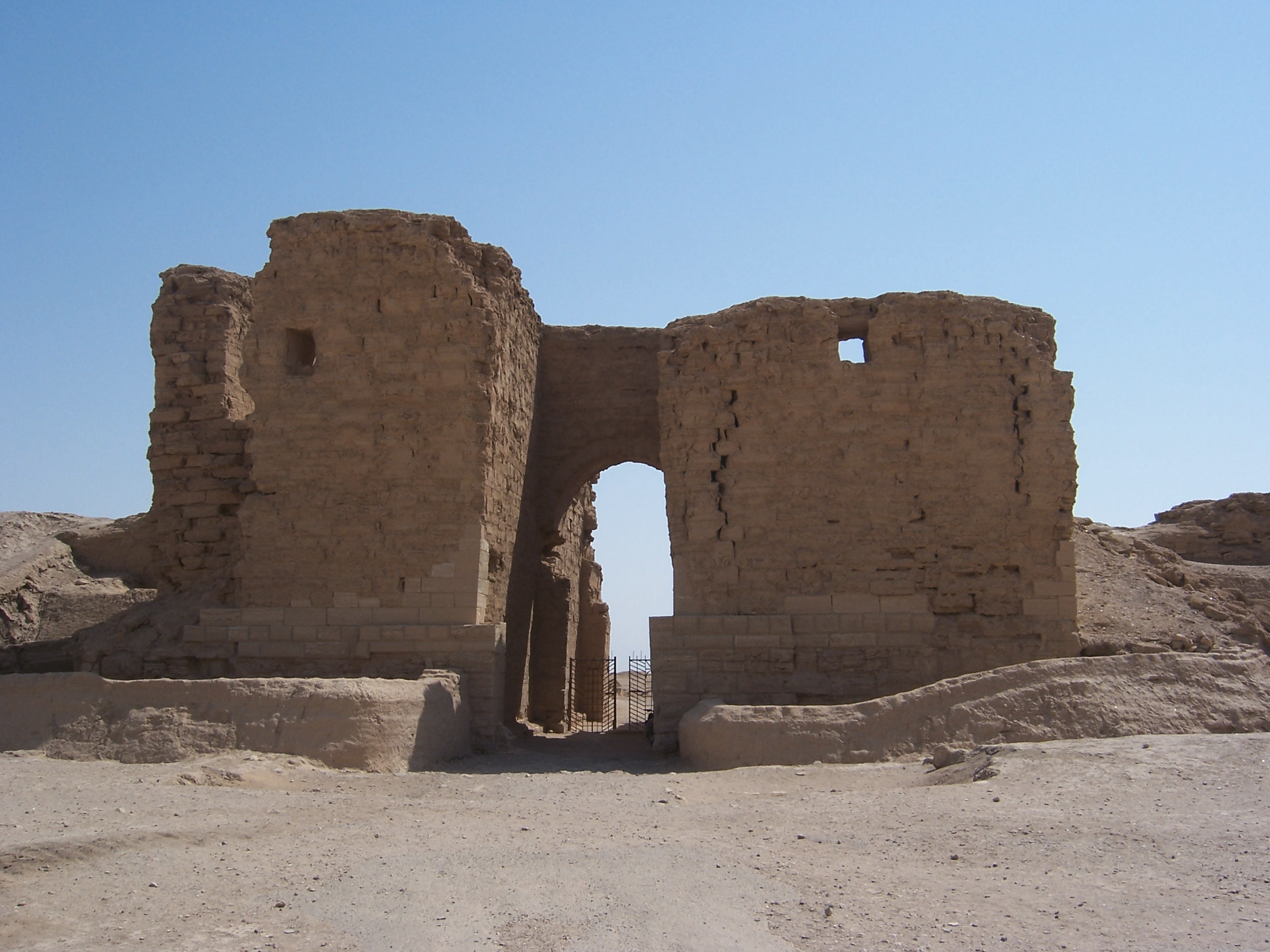
Forteresse de Doura Europos
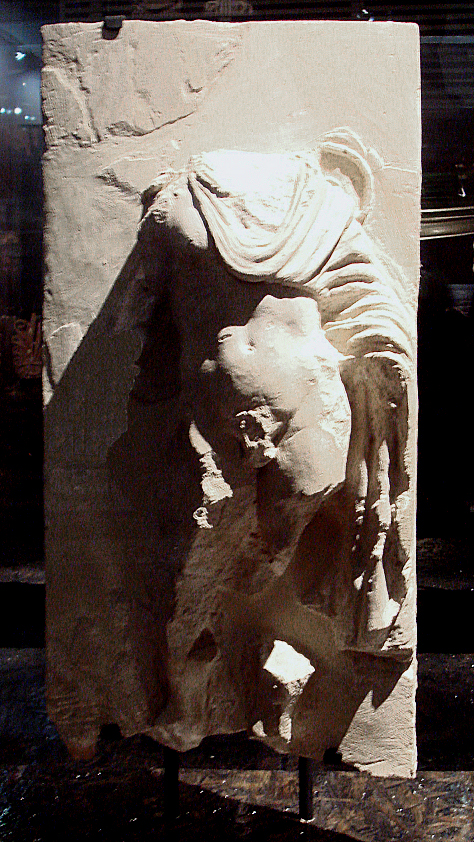
Stèle funéraire, nécropole d'Aï Khanoum
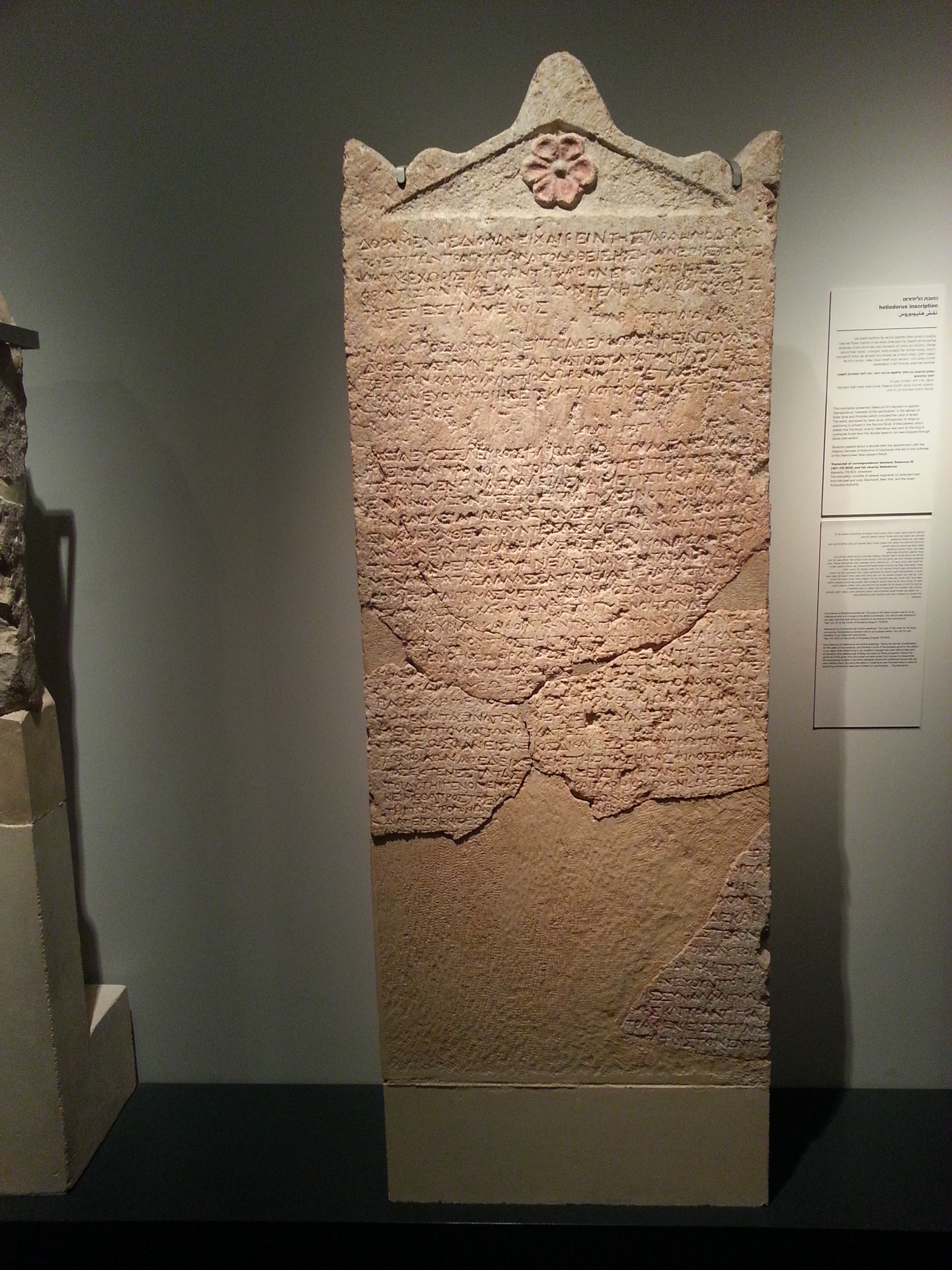
Stèle d'Héliodore, Musée d'Israël
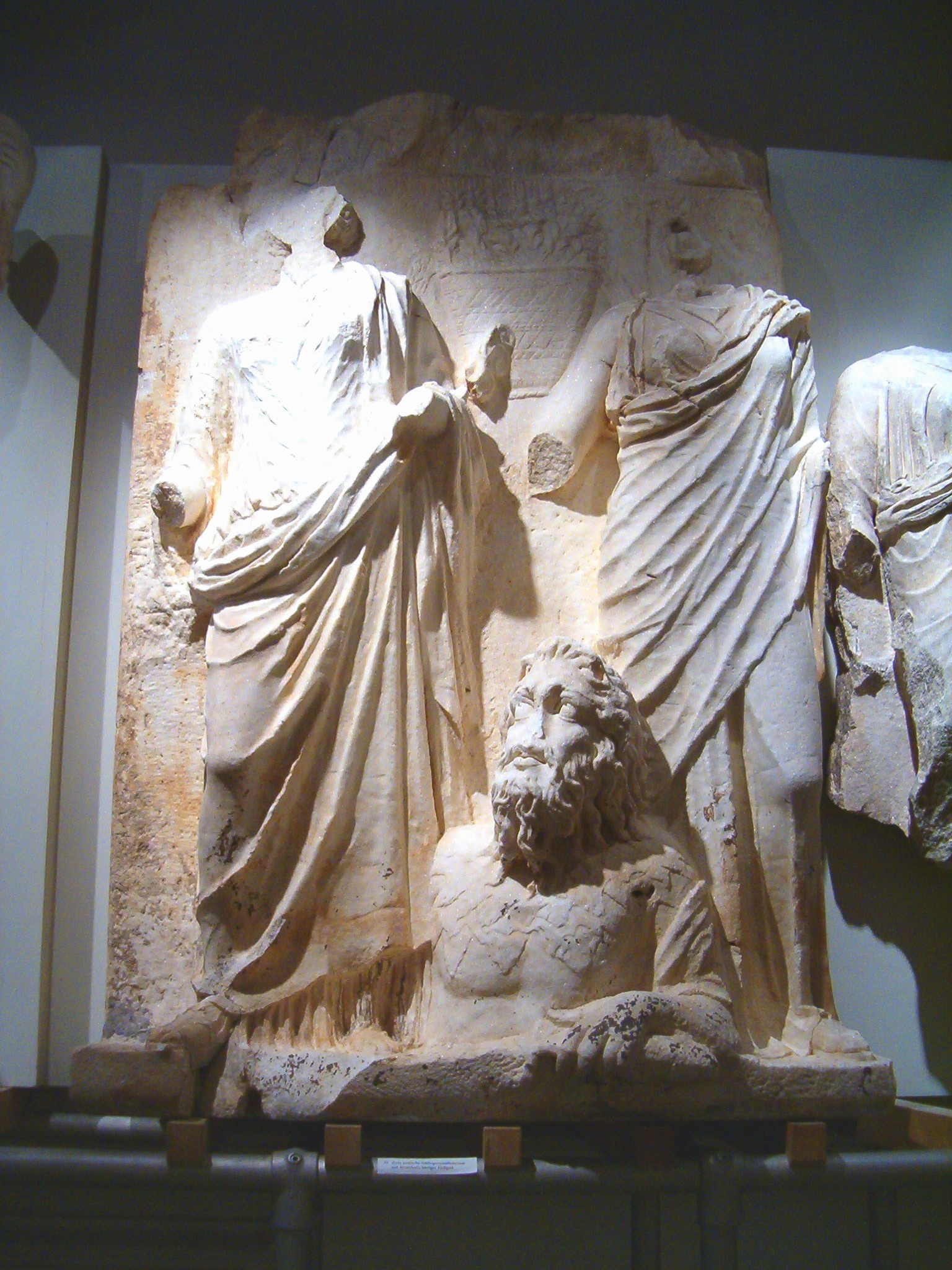
Personnification d'Apamée et de Séleucie de l'Euphrate, Musée archéologique d'Éphèse
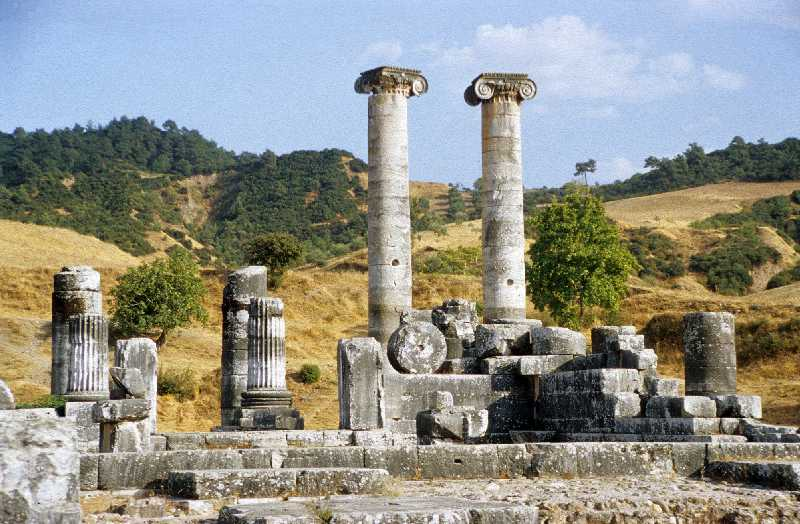
Temple d'Artémis de Sardes
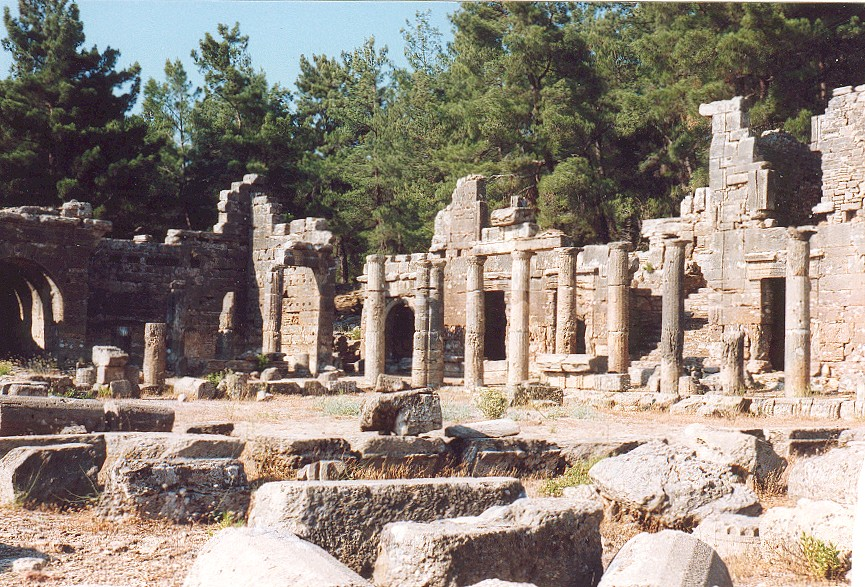
Agora de Séleucie de Pamphylie
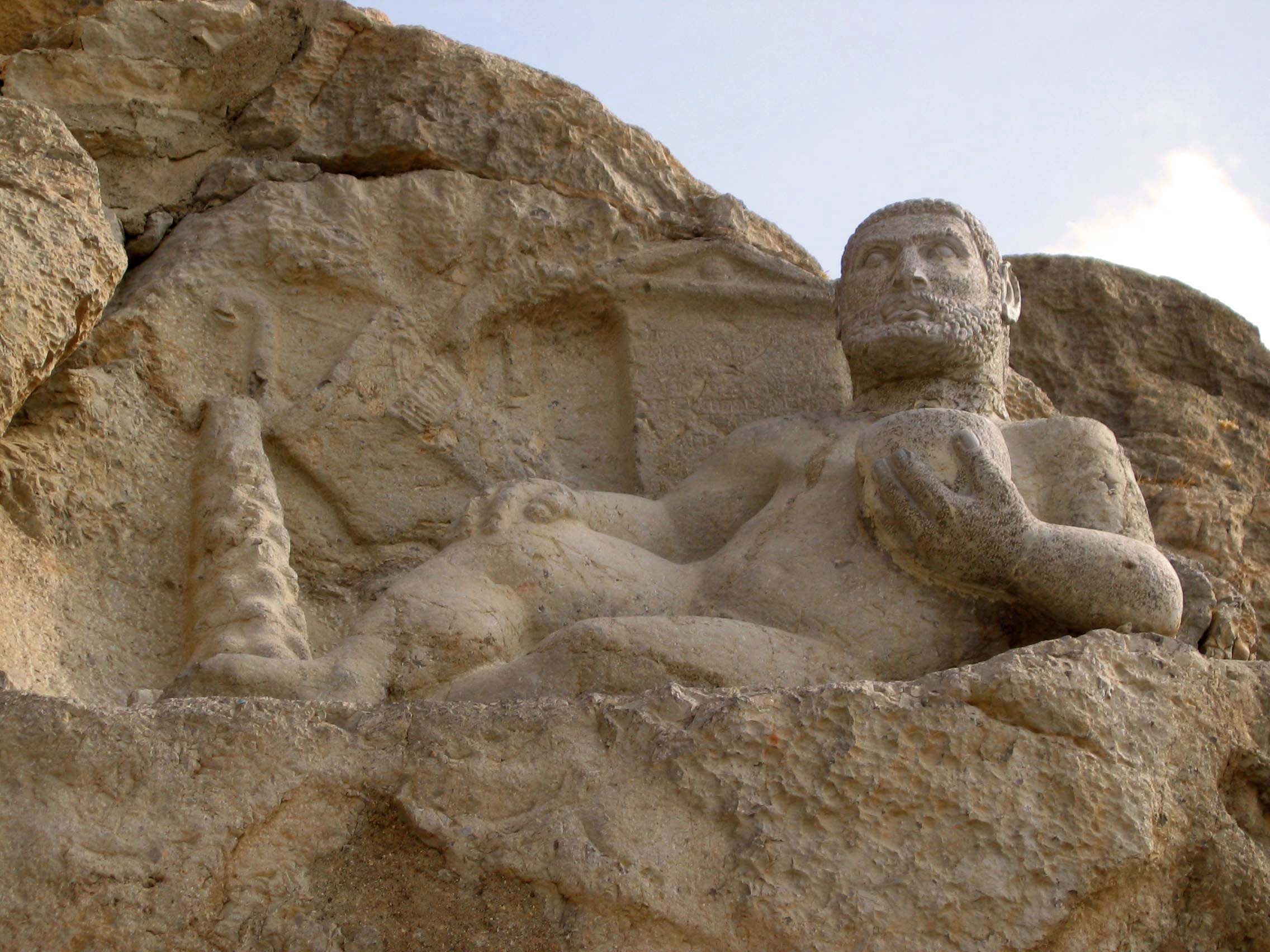
Relief d'Héraclès, mont Behistun, Kermanshah

### Tradition historiographique
Souvent considéré comme l'« homme malade » du monde hellénistique, le royaume séleucide a longtemps été occulté par le royaume lagide du fait du prestige de la tradition pharaonique et de l'abondante documentation papyrologique et archéologique trouvée en Égypte. Le royaume souffre aussi de la comparaison avec l'Empire romain, comparaison qui trouve son origine chez Polybe pour qui le système politique des monarchies hellénistiques pâtirait d'une faiblesse structurelle. Les Séleucides seraient aussi considérés comme l'incarnation d'une forme de « despotisme oriental », notamment par les sources juives (livres des Maccabées), tandis que les incessantes querelles dynastiques apparues à la fin du IIe siècle av. J.-C. jettent le discrédit sur la capacité politique des souverains. Il est remarquable qu'Antiochos III soit considéré par la vulgate comme le seul roi digne de sa fonction.
L'étude des Séleucides a traditionnellement été le domaine des seuls hellénistes. Johann Gustav Droysen, le fondateur du concept d'époque hellénistique (Geschichte des Hellenismus, 1836-1843), voit au contraire des historiens de son temps la période qui s'ouvre après la mort d'Alexandre le Grand comme celle d'un renouveau politique, moral et artistique. Le royaume séleucide incarne alors cette formidable expansion de la culture hellénique jusqu'aux confins de l'Asie, bien que, d'après lui, les Séleucides souffriraient d'un manque d'unité à l'instar des Habsbourg de l'époque moderne.
Avec The House of Seleucus (1902), Edwyn Robert Bevan est le premier historien de l'époque contemporaine à proposer une monographie relative aux Séleucides, mais il se voit confronté aux lacunes dans les sources littéraires entre le règne d'Antiochos Ier et celui d'Antiochos III, tandis que les derniers rois de la dynastie s'avèrent peu étudiés. Les institutions restent encore mal connues et le système financier n'est même pas traité, faute de documentation.
La première monographie en langue française consacrée aux Séleucides (Histoire des Séleucides par Auguste Bouché-Leclercq, 1913) fait partie d'une « histoire de l'hellénisme ». La première place revient aux rois : un seul chapitre sur les seize de l'ouvrage est consacré aux modes de gouvernement. L'auteur émet un jugement défavorable à l'encontre de la politique des rois séleucides, coupables d'une « dégénérescence progressive », en reprenant à son compte les sources antiques. Par ailleurs, l'état des recherches empêche à l'époque de distinguer les différents Séleucos et Antiochos parmi les sources épigraphiques et littéraires.
William Woodthorpe Tarn, dans Seleucid-Parthian Studies (1930), est le premier historien à s'intéresser spécifiquement aux sorts des provinces (ou anciennes provinces) orientales du royaume séleucide. Il étudie l'administration des satrapies en tâchant d'y déceler la persistance de l'héritage achéménide.

### Nouvelle approche des études séleucides
Au début du XXe siècle, l'étude de l'histoire du royaume séleucide s'insère dans une histoire générale de l'époque hellénistique à travers l'exploitation des sources littéraires grecques. L'ouvrage d'Élias Bikerman (Institutions des Séleucides, 1938), qui fait encore autorité de nos jours, est le premier à mettre en perspective des documents provenant des différentes régions du royaume. Les Séleucides sont aussi traités dans la fondamentale Histoire économique et sociale du monde hellénistique de Michel Rostovtzeff, parue en 1941. L'œuvre d'Édouard Will (Histoire politique du monde hellénistique, 1966-1967) ouvre le champ à une analyse globale, mais l'époque hellénistique reste alors considérée comme une période de déclin pour les cités grecques. Après lui, des épigraphistes ont démontré que cette conception est erronée ; mais les recherches restent toujours centrées sur les cités grecques d'Anatolie. Dans les années 1980-1990, l'histoire du royaume séleucide profite des avancées de la recherche sur l'empire perse des Achéménides, avec de nombreux colloques rassemblées par Pierre Briant. Depuis, de nombreux colloques ont été organisés au Collège de France par le Réseau international d’études et de recherches achéménides. Il est depuis démontré que les Séleucides s'inscrivent dans la continuité des Grands Rois perses pour le contrôle des territoires.
Les historiennes Susan Sherwin-White et Amélie Kuhrt publient en 1993 From Samarkhand to Sardis : A New Approach to the Seleucid Empire. Cet ouvrage, parfois contesté, a le mérite d'analyser les structures administratives et l'idéologie royale, avec comme indiqué dans le sous-titre l'ambition de prendre en compte l'insertion de l'empire (terme employé à dessein) dans le monde oriental. En 1999, John Ma publie Antiochos III et les cités de l’Asie Mineure occidentale. Même s'il porte uniquement sur le règne d'Antiochos le Grand, son ouvrage fait date pour son analyse des relations entre pouvoir royal et communautés civiques. Ces deux ouvrages ont servi de base de réflexion à Laurent Capdetrey dans Le Pouvoir séleucide. Territoire, administration, finances d’un royaume hellénistique, paru en 2007, où il parvient à démontrer que les Séleucides ont su créer un mode de gouvernement adapté aux territoires et aux communautés. En 2004, Georges G. Aperghis publie The Seleukid Royal Economy en s'appuyant sur la documentation grecque mais aussi mésopotamienne. Diversement accueilli par la communauté scientifique, cet ouvrage se veut résolument moderniste en soutenant que les Séleucides, dont la fiscalité et les affaires financières seraient au cœur des préoccupations, ont élaboré une politique économique comparable à celle des États contemporains. Il propose aussi une estimation de différentes données : taille de la population, superficies habitées et cultivables, rendements, etc..
D'autres publications ont permis d'amorcer ce renouveau, notamment celles recensant les inscriptions provenant des régions iraniennes qui ont été publiées par Georges Rougemont dans les « Inscriptions grecques d'Iran et d'Asie centrale », Journal des Savants, 2002. L'histoire séleucide a également profité des études régionales, dont celles principalement de Maurice Sartre, D’Alexandre à Zénobie : Histoire du Levant antique (2001) et L’Anatolie hellénistique (2003). Arthur Houghton et Catharine Lorber dans Seleucid Coins : A Comprehensive Catalogue (2002-2008) ont su renouveler l'étude numismatique en analysant la politique monétaire de chaque souverain. Enfin l'ouvrage coécrit par Philippe Clancier, Omar Coloru et Gilles Gorre, Les Mondes hellénistiques : du Nil à L'Indus, publié en 2017, s'appuie sur des sources non grecques, notamment babyloniennes, achevant de renouveler l'étude du royaume séleucide.
Depuis le début des années 2000, la recherche s'est donc étendue à l'étude des sources non-grecques, dont celles, relativement abondantes, de Babylonie (tablettes en akkadien), même si la région sort du royaume vers 130 av. J.-C. Le fait que le royaume séleucide ne soit pas un ensemble homogène en termes ethniques, politiques et linguistiques ajoute à la difficulté d'une étude globale. On remarque en effet à l'heure actuelle une spécialisation des historiens à propos d'aspects politiques, économiques, culturels ou militaires du royaume séleucide, souvent vu sous l'angle de la cité qui reste l'échelon privilégié, au détriment d'une étude plus générale qui permettrait d'envisager son unité. Ce phénomène tient aussi du fait que les sources restent déséquilibrées entre les régions ou les époques.

## Histoire du royaume séleucide

### Dynastie des Séleucides
À partir du milieu du IIe siècle av. J.-C., les chevauchements de règnes s'expliquent par les querelles dynastiques. Les dates sont toutes avant J.-C.
- 305-281 : Séleucos Ier Nikatôr ;
- 281-261 : Antiochos Ier Sôter, fils du précédent ;
- 261-246 : Antiochos II Théos, fils du précédent ;
- 246-226 : Séleucos II Kallinicos, fils du précédent ;
- 226-223 : Séleucos III Sôter, fils du précédent ;
- 223-187 : Antiochos III Mégas, frère du précédent ;
- 187-175 : Séleucos IV Philopator, fils du précédent ;
- 175-164 : Antiochos IV Épiphane, frère du précédent ;
- 164-162 : Antiochos V Eupator, fils du précédent ;
- 162-150 : Démétrios Ier Sôter, cousin du précédent, fils de Séleucos IV ;
- 150-145 : Alexandre Ier Balas, usurpateur, prétendu fils d'Antiochos IV ;
- 145-142 : Antiochos VI Dionysos, fils du précédent ;
- 145-139 : Démétrios II Nicator (premier règne), fils de Démétrios Ier ;
- 142-138 : Diodote Tryphon, usurpateur ;
- 138-129 : Antiochos VII Évergète Sidêtês, fils de Démétrios Ier ;
- 129-126 : Démétrios II Nicator (deuxième règne) ;
- 126-122 : Alexandre II Zabinas, usurpateur, prétendu fils d'Alexandre Ier Balas ;
- 125-124 : Séleucos V Nicator, fils de Démétrios II ;
- 125-96 : Antiochos VIII Philométor, frère du précédent ;
- 114-95 : Antiochos IX Philopator, fils d'Antiochos VII ;
- 96-93 : Séleucos VI Épiphane, fils d'Antiochos VIII ;
- 95-88 : Démétrios III Eukairos, fils d'Antiochos VIII ;
- 94-92 : Antiochos X Philopator, fils d'Antiochos IX ;
- 93-90 : Antiochos XI Philadelphe, fils d'Antiochos VIII ;
- 93-83 : Philippe Ier Philadelphe, fils d'Antiochos VIII ;
- 87-84 : Antiochos XII Dionysos, fils d'Antiochos VIII ;
- 83-69 : Séleucos VII Philométor, fils d'Antiochos X ;
- 69-64 : Antiochos XIII Philopator, fils d'Antiochos X ;
- 67-64 : Philippe II Philoromaios, fils de Philippe Ier.

### Formation du royaume séleucide

Les royaumes des Diadoques en 301 av. J.-C.

À la mort d'Alexandre le Grand en 323 av. J.-C., Séleucos reçoit le titre prestigieux d'hipparque de la cavalerie des Compagnons, ce qui fait de lui le second officier de l'armée royale après le chiliarque Perdiccas. La guerre éclate rapidement entre ce dernier et une coalition regroupant principalement Antipater et Ptolémée. Séleucos fait partie du complot des officiers qui assassinent Perdiccas en 321 lors de la campagne en Égypte. À l'occasion des accords de Triparadisos, Séleucos reçoit la satrapie de Babylonie, une région centrale en Asie, sachant qu'Alexandre considère Babylone comme sa capitale. Il prend ensuite part aux guerres des Diadoques d'abord du côté d'Antigone le Borgne contre Eumène de Cardia. Mais par la suite, il doit faire face aux ambitions impériales d'Antigone qui occupe la Babylonie en 315. À l'issue de la guerre babylonienne remportée en 309, Séleucos en reprend le contrôle. Il étend dans la foulée sa domination sur la Syrie, la future Syria Seleukis, puis la Perside, la Médie, la Susiane, la Sogdiane, etc. Il atteint la frontière du monde indien en 308. Il perd la guerre contre Chandragupta Maurya et négocie en 303 un traité de paix : il doit céder le Gandhara, les Paropamisades et la partie orientale de l'Arachosie mais conserve la Sogdiane et la Bactriane et récupère 500 éléphants de guerre.
Séleucos est proclamé roi de Babylone vers 305, consécutivement à la proclamation royale d'Antigone et de son fils Démétrios Poliorcète, avec pour volonté d'intégrer l'héritage politique achéménide. Les Séleucides sont d'ailleurs la seule des dynasties hellénistiques à posséder une ascendance iranienne. Séleucos a en effet épousé Apama, la fille d'un noble perse ou sogdien, de laquelle naît son héritier Antiochos Ier.
Séleucos rejoint en 304 la coalition réunissant Ptolémée, Lysimaque et Cassandre contre Antigone qui manifeste une ambition impériale entre Europe et Asie. En 301, Séleucos parvient à regrouper ses forces avec celles de Lysimaque en Phrygie. Antigone est vaincu à la bataille d'Ipsos. Devenu Nikatôr (« le Victorieux »), Séleucos reçoit la partie orientale de l'Anatolie, la majeure partie en revenant à Lysimaque, et la façade méditerranéenne de la Syrie, dont Ptolémée occupe la partie méridionale : Judée et Phénicie, soit la future Cœlé-Syrie. Ce partage est à l'origine des guerres de Syrie contre les Lagides. Il s'empare des places fortes du Poliorcète en Phénicie et en Anatolie, puis il entre en guerre contre Lysimaque qu'il défait à la bataille de Couroupédion en 281, récupérant l'ensemble de ses possessions anatoliennes. Il marche enfin contre la Macédoine, mais il périt assassiné, léguant à Antiochos Ier un immense empire.
Le fait de posséder désormais une partie de la Syrie et de l'Anatolie implique une redéfinition des moyens de contrôle du territoire. Séleucos fonde Séleucie du Tigre, sa première capitale, en Babylonie entre 311 et 306, démontrant qu'il entend faire à cette époque de la région le cœur de son royaume. Puis, après Ispos, il transfère un temps sa capitale à Séleucie de Piérie, sur le littoral syrien. La capitale est définitivement installée à Antioche vers 240,.
Le terme habituellement employé pour qualifier l'espace séleucide est « royaume » ou basileia, conformément aux usages des auteurs antiques, sachant que les rois hellénistiques portent uniquement le titre de basileus. Le terme d'« empire » (archè) parait moins adapté selon certains historiens ; il rend néanmoins compte de l'immensité du territoire et de la pluralité des populations soumises aux Séleucides.

### Conflits duIIIesiècleav. J.-C.

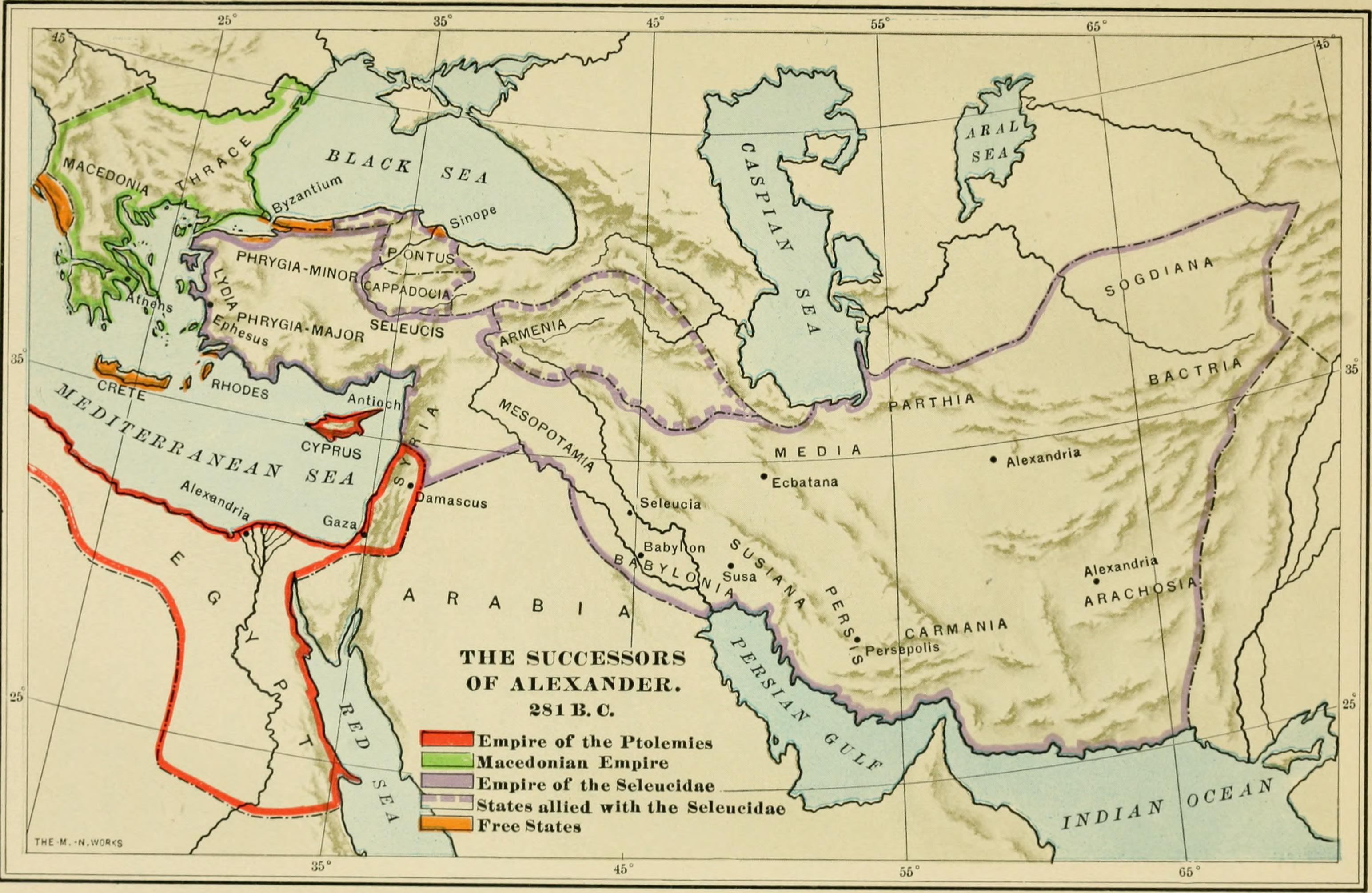
Le monde hellénistique en 281 av. J.-C.

Le royaume séleucide, de par ses frontières étendues et la rivalité avec les autres États hellénistiques, a connu de nombreuses guerres. La Syrie-Phénicie, appelée aussi Cœlé-Syrie ou « Syrie creuse », est au centre des conflits avec les Lagides durant les six guerres de Syrie (274 à 168 av. J.-C.), sachant que les Ptolémées profitent souvent des changements de règne pour passer à l'offensive.
Antiochos Ier doit d'abord faire face, au tout début de son règne, aux ambitions de Ptolémée II qui parvient à s'étendre sur le littoral méridional d'Anatolie. Il combat par ailleurs les Celtes (bientôt appelés Galates) qui ont été poussés à piller le littoral anatolien par le roi de Bithynie, Nicomède Ier. Sa victoire, vers 275, contre les barbares lui confère assez de prestige pour qu'il s'adjuge l'épithète de Sauveur (Sôter) des Grecs. Puis de 274 à 271 se déroule la première guerre de Syrie, dont les responsabilités et le déroulement restent méconnus. Il est probable que le souverain lagide ait mené une expédition préventive en Babylonie, en passant par le golfe Persique, afin de contrecarrer l'expansion séleucide en Cœlé-Syrie et Phénicie. Antiochos aurait lancé une contre-offensive contre la Syrie, obligeant Ptolémée II à défendre l'Égypte. En 271, le traité de paix aboutit à un statu quo : la Cœlé-Syrie reste lagide mais Antiochos, après un début de règne marqué par de nombreux conflits, voit son autorité renforcée. Enfin, Pergame devient indépendante avec Eumène Ier vers 262. Antiochos conclut tout de même un traité avec Antigone II Gonatas vers 278, prélude à une alliance durable avec les Antigonides de Macédoine.
Vers 253, Antiochos II remporte la deuxième guerre de Syrie, dont les événements déclencheurs et les opérations restent obscurs. Il obtient la Cilicie, la Pamphylie ainsi que l'Ionie et rend leurs libertés civiles aux cités grecques d'Anatolie, dont Éphèse et Milet. Le traité de paix aboutit à un mariage entre Antiochos II et Bérénice Syra, fille de Ptolémée II, sa première épouse, Laodicé, étant répudiée. Peut-être faut-il y voir une tentative d'alliance qui se voudrait durable, ou alors une tentative de déstabilisation dynastique ourdie par le Lagide. Antiochos II intervient ensuite en Thrace et dans les détroits hellespontiques. Mais au même moment, la Bactriane et Parthie commencent à faire sécession.
La mort d'Antiochos II inaugure une crise de succession. En effet, Laodicé, sa première épouse qu'il a répudiée, fait valoir les droits de Séleucos II, au détriment du jeune fils de Bérénice Syra. Ce conflit matrimonial aboutit à la troisième guerre de Syrie, dite « guerre laodicienne », durant laquelle Ptolémée III remporte de grandes victoires en Syrie et en Anatolie, occupant brièvement Antioche et atteignant même Babylone. Séleucos II, reconnu roi en Anatolie mais pas en Syrie, réagit, mais il doit abandonner aux Lagides Séleucie de Piérie, le port d'Antioche. En outre, il doit céder le gouvernement de l'Anatolie à son frère Antiochos Hiérax qui obtient la corégence. Vers 240, une guerre éclate entre les deux frères dont Séleucos II sort vaincu, entraînant une sécession pendant une dizaine d'années, d'autant plus que le roi séleucide est alors occupé à réprimer la sécession de la Parthie. Antiochos Hiérax finit par être défait par Attale Ier, premier roi de Pergame, qui récupère l'essentiel de l'Anatolie aux dépens des Séleucides.

### Démembrement de l'Anatolie

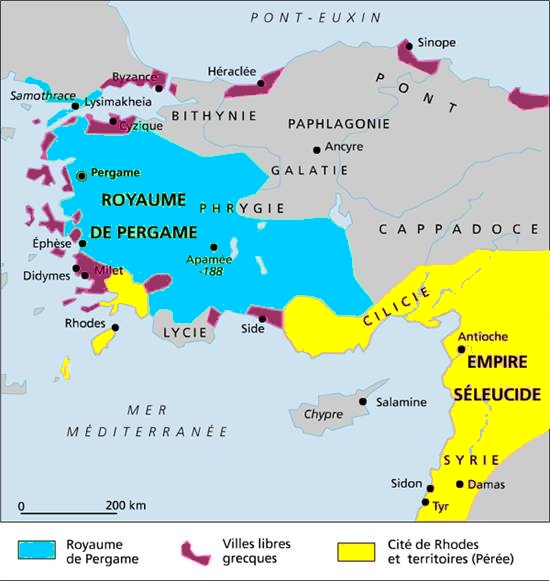
L'Anatolie après la paix d'Apamée (188 av. J.-C.).

Peuplée par diverses communautés indigènes (Lydiens, Lyciens, Cariens, Lycaoniens, Isauriens, etc.) et jalonnée de cités grecques jalouses de leur indépendance, l'Anatolie est un territoire très hétérogène, et jamais les Séleucides (dont la puissance réside en Syrie) ne sont parvenus à la soumettre complètement. Les plus puissantes cités anatoliennes conservent leurs institutions et sont quasi autonomes. D'autres cités sont par contre placées sous tutelle séleucide et doivent payer tribut. Les cités faisant preuve de loyalisme sont récompensées, en retour elles délivrent des honneurs et des cultes aux souverains séleucides. Des sanctuaires (comme ceux de Didymes près de Milet ou de Claros près de Colophon) possèdent de vastes domaines exploitées par des communautés paysannes.
Déjà sous les Achéménides, une proportion importante du territoire anatolien est soumis à des dynastes, certes souvent d'ascendance iranienne, quasi indépendants, qu'Alexandre n'a pas pris le temps de soumettre. En Bithynie, dont les souverains sont apparentés aux Thraces, Zipoétès Ier se proclame roi vers 297 et ses successeurs, dont Prusias Ier, parviennent à étendre leurs possessions. En Cappadoce (indépendante de la Paphlagonie voisine), Ariarathe III se proclame roi vers 255. Le royaume du Pont annexe la Grande Phrygie sous Mithridate II qui a épousé Laodicé, sœur de Séleucos II et d'Antiochos Hiérax. Ces trois principautés soutiennent d'ailleurs Antiochos Hiérax dans sa guerre fratricide contre Séleucos II qui provoque la sécession d'une grande partie de l'Asie Mineure jusqu'à sa reconquête partielle par Achaïos II sous Antiochos III. À Pergame, les Attalides deviennent indépendants sous l'autorité de Philétairos puis d'Eumène Ier qui défait Antiochos Ier en 261. Attale Ier se proclame roi après sa victoire contre les Galates vers 240. Il s'étend largement en Mysie, en Lydie, en Ionie et en Pisidie aux dépens d'Antiochos Hiérax. Quant au littoral méridional, une grande partie (Carie, Lycie, Pamphylie, Cilicie Trachée) est occupée par les Lagides à l'occasion des trois premières guerres de Syrie. La Carie est occupée par les Antigonides de 227 jusque vers 200. En 188, par le traité d'Apamée conclus avec les Romains, Antiochos III est contraint d'abandonner ses possessions anatoliennes au profit de Pergame.
Enfin, en 162, la Commagène, carrefour entre la Cilicie, la Cappadoce et l'Arménie, devient indépendante sous l'autorité de son gouverneur Ptolémée, qui profite du règne inachevé d'Antiochos V. Mithridate Ier (qui règne de 100 à 70) épouse la fille d'Antiochos VIII, Laodicé VII, marquant un rapprochement avec les Séleucides. Au début du Ier siècle av. J.-C., la Commagène est annexée par le royaume d'Arménie avant de retrouver son indépendance au moment de la guerre de Pompée contre les Parthes.

### Sécession des satrapies orientales
Les Hautes satrapies (Parthie, Margiane, Arie, Drangiane, Sogdiane, Paropamisades et Bactriane) ont été soumises par Séleucos dans la période 310-305 avant J.-C.. Son œuvre est poursuivie par son fils Antiochos, d'abord au titre de co-régent puis de roi à partir de 281 Il maintient les structures héritées des Achéménides tout en établissant des colonies et des garnisons. Cette présence séleucide est surtout importante dans la vallée de l'Oxus. La plus grande fondation est celle d'Aï Khanoum (peut-être Alexandrie de l'Oxus). Plusieurs ateliers monétaires sont implantés qui battent monnaies royales : Nisa en Parthie, Antioche de Margiane, Alexandrie d'Arie, Prophtasie en Drangiane, Bactres et Aï Khanoum en Bactriane. Durant le règne de Séleucos Ier, des missions d'exploration sont envoyées aux confins de l'empire, en mer Hyrcanienne et au nord du fleuve Syr-Daria dans le pays des Scythes. Mégasthène est par ailleurs envoyé en ambassade auprès de Chandragupta Maurya, fondateur de l'Empire Maurya avec lequel Séleucos est contraint de négocier un traité de paix.
Au milieu du IIIe siècle av. J.-C., sous le règne d'Antiochos II, la Bactriane fait sécession sous l'impulsion du satrape Diodote. Pour autant, les liens restent étroits entre les colons gréco-macédoniens et les Séleucides ; des monnaies sont d'ailleurs émises au nom du roi. Diodote II prend le titre royal vers 235 et fonde le royaume gréco-bactrien ; mais il est renversé par Euthydème en 225. Son successeur, Démétrios, réalise la conquête des marges nord-occidentales de l'Inde (Paropamisades, Arachosie et Drangiane) entre 206 et environ 200, profitant de la retraite de l'armée séleucide après l'Anabase d'Antiochos III. Il s'étend ensuite vers les bouches de l'Indus et les royaumes indiens de la côte. À sa mort, le royaume est morcelé en trois parties. Il est réunifié par Eucratide autour d'une « Grande Bactriane » ; mais celui-ci est attaqué par les Parthes de Mithridate et par un autre roi grec, Ménandre, qui règne autour de Sagala. Ces royaumes d'au-delà l'Hindou Kouch sont à l'origine des royaumes indo-grecs qui perdurent pour certains jusqu'à la fin du Ier siècle apr. J.-C. Entre 150 et 130, la Bactriane subit l'avancée du peuple nomade des Yuezhi, assimilés aux Tokhariens.
La Parthie se sépare du royaume séleucide sous la férule du satrape Andragoras qui profite de la deuxième guerre de Syrie pour s'émanciper vers 255 ; mais celui-ci est éliminé vers 238 par Arsace Ier, chef de la tribu scythe des Parni et fondateur de l'empire Parthe. Les relations deviennent rapidement conflictuelles avec le royaume gréco-bactrien. Séleucos II tente en vain de reprendre la Parthie vers 228, puis Antiochos III marche en 209 contre les Parthes, remportant un succès sans lendemain. Au milieu du IIe siècle av. J.-C., sous le règne de Mithridate, les Parthes s'étendent dans les satrapies iraniennes puis vers la Babylonie. Séleucie du Tigre tombe en 141, marquant le début du déclin séleucide.

### Règne d'Antiochos III le Grand

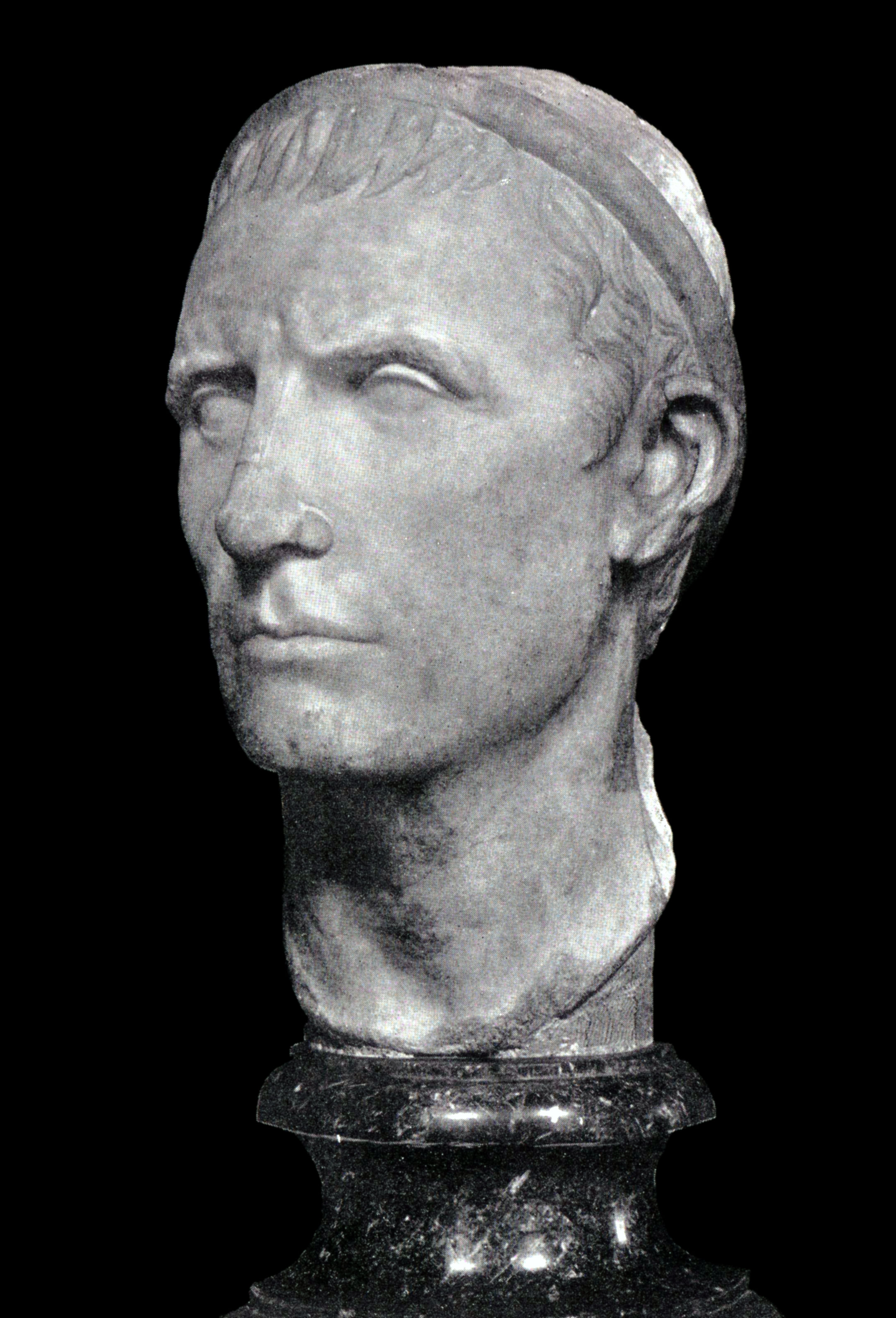
Buste d'Antiochos III, copie romaine, musée du Louvre.

Le règne d'Antiochos III (222-187 av. J.-C.) marque la restauration de l'autorité royale dans les provinces anatoliennes et orientales. Pourtant le début de son règne est difficile. Il doit d'abord faire face à la révolte de Molon, gouverneur des satrapies orientales, qui a pris le titre royal comme l'attestent les monnaies frappées à son nom. Il élimine également son ambitieux vizir, Hermias, et lutte contre Achaïos II, gouverneur d'Anatolie qu'il a reconquise aux dépens des Attalides de Pergame. La suite de son règne montre sa volonté de restaurer l'empire originel des Séleucides. Il est défait à la bataille de Raphia par Ptolémée IV en 217 durant la quatrième guerre de Syrie, ce qui ne l'empêche pas de reprendre Séleucie de Piérie. Il parvient finalement en 200 à prendre la Cœlé-Syrie lors de la cinquième guerre de Syrie. Entre-temps, il a mené une véritable anabase en Asie (212-205), marchant sur les pas d'Alexandre le Grand, avec pour objectif de faire face à l'expansion des Parthes et à la sécession du royaume gréco-bactrien. La reconquête des Hautes satrapies reste sans lendemain, mais Antiochos, devenu « Le Grand », est parvenu à rétablir l'influence séleucide jusqu'au golfe Persique. Il marche enfin contre la Thrace, conquise en 196, s'étendant aux dépens des Attalides. Il entend par ailleurs renforcer l'autorité royale en centralisant le culte royal et en réformant l'administration.
Mais cette politique impérialiste suscite bientôt l'hostilité des Romains qui viennent de vaincre au nom de la « liberté des Grecs » Philippe V lors de la deuxième guerre de Macédoine, et alors qu'Antiochos accueille à sa cour Hannibal Barca. La guerre antiochique (192-188) éclate quand la Ligue étolienne appelle à l'aide les Séleucides contre les Romains. Mais les forces d'Antiochos s'avèrent trop peu nombreuses pour faire face aux expérimentées légions romaines. Après une première défaite en 191 aux Thermopyles, Antiochos est définitivement vaincu en 189 à Magnésie du Sipyle. Il est contraint de conclure un traité très sévère en 188, la paix d'Apamée, qui remet définitivement en cause la présence séleucide en Anatolie, au profit notamment de Pergame.
Son fils Antiochos IV, considéré comme le dernier grand roi séleucide, entend restaurer la grandeur du royaume. Il défait les Lagides lors de la sixième guerre de Syrie, mais doit quitter Alexandrie face à l'ultimatum des Romains,. Dans le même temps, il échoue à réprimer la révolte des Maccabées en Judée (169-165). Il meurt alors qu'il mène campagne dans les Hautes satrapies durant une nouvelle tentative d'anabase.

### Le long déclin du royaume séleucide

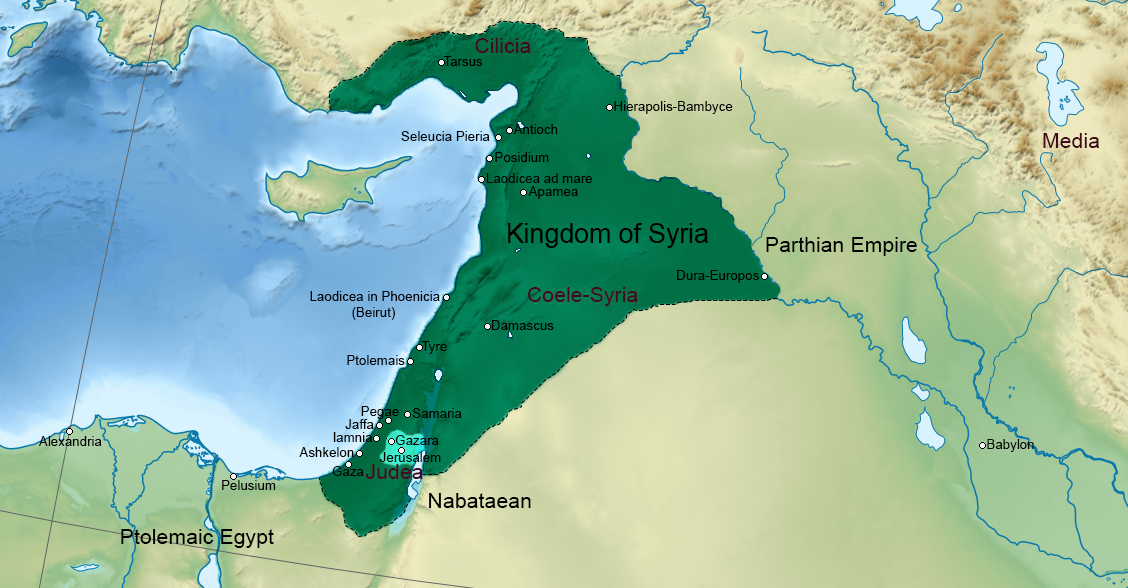
Le royaume séleucide au début du règne d'Antiochos VIII.

Antiochos IV n'est que le huitième roi de la dynastie en près de 130 années d'existence ; après lui, dix-sept autres rois se succèdent, démontrant l'instabilité chronique de la royauté, l'un des facteurs de son déclin. Les successeurs immédiats d'Antiochos IV s'avèrent compétents, mais ils sont en butte à des querelles dynastiques entretenues par les États voisins et par les Romains qui favorisent un prétendant au gré de leurs intérêts, sachant qu'après la paix d'Apamée un membre de la famille royale doit être gardé en otage à Rome. Lorsque Antiochos IV meurt prématurément, son jeune fils Antiochos V lui succède ; mais il est rapidement évincé par Démétrios Ier, fils de Séleucos IV, avec le soutien des Romains. Durant près de cinquante ans, les deux branches de la dynastie issues des fils de Démétrios Ier se livrent une lutte acharnée pour le pouvoir.
Démétrios Ier, souverain énergique, rencontre l'hostilité des Attalides de Pergame qui poussent sur le trône un prétendu fils d'Antiochos IV, Alexandre Ier Balas. Son fils Démétrios II, réputé pour sa tyrannie, doit endurer la sécession du stratège Diodote, commandant de la place d'Apamée, qui fait proclamer un fils de Balas, Antiochos VI. Après avoir éliminé le jeune souverain, Diodote se proclame roi sous le nom de Tryphon, avant d'être lui-même tué par Antiochos VII, fils de Démétrios Ier. Il est le dernier roi à avoir tenté de reprendre les territoires perdus aux dépens des Parthes ; après quelques succès en Babylonie et en Médie grâce à une armée considérable, il est vaincu et tué par les Parthes en 129. Durant le second règne de Démétrios II, que les Parthes ont libéré de sa captivité afin de susciter le désordre dans la dynastie, des révoltes éclatent à Antioche et au sein de l'armée à cause de l'emprise des mercenaires crétois sur la Syrie. Il est renversé par un usurpateur soutenu par les Lagides, Alexandre II Zabinas qui finit par être évincé par Antiochos VIII en 123. Le long règne de ce dernier est marqué par la perte de Doura Europos aux dépens des Parthes, l'émancipation de Séleucie de Piérie et la sécession de la Commagène. À partir de 114, il entre en conflit avec son frère Antiochos IX pendant près de quinze ans. Sa mort plonge le royaume dans d'inextricables complexités dynastiques sachant qu'il a laissé cinq fils qui tous prétendent au diadème royal.

### L'anarchie en Syrie et la fin des Séleucides

Carte de la Syrie séleucide en 92 av. J.-C.

Les dernières années de la dynastie séleucide sont marquées par d'incessantes querelles entre frères, neveux et oncles ou cousins, d'autant plus complexes qu'elles impliquent souvent des princesses lagides. La Syrie, dernier reliquat du royaume séleucide, sombre bientôt dans l'anarchie, chaque cité avançant son prétendant. Les Juifs, sous la direction des Hasmonéens, obtiennent par ailleurs leur indépendance vers 104. Les cinq fils d'Antiochos VIII se livrent en effet une compétition pour le pouvoir. Ainsi Démétrios III règne autour de Damas, et finit par être vaincu par les Parthes en 88, tandis que Philippe Ier règne lui autour d'Antioche. Antiochos XII, installé à Damas, se rebelle bientôt contre son frère Philippe ; mais il est vaincu par les Nabatéens qui occupent la Syrie méridionale.
En 83, les Antiochéniens, excédés par le désordre politique entretenus par la double royauté séleucide, offrent la couronne à Tigrane II qui intègre la Syrie au royaume d'Arménie alors en pleine expansion. Les Séleucides profitent de la victoire de Lucullus sur Tigrane en 69 pour revendiquer un trône sous tutelle romaine ; mais Pompée détrône Antiochos XIII en 64, qui se réfugie chez son protecteur arabe, lequel l'élimine pour plaire à Pompée. La mort d'Antiochos XIII marque traditionnellement la fin de la dynastie séleucide, mais Philippe II, dit l'« Ami des Romains », règne brièvement sur Antioche avec le soutien de Pompée jusqu'à sa mort en 64. À cette date, les royaumes d'Antioche et de Damas deviennent province romaine.
La suppression des Séleucides et la création de la province romaine de Syrie, produits de l'impérialisme romain, répondent à des mobiles complexes : les motifs de Pompée, outre l'ambition de faire de la Syrie sa province, pourraient être de contenir l'expansion parthe, de faire face à la piraterie en Méditerranée orientale ou de sécuriser le commerce caravanier.
Si la Syrie proprement dite devient une province romaine, la plus grande partie des régions orientales qui a constitué le royaume séleucide à l'époque de Séleucos Ier appartient désormais aux Parthes.

## Institutions et administration du royaume

### Un territoire immense aux frontières changeantes

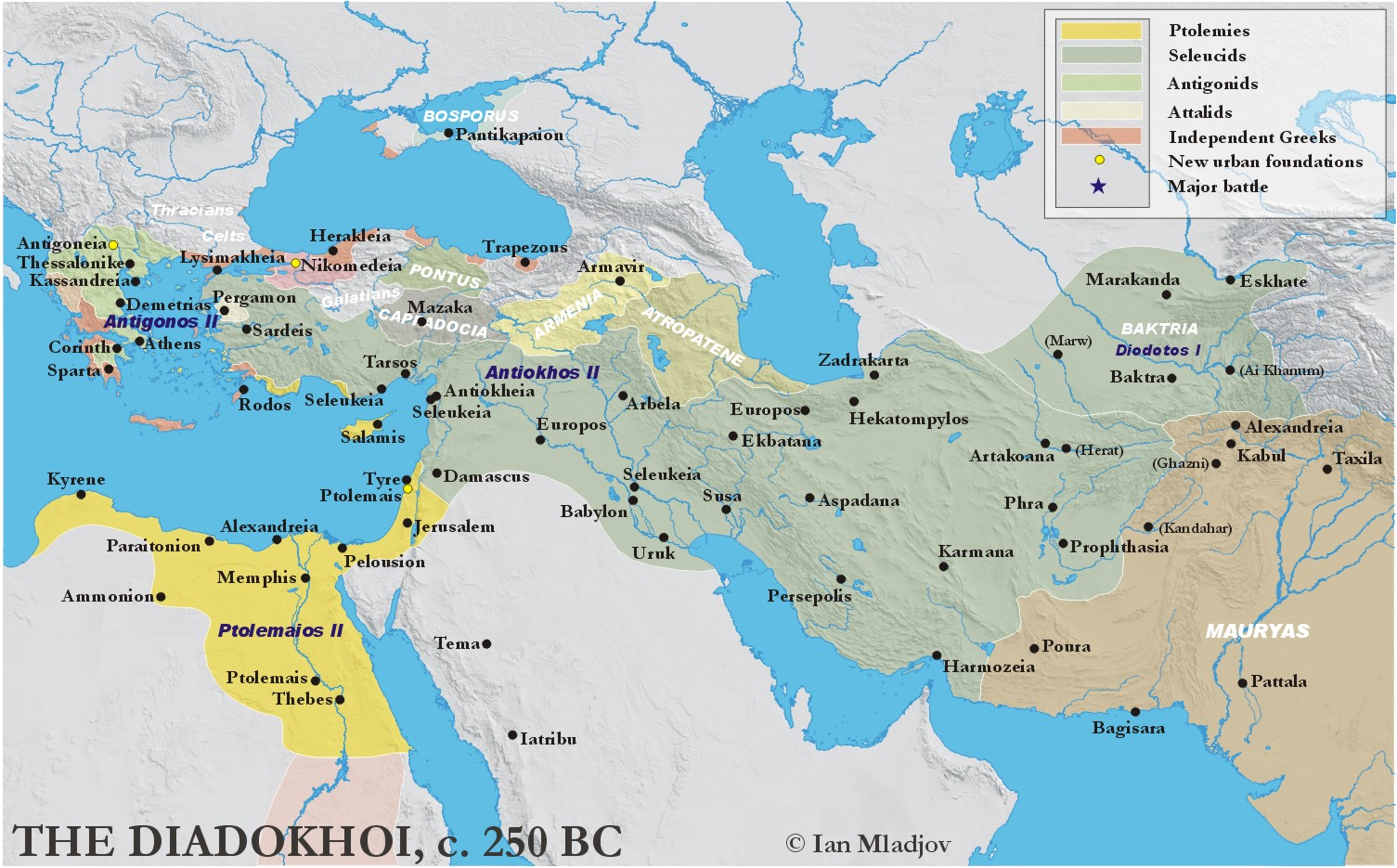
Le royaume séleucide vers 250 av. J.-C.

Si l'immensité du royaume séleucide, à ses débuts, fait sa force, c'est aussi une source d'instabilité constante. À sa mort en 281 av. J.-C., Séleucos Ier lègue un vaste empire dont la gestion s'avère difficile pour son fils et successeur Antiochos Ier ; celui-ci doit en effet faire face à des rébellions et des velléités d'indépendance notamment en Anatolie. Dans ces mêmes régions, les Séleucides se heurtent plusieurs fois à la puissance lagide au cours du IIIe siècle av. J.-C. L'Anatolie, région hétérogène occupés par des cités grecques et des peuples indigènes, disputée avec les Lagides, n'a jamais été totalement sous contrôle séleucide, surtout après l'indépendance acquise par Pergame en 263.
Dans la partie la plus orientale du royaume, ou Hautes satrapies (Arie, Bactriane,Sogdiane, Drangiane, etc.), la domination séleucide ne s'exerce véritablement que jusqu'aux années 250. Antiochos II fait en effet face à la sécession du royaume gréco-bactrien et à l'expansion des Parthes. Face au déclin de la puissance séleucide au milieu du IIIe siècle av. J.-C., Ptolémée III conquiert l'ensemble de la Syrie durant la troisième guerre de Syrie (ou guerre laodicienne), occupant même Séleucie de Piérie en 241. Même si les Lagides se retirent assez rapidement, cette occupation illustre la faiblesse nouvelle du royaume.
La situation change au début du règne d'Antiochos III qui restaure l'autorité séleucide sur les Hautes satrapies par son Anabase, avant de se concentrer sur la partie occidentale du royaume. Il mène une série de campagnes victorieuses en Syrie et en Anatolie. En 192, les Romains et leurs alliés pergamiens, inquiets de cette réussite, l'affrontent lors la guerre antiochique et, après leur victoire, lui imposent à Apamée de sévères conditions financières et territoriales. Malgré la perte définitive de l'Anatolie, les Séleucides dominent encore un immense territoire. Mais les Parthes occupent définitivement les satrapies iraniennes (Perside, Médie, Susiane) à partir de 148 puis la Mésopotamie à partir de 141. Tigrane II d'Arménie soumet enfin la Cilicie, la Phénicie et la Syrie en obtenant qui plus est la couronne séleucide en 83.

### Nature de l'institution royale

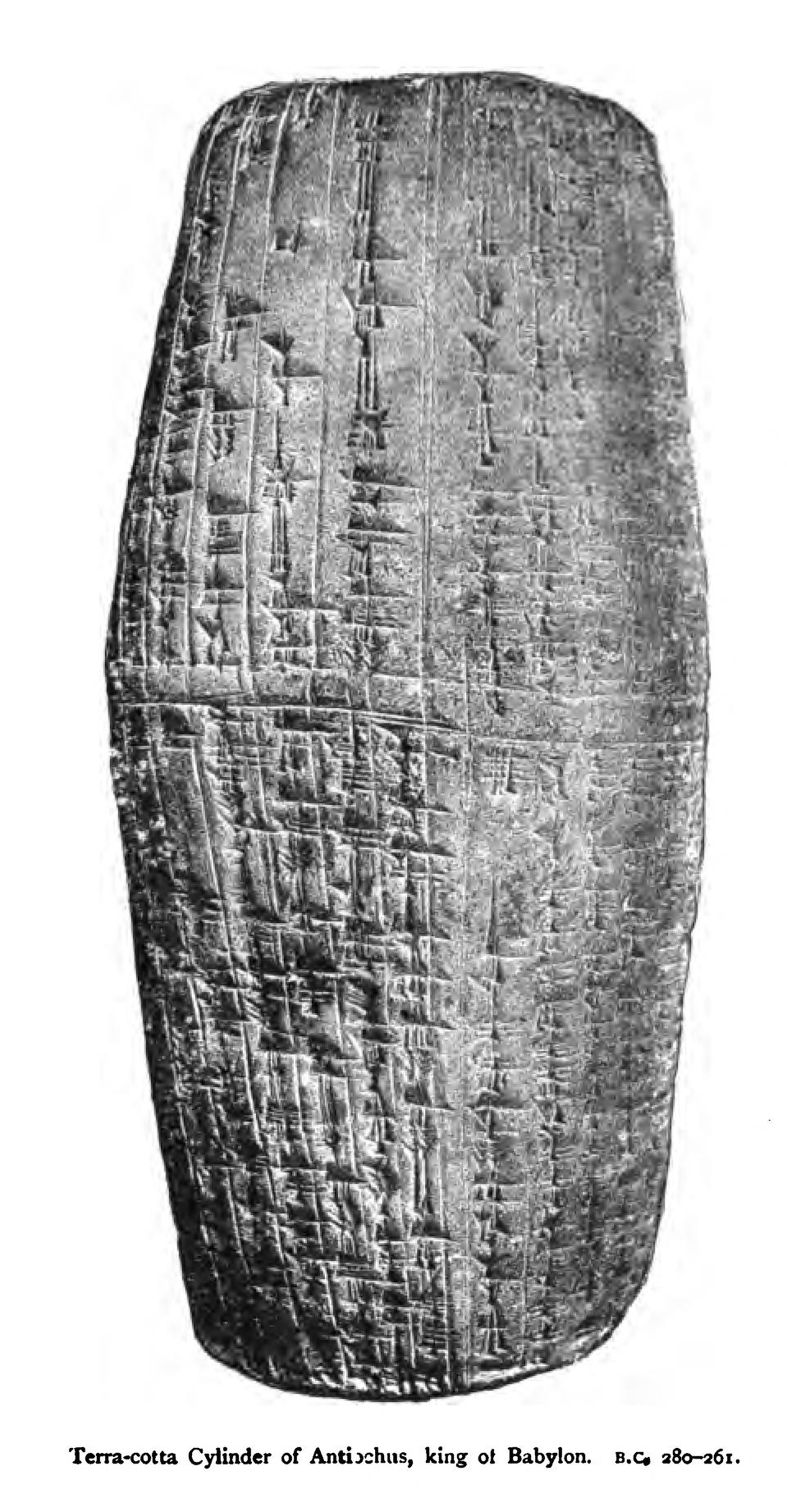
Cylindre au nom d'Antiochos Ier, roi de Babylone et défenseur des dieux Marduk et Nabû, British Museum.

Contrairement à l'Égypte lagide et à la Macédoine antigonide qui possèdent une logique culturelle et territoriale bien déterminée, le royaume séleucide se distingue par un territoire immense et fragmenté, dont les frontières ne sont pas clairement définies, tandis que les modes de contrôle des territoires varient fortement d'une région à l'autre. La figure royale est dès lors cruciale pour assurer la cohérence au sein de l'empire. Le culte royal, héritage du culte héroïque d'Alexandre le Grand, y participe en imposant la figure du roi « libérateur » et « bienfaiteur » auprès des cités et des différentes communautés.
Le roi séleucide est souvent appelé « roi de Syrie » aussi bien par les sources anciennes que les historiens modernes, même si à l'origine Séleucos Ier Nicator est roi de Babylonie. Cette dénomination serait apparue après la perte de la Babylonie et de la Mésopotamie au milieu du IIe siècle av. J.-C. Pourtant, il est probable qu'en tant que successeurs des Achéménides et d'Alexandre, les Séleucides se considèrent plutôt comme « roi d'Asie », titre que leur donne d'ailleurs les sources juives. Ces considérations faites, il convient de noter que le royaume ne porte aucune dénomination officielle. Dans les actes écrits en grec, les souverains séleucides sont seulement connus sous le titre de « roi Séleucos » ou de « roi Antiochos » ; quant au royaume, il est le « royaume de Séleucos » ou le « royaume d'Antiochos ». En Babylonie, néanmoins, le souverain est nommé « roi de Babylone » dans les tablettes en akkadien. À titre de comparaison, les Lagides sont pharaons d'Égypte, les Antigonides rois des Macédoniens, les Attalides rois de Pergame. Enfin, contrairement au royaume de Macédoine et à son assemblée des Macédoniens, l'armée ne possède officiellement aucun pouvoir pour désigner, ou destituer, un roi, même si elle joue un rôle important dans les périodes de vacances du pouvoir. Les rébellions contre la royauté restent marginales. Tout au plus, peut-on citer la révolte contre Alexandre Balas ou celle contre Démétrios II.
La royauté séleucide n'est donc ni nationale, ni territoriale ; elle est personnelle, sachant que le roi est l'incarnation vivante de la « Loi ». La royauté repose sur deux principes du droit grec : le pouvoir et le droit de propriété délivrés par la victoire et leur transmission héréditaire. Polybe fait dire à Antiochos IV à propos de la conquête de la Cœlé-Syrie : « L’acquisition par la guerre c'est le titre de propriété le plus juste et le plus fort ». Le roi possède son royaume « par la lance » en vertu du droit de conquête inspiré du geste d'Alexandre à son arrivée en Asie,. Il utilise donc la guerre comme source de son autorité car la victoire est génératrice de prestige et de butin. Il commande personnellement l'armée et doit montrer du courage physique : sur les quatorze rois que la dynastie a donnés entre Séleucos Ier et Antiochos VII, dix sont morts à la bataille ou en campagne.
Héritier des Argéades, mais aussi des Achéménides, le roi (ou basileus) incarne le pouvoir autocratique. Mais à certaines périodes, les Séleucides ont confié à des princes ou à leurs fils une forme de corégence, en les plaçant à la tête d'une partie du royaume. Ainsi Antiochos Ier gouverne à partir de 294 av. J.-C. les satrapies orientales depuis Babylone ; Antiochos Hiérax obtient la tutelle sur les possessions anatoliennes ; Antiochos III gouverne les Hautes satrapies ; Zeuxis est stratège d'Anatolie sous Antiochos III ; enfin Séleucos IV se voit confier les territoires occidentaux avec pour capitale Lysimacheia en Thrace.
Les rois pratiquent la monogamie conformément aux Grecs, et contrairement aux Argéades. Les mariages entre frères et sœurs sont, à une seule exception, inexistants. Le seul cas d'union consanguine est celui des enfants d'Antiochos III : sa fille Laodicé IV épouse successivement trois de ses frères. Après le règne d'Alexandre Balas au milieu du IIe siècle av. J.-C., les Séleucides épousent des princesses lagides, manière de garantir le contrôle sur la Cœlé-Syrie par une alliance matrimoniale. Les reines séleucides n'ont pas joué un grand rôle sur la scène politique, exception faite de Laodicé III à qui Antiochos III confie la régence des régions occidentales durant son Anabase, contrairement aux reines lagides qui sont souvent sœur et épouse à la fois. Seules quatre d'entre elles figurent sur les monnaies, soit en qualité de régentes de manière légale ou abusive, soit en qualité de tutrice de leurs enfants : Laodicé IV, Laodicé V, Cléopâtre Théa et Cléopâtre Séléné. Les autres membres de la famille royale ne portent aucun titre officiel, même l'héritier au trône qui n'est que « fils ainé ». Néanmoins, Antiochos Ier reçoit le titre de corégent du royaume et Antiochos le Jeune, alors âgé de 11 ans, reçoit le titre de vice-roi des provinces occidentales en 210 de la part d'Antiochos III.

### Un territoire sous domination royale

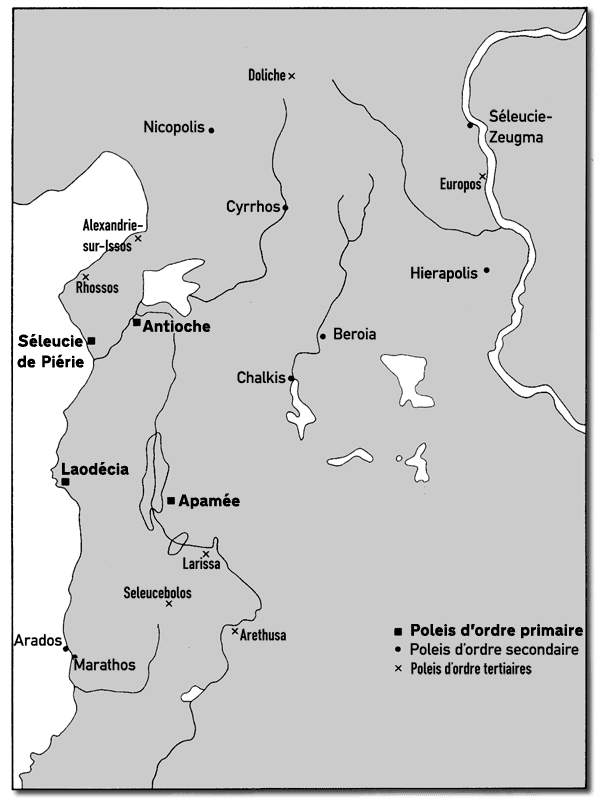
Le réseau urbain en Syrie séleucide.

Le royaume séleucide, immense à l'origine, n'existe qu'à travers les relations que l'administration royale noue avec les communautés qui le composent. La terre royale (ou gê basilikê) s’étend partout où le roi est reconnu, ce qui exclut les vastes territoires désertiques à l'intérieur de l'espace séleucide.
Séleucos Ier a fondé la tétrapole syrienne, un ensemble planifié de quatre cités (Antioche, Séleucie de Piérie, Laodicée et Apamée), avec pour volonté de s'établir durablement en Syrie et de faire concurrence à l'Égypte lagide en Méditerranée orientale. Ces cités sont toutes bâties selon un plan hippodamien. Séleucos fait aussi bâtir à travers son empire une quinzaine d'autres Antioche, du nom de son père Antiochos, suivi en cela par Antiochos Ier qui poursuit l'œuvre de son père. Les fondations urbaines se multiplient et portent des noms relatifs à la dynastie : il y a des dizaines de Séleucie, Antioche, Laodicée, Apamée. La création de ces villes a été facilitée par le fait que la Grèce continentale est alors surpeuplée. Une première vague d'immigration grecque se déroule en effet du temps des Diadoques. Les premiers habitants d'Antioche sont par exemple des colons athéniens, au nombre de 5 300, qu'Antigone le Borgne a préalablement installés à Antigonie ; 6 000 colons macédoniens peuplent Séleucie de Piérie sous Séleucos. On trouve aussi des colons thraces installés dans les provinces iraniennes. Une seconde vague de colonisation débute sous Antiochos IV qui fait construire quinze cités. Toutes ces cités sont étroitement liées au pouvoir central. Les cités grecques d'Anatolie, à l'histoire séculaire, bénéficient quant à elles d'une autonomie institutionnelle et parfois d'exemptions fiscales.
Pour asseoir leur domination, les Séleucides s'appuient également sur des garnisons militaires, avec à leur tête un phrourarque, surtout dans les régions densément peuplées du littoral d'Anatolie, de Syrie et de Mésopotamie. Séleucos établit également des cités-forteresses dans des régions plus reculées, comme celle de Doura Europos colonisée par des vétérans gréco-macédoniens. Des colonies (les katoikiai) sont aussi fondées, comparables dans une certaine mesure au clérouquies d'Égypte : des colons reçoivent un lot de terre contre un service militaire ; elles ne disposent pas du statut de cité et dépendent directement de l'autorité royale. Mais à la différence des clérouques d'Égypte, ces colons-paysans ne sont pas organisés militairement, et tous ne sont pas destinés à servir dans l'armée. Il existe par ailleurs des colonies strictement agricoles, notamment en Anatolie. Ces colons ne sont pas non plus semblables aux limitanei (« soldats de la frontière ») du Bas-Empire romain ; en effet il ne s'agit pas de soldats-cultivateurs établis pour faire face aux Attalides ou aux Galates dans le cas des établissements anatoliens, mais de colons établis de manière « pacifique », en plaine et parfois loin des frontières. Par ailleurs, ces colons ne sont pas forcément gréco-macédoniens : Antiochos III confie le soin à Zeuxis, gouverneur d'Anatolie, d'installer 3 000 Juifs dans des colonies agricoles de Phrygie et de Lydie après que ces satrapies se soient révoltées.
Étant donné l'immensité de l'empire, la cour royale est itinérante, sans qu'une capitale n'apparaisse vraiment, du moins au IIIe siècle av. J.-C. Le roi voyage ainsi au gré des événements et des ambassades entre Sardes, Éphèse et la tétrapole syrienne . Au fil du temps, le pouvoir a eu tendance à se centraliser autour d'Antioche, devenue capitale royale probablement vers 240 av. J.-C. Le roi a besoin de s'appuyer sur un maillage administratif qui peut lui servir de relais dans les territoires lointains : satrapie, stratégie, cités, communautés indigènes ou ethnè. Le terme ethnos, traduit en « nation » ou « peuple », s'applique à certains peuples dirigés par des dynastes et dont le territoire n'est pas structuré par des cités : Pisidiens, Lycaoniens, Élyméens, Kassites et nomades scythes, etc.. Le cas de l'ethnos des Juifs de Judée est particulier en cela qu'il est dirigé par une ethnarque à partir de Simon Maccabée en 140. Les ethnè bénéficient d'une forme d'autonomie, aussi du fait de leur situation géographique périphérique.
Le roi séleucide possède son royaume « par la lance » en vertu du droit de conquête et fonde son autorité sur le prestige de la victoire. Certains souverains ont donc cherché à affirmer leur autorité en réalisant des anabases vers les Hautes satrapies d'Asie. C'est le cas pour Antiochos III, devenu « le Grand », et dans une moindre mesure pour Antiochos IV. Le roi devient dès lors un chef de guerre avec pour mission de soumettre à son pouvoir les communautés récalcitrantes. Mais ces manifestations de puissance internes restent rares. Le royaume est donc constitué d'un ensemble de communautés liées à la royauté par des administrateurs. Cette royauté parait lointaine pour les individus, les rois n'ayant pas à proprement parler de « sujets ».

### Entourage du roi

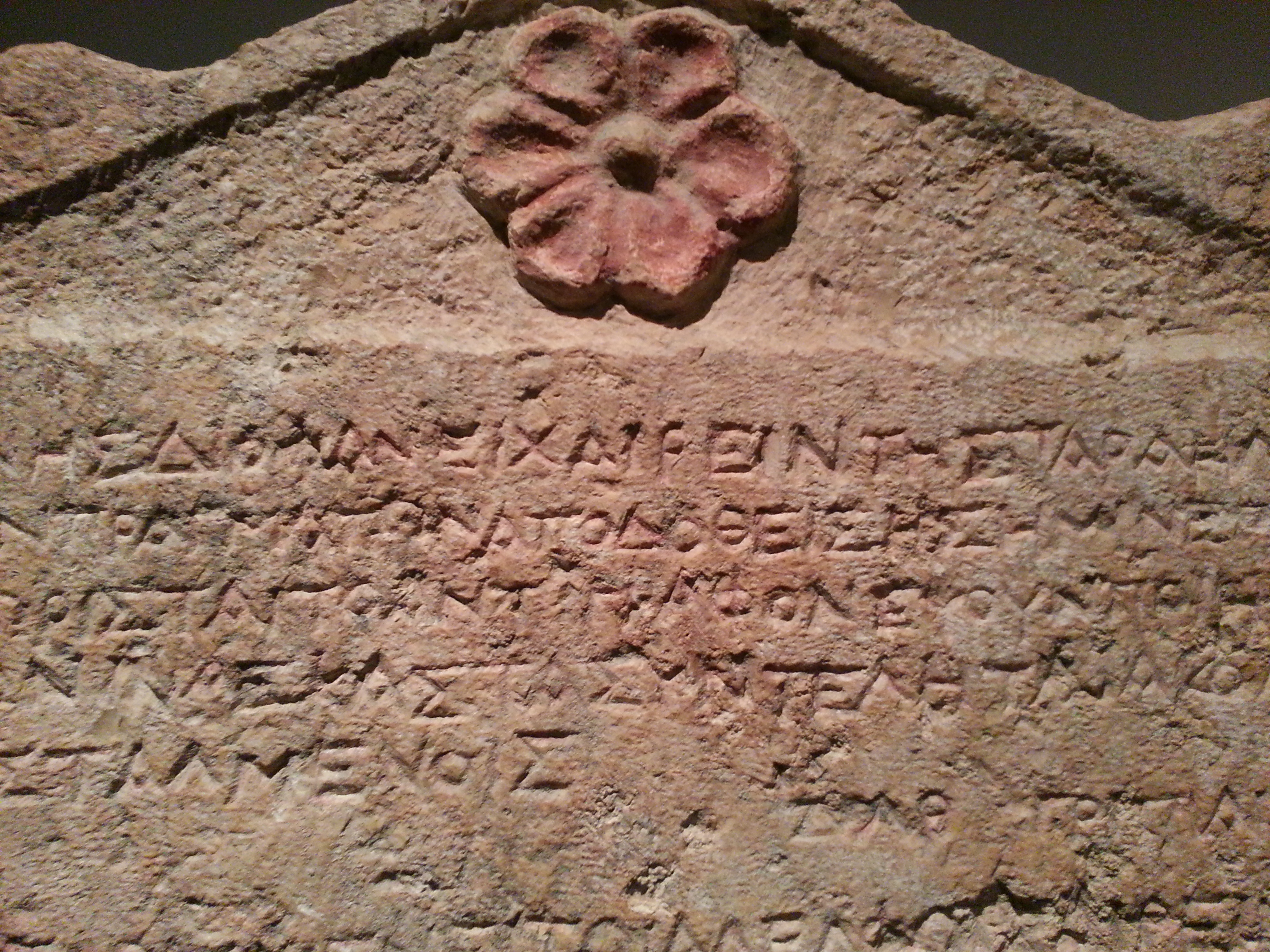
Détail de la stèle d'Héliodore, Musée d'Israël.

Si le roi possède un pouvoir quasi absolu, son entourage exerce une influence directe, plus ou moins importante, sur ses décisions. En effet, à l'image d'Alexandre le Grand et de tous les souverains hellénistiques, le roi s'entoure d'un cercle de proches, les Amis (philoi), composés de l'élite gréco-macédonienne. La présence d'indigènes dans ce cercle semble marginale contrairement au dessein oriental d'Alexandre. Il s'agit souvent d'ambassadeurs, d'officiers, de diplomates ou de conseillers. Certains occupent des fonctions régionales de gouverneurs ou de stratèges. Les Amis forment le Conseil (synédrion), documenté grâce à Polybe pour le règne d'Antiochos III. Il semble particulièrement consulté concernant les affaires militaires. Une hiérarchie aulique (« de cour ») se créé bientôt entre les Parents, les Premiers Amis et les Amis honorés. Ils sont récompensés par des dons (dôrea) ou la concession de domaines.
Parmi les principaux dignitaires entourant le roi, dont les fonctions sont connues, on distingue :
- L'épistolographe : attesté pour le règne d'Antiochos IV, il dirige la chancellerie royale comme l'archigrammate des Argéades) ; il est donc chargé des relations épistolaires entre la royauté et les différentes communautés. Vu l'immensité du royaume et le nombre très important de communautés y vivant, ce poste s'avère stratégique.
- Le préposé aux affaires (epi tôn pragmatôn) : traduite parfois en « vizir » ou « ministre », cette fonction, attestée à partir de Séleucos III, confère à son titulaire la gouvernance de la Syrie-Mésopotamie en l'absence du roi et la gestion des finances. Le cas le mieux documenté est celui d'Hermias sous Antiochos III qu'il finit par faire assassiner. La fonction est aussi connue au IIe siècle av. J.-C. avec Héliodore[N 21], Lysias et Bacchidès qui ont été successivement chargés de réprimer la révolte des Maccabées, prouvant que le « ministre » peut aussi bénéficier de prérogatives militaires ou diplomatiques[132].

### Structures administratives
Contrairement au royaume lagide pour lequel il existe une documentation qui atteste d'une administration très développée dont le cœur se trouve à Alexandrie, le royaume séleucide n'est pas doté d'une administration centralisée en dehors du synédrion (Conseil). La royauté séleucide a délégué, comme avant eux les Achéménides, de grandes responsabilités aux satrapes. Ils sont souvent désignés sous le nom de stratèges par les sources, même si ces derniers peuvent aussi occuper des fonctions militaires ou diriger des regroupements de plusieurs satrapies comme en Anatolie. Il est probable qu'Antiochos III ait institué une séparation entre pouvoir administratif des satrapes et pouvoir militaire des stratèges au sein d'un même territoire.
Il est difficile d'avoir une idée exacte du nombre précis de satrapies. Appien estime à soixante-douze le nombre de satrapies sous Séleucos ; mais ce chiffre parait exagéré, l'auteur ayant pu confondre les satrapies et leurs subdivisions. Chaque satrapie est en effet subdivisée en circonscriptions dont l’appellation et la nature varient selon les traditions locales : hyparchies, chiliarchies, toparchies, etc.,. Les satrapes (ou stratèges) sont les représentants du roi dans leurs provinces au titre de gouverneur civil et parfois militaire. Les cités et les communautés locales doivent lui rendre des comptes. Les structures achéménides semblent avoir été réformées (déjà par Alexandre et Antigone le Borgne) avec le renforcement de l'autonomie accordée aux cités (poleis) qui sont dotées de leurs institutions. Les territoires isolés d'Asie sont gouvernés de manière plus personnelle par les gouverneurs locaux, la domination séleucide étant alors consentie grâce à des exonérations fiscales ou à la concession d'une relative autonomie.
Ceci explique en partie la difficulté à maintenir une autorité continue sur tous les territoires, puisque certaines régions possèdent une large autonomie, accentuée par les velléités d'indépendance des gouverneurs mis en place par le roi, comme c'est le cas en Bactriane ou à Pergame. D'une manière générale, les satrapies sont plus vastes en Asie centrale et dans les régions iraniennes qu'en Anatolie, région très fragmentée. Certains souverains ont confié à des officiers des commandements supra-régionaux. Déjà sous Séleucos Ier, un gouvernement général des satrapies orientales est confié à son fils Antiochos, qu'il nomme vice-roi. Ce partage du pouvoir est attesté par des inscriptions de Didymes, des documents cunéiformes et des émissions monétaires. C'est aussi le cas pour l'Anatolie sous Antiochos III qui est sous la tutelle d'Achaïos II puis de Zeuxis au titre de stratège.

### Processus de poliadisation

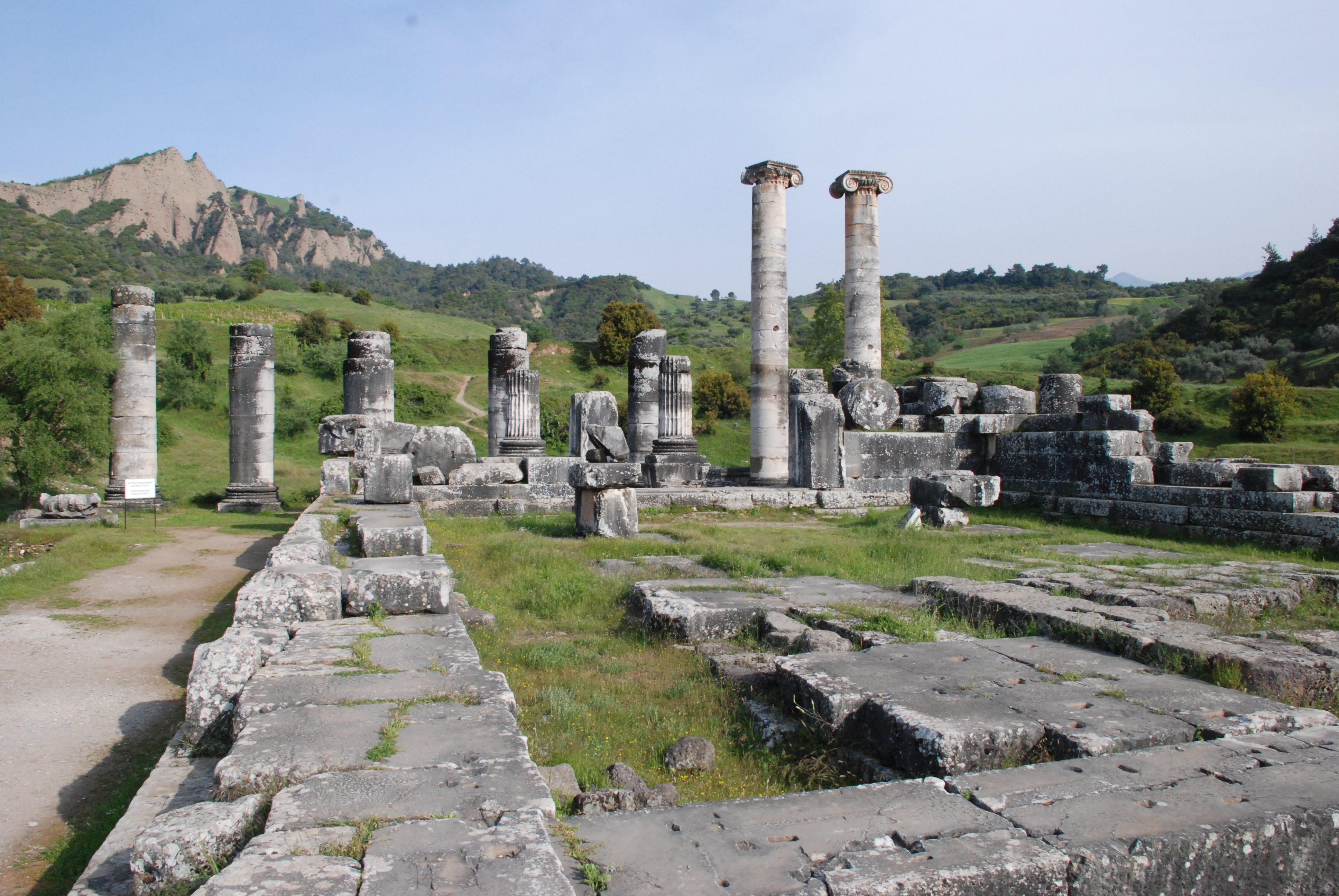
Le temple d'Artémis de Sardes reconstruit sous Antiochos III.

La poliadisation désigne la transformation d'une ville préexistante en cité (polis) ou la fondation d'une colonie selon le modèle grec, c'est-à-dire un système politique reposant sur des assemblées (boulè, ecclésia, conseil des Anciens ou péliganès) et des magistrats (archontes, épistates) issus de la communauté des citoyens (politai). Ce phénomène, qui participe à l'hellénisation de l'Orient, a été marqué en Anatolie ainsi qu'en Mésopotamie et en Babylonie. Il convient donc ici d'exclure les cités grecques d'Ionie, à la longue tradition civique qui possèdent souvent un régime démocratique, ou les cités des rives du Pont-Euxin restées indépendantes.
En Syrie, les cités nouvellement fondées de la tétrapole de Syria Séleukis possèdent des institutions propres tout en étant placées sous la tutelle royale par l’intermédiaire d'un épistate, choisi par le roi parmi les citoyens. Cette région, déjà fortement urbanisée, connait aussi un phénomène de poliadisation avec l'implantation de colons et l'instauration d'institutions civiques dans des villes préexistantes, comme c'est le cas de Béroia (l'antique Alep). Plus à l'Est vers l'Euphrate, la colonie de Doura Europos, peuplée de colons macédoniens, bénéficie du statut de cité.
En Anatolie, la poliadisation s'effectue par la fondation, ou la refondation, de colonies et la réunion par synœcisme de communautés préexistantes. De nombreuses cités sont fondées à l'intérieur des terres, comme en Phrygie ou en Pisidie ; beaucoup portent le nom d'Antioche, Séleucie, Apamée ou Laodicée. En Carie, les élites sont déjà fortement hellénisées, ce qui accélère le processus. Sardes, capitale de la Lydie, devenue le siège des provinces anatoliennes au IIIe siècle av. J.-C., bénéficie de constructions monumentales qui en font une cité de type grec : théâtre, stade, gymnase, temple d'ordre ionique dédié à Artémis. Le grec devient par ailleurs la langue de l'administration de la cité au détriment du lydien. Un décret d'Hanisa en Cappadoce, datant probablement du début du IIe siècle av. J.-C., démontre que la ville qui n'est pas une colonie possède, de manière spontanée, des institutions civiques grecques et utilise le calendrier macédonien. Cet héritage est repris par les Attalides lorsqu'ils récupèrent l'Anatolie après la paix d'Apamée en 188 av. J.-C., s'efforçant de fonder aussi leurs colonies bâties sur le modèle grec.
De nombreuses colonies nouvellement fondées en Mésopotamie reçoivent le statut de cité, la plupart sous le nom de Séleucie, Antioche, Laodicée, etc. La plus importante de ces fondations est Séleucie du Tigre, siège de la royauté. Les cités fondées en Mésopotamie conservent un lien avec l'administration royale avec la désignation d'un épistate, comme dans la plupart des fondations de Syrie. Babylone, qui au commencement de la dynastie séleucide a conservé ses institutions traditionnelles et s'avère d'abord un centre religieux, est élevée au rang de cité soit sous Antiochos III, soit plus vraisemblablement sous Antiochos IV. Une chronique babylonienne datée de 166 mentionne que sous le règne d'Antiochos IV de nombreux Grecs ont été installés à Babylone avec le statut de citoyens,. Ces « Grecs » sont peut-être des soldats vétérans de différentes origines qui utilisent la langue grecque. Il pourrait aussi s'agir de Grecs originaires du monde grec voire de Babyloniens autochtones qui auraient pris un nom grec et seraient devenus membres de cette communauté. Quoi qu'il en soit, il existe une ségrégation entre les politai et le reste des habitants dont certains ont été expropriés de leurs terres par les colons. Même si la cité est dirigée par une assemblée des Anciens (ou péliganès), les Babyloniens et les Grecs possèdent leurs propres institutions, et le gouvernement central communique distinctement avec les deux communautés, pratiques qui ont perduré jusqu'à l'époque parthe. La cité comprend enfin des monuments typiquement grecs : un théâtre, qui a été mis au jour, et un gymnase.
En Judée, le cas de Jérusalem est particulier. Ce sont les élites hellénisées qui demandent en effet à Antiochos IV de transformer la ville en polis, renommée en Jérusalem Antioche, suscitant des tensions avec les juifs traditionalistes, les hassidim ou « pieux » ; tensions qui sont à l'origine de la révolte des Maccabées. La cité comprend alors un gymnase et un éphébéion qui forme les éphèbes à devenir citoyens.
Sous Tigrane II d'Arménie, au début du Ier siècle av. J.-C., des cités de Syrie et de Phénicie proclament leur autonomie par rapport au pouvoir royal ; il s'agit d'Apamée, de Laodicée et de Bérytos.

### Place de la Babylonie

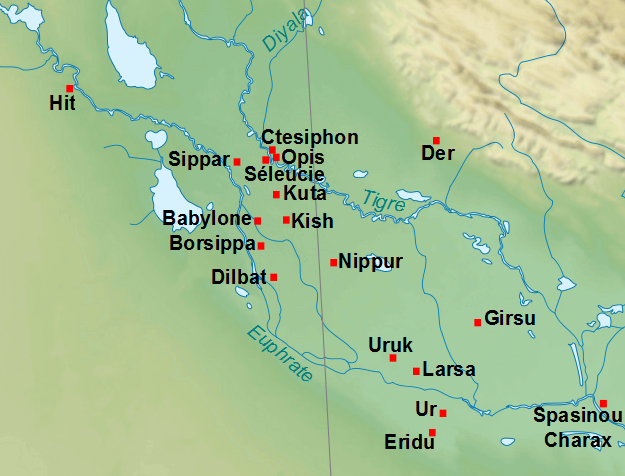
Le réseau urbain en Basse Mésopotamie à l'époque hellénistique.

Les historiens modernes ont longtemps sous-estimé l'importance de la Babylonie au sein du royaume séleucide en consultant davantage les sources grecques que les documents écrits en araméen. La chancellerie royale, selon la tradition achéménide, rédige en effet des documents en araméen et pas seulement en grec. Les chroniques babyloniennes intitulées Chronique des Diadoques, écrites en akkadien, font par ailleurs démarrer l'ère séleucide à la date de 311 av. J.-C. au moment de la guerre babylonienne entre Séleucos Ier et Antigone le Borgne, même si Séleucos n'est alors mentionné qu'au titre de stratège du souverain légitime, et hypothétique, Alexandre IV. L'ère royale prend fin dans les années 140 av. J.-C. avec l'invasion parthe. De nombreuses sources en akkadien (chroniques, journaux astronomiques, Cylindre d'Antiochos trouvé dans le temple de Nabû à Borsippa) attestent de contacts directs entre les élites babyloniennes et Antiochos Ier, qui a d'ailleurs été chargé de gouverner la Babylonie à partir de 294 au titre de vice-roi.
Avec la Syrie, la Babylonie, région riche et densément peuplée depuis des millénaires, est l'une des bases du pouvoir séleucide qui reçoit le soutien des élites politiques et sacerdotales avec lesquelles les correspondances se font en grec. Les souverains séleucides assument des fonctions religieuses comme le montrent les calendriers astronomiques et se font les protecteurs des sanctuaires. Enfin, Séleucos a fondé Séleucie du Tigre vers 310-305 sur un carrefour de communication entre la Mésopotamie, le golfe Persique et le plateau Iranien afin de supplanter une Babylone sur le déclin. Elle devient rapidement un grand centre de commerce et l'un des premiers ateliers monétaires du royaume en produisant notamment des monnaies de bronze. Uruk connait un renouveau en devenant le lieu de perpétuation de la culture babylonienne.
La région n'est pas exempte de crise sociale. Ainsi en 273, Antiochos Ier a eu recours à une forte pression fiscale afin de financer la première guerre de Syrie ; cette politique a engendré des famines (et son cortège d'épidémies), renforcées par l'usage d'une monnaie de bronze dont la valeur est surévaluée par rapport aux anciennes monnaies pesées.

### Culte royal

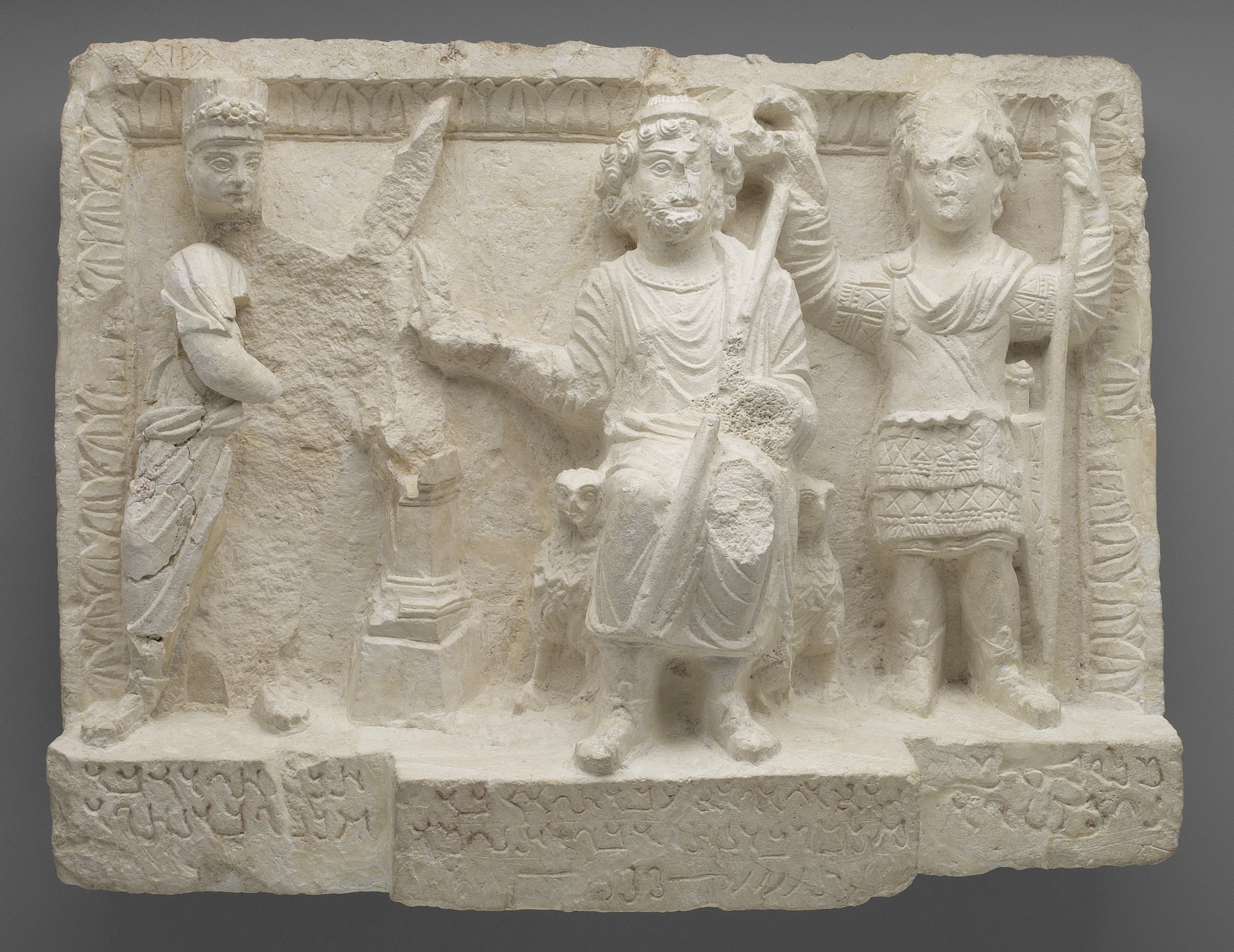
Relief du accompagné d’une inscription en palmyrénien : Séleucos Ier Nicator, en costume militaire, est représenté à droite couronnant le Gad (divinité de la Fortune), assis accosté de deux aigles et tenant le sceptre.

Le culte royal séleucide est un héritage d'Alexandre le Grand qui, en plus de son statut d'héritier de Zeus Ammon, bénéficie après sa mort d'un culte héroïque entretenus par les Diadoques. Il est à différencier de celui des Lagides qui bénéficient d'un culte pharaonique de la part des Égyptiens autochtones. Une distinction est traditionnellement opérée entre les cultes rendus par les cités et le culte organisé par la royauté, même s'il existe des interactions subtiles entre ces deux formes de « religions » comme en témoignent des découvertes épigraphiques.
Le culte civique, bien renseigné, est rendu au roi, et parfois à son épouse, à l'initiative des cités grecques qui recherchent les faveurs royales ou veulent les récompenser de leurs bienfaits, tout en restant maîtresses des rites publiques. Ces honneurs ne sont pas adressés forcément à tous les rois divinisés. Ainsi à Sardes en 213 av. J.-C., un téménos (un espace sacré) est consacré à Laodicé III, épouse d'Antiochos III, sans pour autant qu'elle ne soit divinisée. Téos, « libéré » des Attalides en 203, confère au souverain les titres d'« Évergète » et de « Sauveur » et consacre un autel au couple royal dont les statues sont érigées dans le temple de Dionysos. Le décret d'Iasos montre que les stratèges doivent sacrifier sur l'autel consacré à Antiochos III lorsqu’ils se transmettent les clefs de la ville. Les colonies (katoikiai) peuplées de gréco-macédoniens peuvent aussi rendre un culte au souverain. En Lydie, des dédicaces du IIIe siècle av. J.-C. attestent d'un culte envers Zeus Séleukeios (ou Zeus Séleukios), associé à des divinités indigènes (les nymphes, la Mère du Dieu), démontrant la pérennité de ce culte au sein de communautés villageoises dont il n'est pas certain qu'elles soient « macédoniennes ». À Doura Europos, un culte de type militaire est rendu à Séleucos Nicator encore au IIe siècle av. J.-C. alors qu'à cette époque la région est depuis longtemps sous tutelle parthe ; il est attesté par un relief accompagné d'une inscription en palmyrénien.
Le culte d'État est lui beaucoup moins documenté. On note en effet l'absence de sources sur ce culte organisé à l’échelle du royaume. Ce culte émane du roi seul et n'implique que la chôra royale et les cités sujettes. Antiochos Ier a fondé à la cour et dans certaines cités de Syria Séleukis un culte divin en l'honneur de son père, Séleucos Ier : un temple doté d'un téménos est par exemple érigé à Séleucie de Piérie. Sous Antiochos Ier, une inscription d'Ilion conseille aux prêtres de sacrifier à Apollon, ancêtre des Séleucides selon la légende familiale. Ce culte est aussi attesté par les symboles frappés sur les monnaies : l'ancre ou la figure d'Apollon.
Le culte royal, initialement rendu à Séleucos et aux souverains défunts, est réorganisé et renforcé par Antiochos III à partir de 209 qui l'étend aux rois de leur vivant et à leur famille. Ce culte d’État, qui assimile le roi à une divinité protectrice, est dès lors célébré dans tout le royaume par des grands-prêtres, probablement à l'échelon d'une ou plusieurs satrapies. Seules deux grandes prêtresses, qui appartiennent à la haute aristocratie, sont connues : Bérénice, fille de Ptolémée de Telmessos, et une Laodicé, probablement Laodicé IV, fille d'Antiochos III. Les grands-prêtres n'auraient pas exercé de contrôle sur les prêtres civiques du culte royal. Par ailleurs, Antiochos III a instauré en 193 un culte à son épouse Laodicé III, culte provisoire car elle est bientôt répudiée. Il existe trois inscriptions qui attestent que ce culte est établi à travers tout le royaume.
Enfin, certains souverains portent des épithètes d'essence divine. Ainsi Antiochos II reçoit l'épithète de Théos (« Dieu ») après avoir libéré Milet de son tyran et rendu leur liberté aux cités grecques d'Anatolie. Antiochos IV porte l'épithète d’Épiphane (« Manifestation divine »), habituellement réservé aux dieux. Cette épithète a été transmise par la tradition littéraire, par les monnaies ainsi que par des dédicaces extérieures au royaume, comme à Délos et à Milet. Il est le premier roi séleucide à utiliser des épithètes divines sur des pièces de monnaie, peut-être inspiré par les rois grecs de Bactriane ou par le culte royal que son père a codifié. Cette titulature aurait pu servir à renforcer l'autorité royale au sein d'un empire disparate.

### Armée séleucide

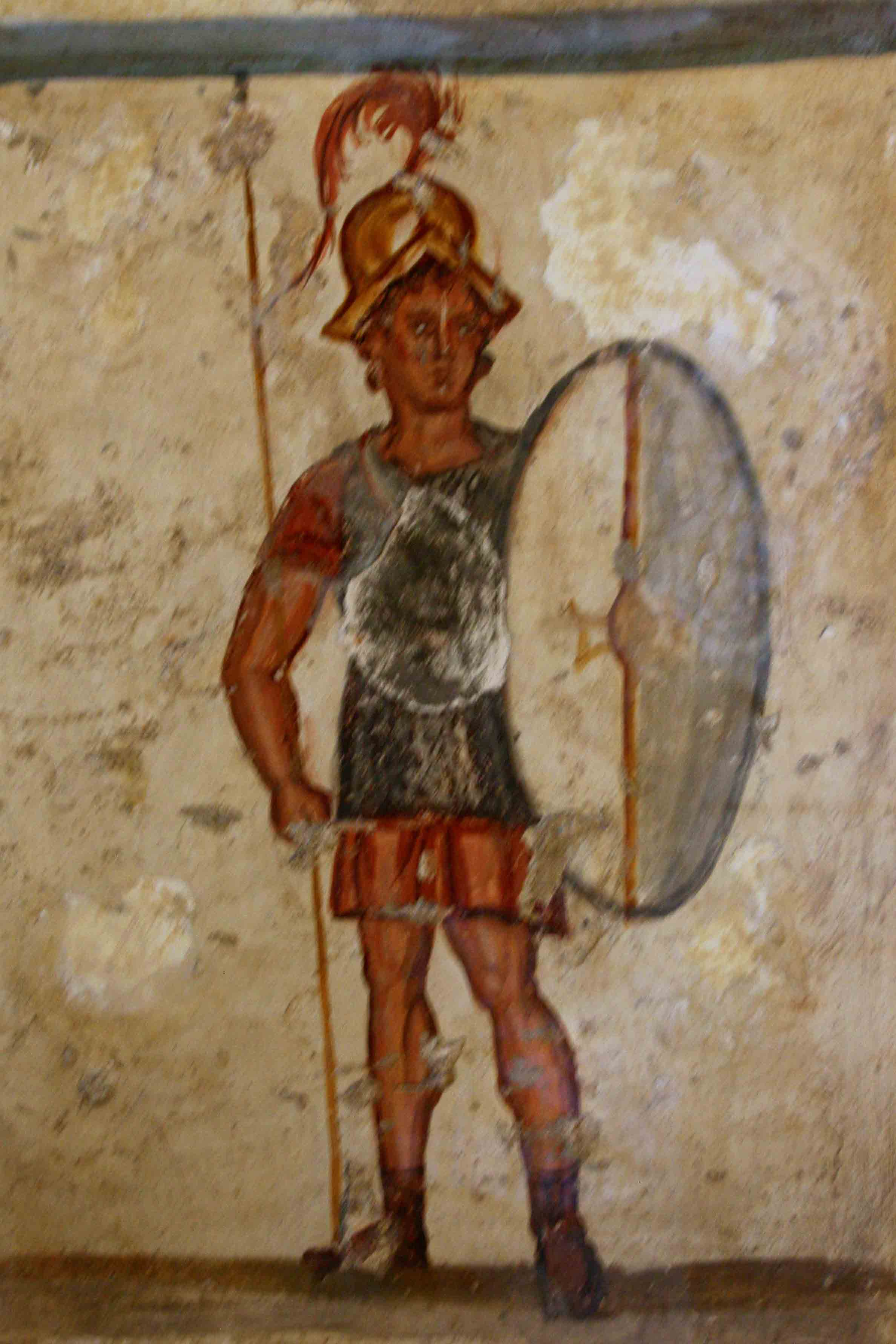
Fresque de Sidon du représentant un thorakitès portant une cotte de mailles et un bouclier (thuréos) (Musée archéologique d'Istanbul).

Comme toutes les armées des grands royaumes hellénistiques, l'armée séleucide est fondée sur le modèle de l'armée macédonienne forgé par Philippe II et amplifié par Alexandre le Grand. La force principale réside dans la phalange de sarissophores qui est divisée en argyraspides ou « boucliers d'argent», chalcaspides ou « boucliers de bronze » et en chrysaspides ou « boucliers d'or »,. Les argyraspides, qui forment la Garde royale, sont des troupes permanentes, au contraire des autres contingents de la phalange levés le temps d'une campagne. Les Séleucides ont eu tendance, comme les Antigonides durant les guerres de Macédoine, à alourdir l'équipement des phalangites, au détriment de la mobilité chère à Alexandre. Ainsi les légions romaines, bien plus flexibles, ont fini par prendre le dessus en attaquant leurs flancs ou leurs arrières. Aux Thermopyles (191 av. J.-C.) puis à Magnésie (190), les phalanges séleucides sont ainsi restées immobiles derrière leur palissade de pointes dans un rôle purement défensif.
L'armée compte aussi, à partir du milieu du IIIe siècle av. J.-C., des troupes d'infanterie moyenne appelées les thuréophores. Ils portent un bouclier ovale, le thuréos d'origine celte, et sont armés d'une lance, de javelots et d'une épée. Ils peuvent être organisés en phalanges ou combattre comme des tirailleurs. Au cours du IIe siècle av. J.-C., leur équipement s'alourdit avec l'emploi d'une cotte de mailles, voire d'un linothorax ; ils deviennent des thorakitai (ou « porteurs d'armure»). Ces derniers sont attestés durant l'anabase d'Antiochos III dans la région du mont Elbrouz.
La cavalerie lourde, équipée à l'origine comme les Compagnons macédoniens, joue aussi un grand rôle sur le champ de bataille sans pour autant toujours donner la victoire, comme le montrent les défaites de Raphia et de Magnésie : par deux fois Antiochos III l'emporte sur son aile à la tête de sa cavalerie mais se voit entraîner dans une longue poursuite qui l'empêche de se rabattre sur l'infanterie adverse. Un escadron de cavaliers forme la Garde royale ou agéma. Il existe aussi des cataphractaires, à partir d'Antiochos III, et des archers montés, tous deux inspirés par les cavaliers scythes et parthes. L'armée compte enfin des contingents d'éléphants de guerre asiatiques et des chars scythes au moins jusqu'au milieu du IIe siècle av. J.-C.
L'armée est formée de colons (katoikoi), majoritairement gréco-macédoniens bien qu'on trouve aussi des Thraces ou des Agrianes, qui forment la réserve opérationnelle. Ils accomplissent un service militaire en échange de la cession d'une terre. Comme en témoignent les effectifs alignés à Raphia et à Magnésie, l'armée compte aussi de nombreux mercenaires, recrutés de manière permanente ou le temps d'une campagne. Mais il convient de distinguer les mercenaires indigènes (Lydiens, Phrygiens, Ciliciens, Perses, Mèdes, Carmaniens, etc.) et ceux originaires d'autres pays (archers crétois, thuréophores grecs, Galates, Scythes, etc.). Certains États alliés peuvent également fournir des troupes. On peut en effet trouver des Cappadociens, des Arméniens, des Pontiques et des Arabes.
L'intendance de l'armée est dirigée par le logistérion stratiôtikon qui siège à Apamée. Institution essentielle de l’administration militaire, elle s'occupe des aspects matériels et techniques : approvisionnement, remonte, fourniture d’armes, logement des soldats, etc.. Enfin des haras royaux (hippotropheia) sont attestés, les plus renommés étant celui d'Apamée et de Médie.
Contrairement à la thalassocratie lagide, les Séleucides ne disposent pas d'une flotte de guerre conséquente. Au début de l'ère séleucide, la façade maritime occidentale s'avère relativement réduite, alors que la lutte contre les Lagides se déroulent d'abord dans de grandes batailles terrestres. La flotte des premiers séleucides est donc formée de navires locaux de taille modeste. Ainsi, dans les grandes cités portuaires des rives orientales de la Méditerranée, Séleucie de Piérie et Laodicée, sont stationnés seulement quelques navires de guerre. Il existe également une flottille dans le golfe Persique, où des bases séleucides ont été retrouvées et dont le port principal est Antioche en Susiane. L'essor de Pergame au milieu du IIIe siècle av. J.-C. oblige les Séleucides à entretenir une flotte permanente sur le modèle des autres grands États hellénistiques. La flotte compte dès lors des trières, des tétrères (ou quadrirèmes) construites à Rhodes, et des pentères (ou quinquérèmes). Elle tire avantage des forêts de cèdres en Syrie et en Phénicie. Néanmoins, elle n'a jamais possédé de grosses unités comme les Antigonides et les Lagides qui se sont livrés une course au gigantisme. La flotte séleucide est réorganisée par Hannibal Barca en personne, peu avant le déclenchement de la guerre antiochique. Elle aligne à cette époque une centaine de navires dont quelques-uns sont gigantesques. Pour autant Antiochos III doit se replier après ses défaites face aux flottes conjointes de Pergame, de Rhodes et de Rome à partir de 190 le long du littoral méridional d'Asie Mineure. L'espace maritime séleucide se limite alors de nouveau aux eaux syriennes et phéniciennes. Par le traité d'Apamée, Antiochos III voit sa flotte réduite à dix « navires cataphractes » (lourds). La dernière grande flotte a été formée par Antiochos IV pour occuper Chypre en 168 durant la sixième guerre syrienne.

## Économie du royaume

### Administration économique
Le royaume ne comprend aucune administration centrale qui organiserait et planifierait une politique économique globale, comme c'est le cas dans une certaine mesure pour le royaume lagide. La fiscalité n'est pas homogène, s'exerçant différemment en fonction de la nature de la domination. Par exemple en Anatolie, l'exploitation des terres agricoles, surveillée par des garnisons, requiert un tribut ou phoros. Les cités paient annuellement des taxes (syntaxis) sur leurs productions et leurs activités. Dans les Hautes satrapies, les prélèvements sont ponctuels et variables : il peut s'agir du prélèvement en nature comme à l'époque des Achéménides (métaux, céréales, éléphants, chevaux, etc.) ou en argent. Mais dans ces régions il s'avère que l'on connait davantage les modalités du prélèvement en temps de guerre qu'en temps de paix.
Les satrapes se trouvent à la tête d'une armée de fonctionnaires chargés des affaires fiscales et financières. Les impôts, une fois prélevés, sont placés dans des trésoreries (gazophylaquies) pour éviter les longs et périlleux trajets. Les finances des cités soumises à la royauté sont placées sous le contrôle d'un épistate. Les finances de certains sanctuaires, quand ils ne sont pas autonomes, sont elles aussi étroitement surveillées par le pouvoir royal.
L'essentiel de la terre royale (ou chôra basiliké) est répartie en grands domaines fonciers. Héritages des Achéménides, ces domaines sont exploités par des paysans, les laoi, sous la direction d'intendants. Mais certaines communautés peuvent jouir de leur territoire en l'exploitant tout en restant sujets aux impôts royaux. Quelques cités grecques d'Anatolie obtiennent par ailleurs des exemptions fiscales afin que leur loyauté soit assurée.
La fondation de cités en Syria Séleukis, en Anatolie intérieure, en Mésopotamie ou en Bactriane a un impact économique important, car elle permet la mise en valeur de ces territoires et de modifier les modes de production. Les souverains politiques ont certainement mené une politique fiscale, certes héritée des Achéménides, mais qui montre une adaptation aux modèles civiques. L'organisation économique suit donc davantage une logique territoriale qu'une logique centralisée.

### Rôle du trésor royal
Le territoire royal est soumis à une taxation sur la richesse produite qui pèse en premier lieu sur les cités. Comme sous les Achéménides puis Alexandre, les cités, principalement celles d'Anatolie, sont soumises à des prélèvements fiscaux. Selon une distinction opérée par le conquérant macédonien, la terre royale (ou gê basiliké) est soumise au tribut (ou phoros) tandis que les cités paient une taxe (ou syntaxis),. Les syntaxeis, terme euphémique, évoqueraient l'idée d'une taxe payée « volontairement » dans le cadre d'une alliance.
Le trésor royal (ou basilikon) intervient donc pour la taxation des cités mais aussi pour les exemptions fiscales ou la redistribution des fonds à ces mêmes cités. Les exemptions totales de tribut (ou aphorologesia) restent rarement évoquées par les sources. On connait celle qu'Antiochos III a accordé en 203 av. J.-C. à la cité de Téos en Ionie après qu'elle a été prise aux Attalides. Les exemptions partielles sont connues à travers le cas d'Héraclée du Latmos qui reçoit des privilèges de la part d'Antiochos III et son stratège Zeuxis. Ces exemptions peuvent être motivées par les difficultés économiques qui découlent de la guerre. C'est le cas à Sardes lorsque la cité est reprise à Achaïos II en 213. Elles peuvent également être accordées à des ethnè comme celui des Juifs de Judée.
Par ailleurs le trésor royal peut participer directement au financement de constructions monumentales ou d'aménagements urbains, manière pour les souverains de démontrer leur évergétisme envers les cités. Il peut s'agir de dons en argent, c'est par exemple le cas à Héraclée du Latmos, dans une région disputée aux Attalides, où Antiochos III, par l'intermédiaire de Zeuxis, s'engage à financer la construction d'un aqueduc. Il peut aussi s'agir de dons en nature, du blé ou de l'huile d'olive, comme c'est aussi le cas pour Héraclée. Le blé provient des greniers royaux et permet de mettre fin à une crise alimentaire. Le don de blé opéré à la même époque par Laodicé III à Iasos répond à une autre volonté : celle de transformer le blé en valeur monétaire. Quant au don d'huile, il répond à une difficulté commune à nombre de cités en termes d’approvisionnement. Sardes se voit aussi par exemple fournir de l'huile en 213.
Finalement ces redistributions effectués par le basilikon permettent de renforcer la loyauté des cités en s'inscrivant dans la durée, à la différence d'actes d'évergétisme plus ponctuels. Les cités deviennent dès lors dépendantes de la royauté en cela qu'elles se voient garantir leur statut même de polis grâce à ces dons.

### Système monétaire

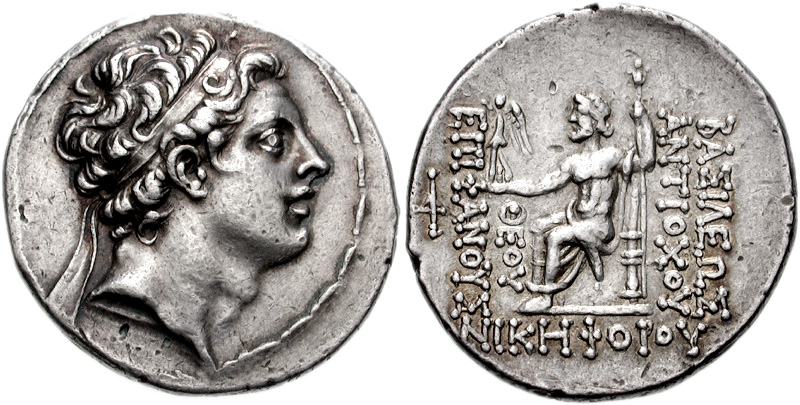
Monnaie à l'effigie d'Antiochos IV Épiphane.

La politique monétaire des premiers Séleucides s'inscrit dans la continuité de celle initiée par Alexandre qui a ouvert des ateliers monétaires dans tout l'empire. La grande nouveauté apportée en Orient par la conquête macédonienne est l'adoption d'une monnaie « comptée » ou « numéraire », c'est-à-dire d'une monnaie constituée de pièces de métal dont la valeur n'est pas parfaitement équivalente à la quantité de métal (or, argent, bronze), au contraire des monnaies pesées, et se voit garantir par une autorité politique. Il existe en outre une monnaie « fiduciaire » en bronze ou en alliage cuivré, apparue en Grèce au IVe siècle av. J.-C., utilisée pour les usages du quotidien, dont la valeur nominale est largement supérieure à la valeur métallique. Son usage rencontre certaines résistances comme en Babylonie.
La monnaie numéraire n'est pas utilisée en Mésopotamie et dans les provinces iraniennes avant la période hellénistique. Alexandre fonde ainsi deux ateliers monétaires à Babylone, l'un servant au niveau de la satrapie à la production du numéraire pour les dépenses de la royauté, l'autre servant à produire des monnaies d'argent d'étalon attique pour payer les soldats. Les premiers Séleucides mettent en place une politique monétaire cohérente en établissant des ateliers à Séleucie du Tigre, à Ecbatane et à Bactres, l'atelier de Babylone et les émissions mixtes étant bientôt abandonnés. Le système est basé sur l'étalon attique, permettant à toutes les monnaies de même étalon produites en dehors du royaume d'avoir cours. L'usage de cet étalon semble répondre à l'expansion séleucide en Anatolie où il a déjà cours. Ce système dit « ouvert » se différencie fondamentalement de celui des Lagides qui auraient interdit l'usage de toutes autres monnaies que celles émises par les ateliers royaux. Enfin, les Séleucides imposent l'usage d'une monnaie fiduciaire en bronze produite dans les ateliers du Séleucie du Tigre. Elle sert pour les petits achats du quotidien et se répand dans les garnisons et les cités, mais son usage rencontre au départ des résistances en Babylonie d'autant plus que la région connait une grave crise sociale sous Antiochos Ier. Le cas de la Babylonie montre en tout cas une poursuite de l'utilisation de métal pesé comme instrument et étalon des échanges, suivant les traditions de la région.
Certains historiens modernes considèrent que les Séleucides ont mené une véritable politique monétaire à l'échelle du royaume, et pas simplement de manière bilatérale entre le royaume et les communautés. Ainsi des monnaies d'argent, émises à Séleucie du Tigre, ont été retrouvées en grand nombre en Anatolie. Ce qui tendrait à prouver que les rois ont une vision globale car les monnaies auraient servi à honorer les dépenses royales (paiement des soldats, évergétisme, aménagements urbains, etc.) là où elles apparaissent.

### Échanges commerciaux

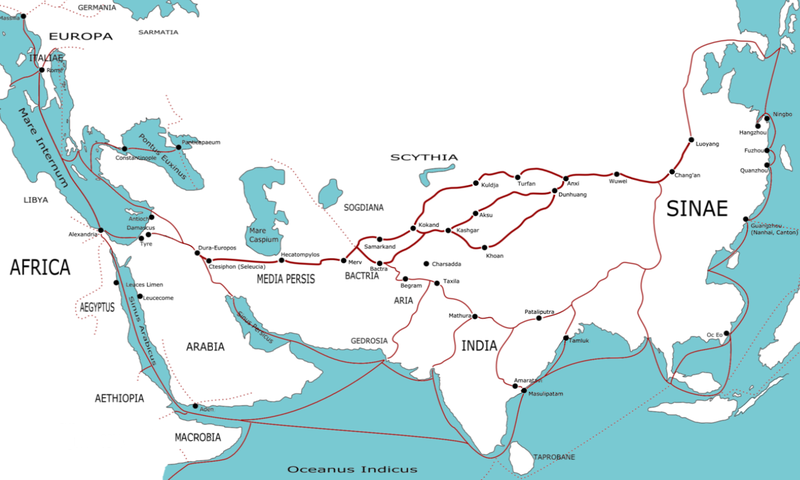
Les routes commerciales entre l'Europe et l'Asie au

Jusqu'au milieu du IIe siècle av. J.-C., le royaume séleucide se trouve au cœur des voies commerciales reliant l'Europe aux mondes chinois et surtout indien. C'est probablement pour assurer la sécurité de ses échanges que Séleucos Ier conclut un traité de paix en 305 av. J.-C. avec l'empire Maurya. Les premiers Séleucides ont par ailleurs ordonné des missions d'exploration géographique et commerciale en mer Caspienne, au-delà du Syr-Daria, dans le golfe Persique et sur le Gange. Les Séleucides contrôlent les routes terrestres qui passent par l'Iran, la plus empruntée étant alors celle partant depuis l'Inde vers la Gédrosie, la Carmanie, la Perside et la Susiane. La route longeant la côte septentrionale de la mer Caspienne par la Bactriane, la future route de la soie, n'est pas très fréquentée à l'époque par les marchands et les Séleucides n'ont jamais véritablement contrôlé sa partie occidentale. Les routes maritimes sont davantage fréquentées et convergent par voie fluviale à Séleucie du Tigre, le comptoir de toutes les marchandises en provenance d'Orient. Une première route maritime passe par la partie orientale du golfe Persique via les ports séleucides dont Antioche de Perside et Antioche de Susiane. Une seconde route maritime longe la partie arabe, du golfe Persique ; elle est complétée par une route terrestre qui borde la même côte sous le contrôle des tribus arabes dont les Gerrhéens. La situation stratégique de l'Arabie explique qu'Antiochos III ait mené une expédition contre Gerrha en 205. Héritage de l'époque achéménide, les routes terrestres sont dotées de relais permettant aux voyageurs de faire une halte. Le royaume compte quelques grands ports maritimes d'exportations : Séleucie de Piérie, Laodicée sur mer ainsi que les ports phéniciens (Tyr, Sidon, Arados) à partir de la fin du IIe siècle av. J.-C.
Le commerce des produits de luxe en provenance d'Orient et d'Arabie connait donc un essor sous les Séleucides : gemmes, textiles précieux (soie, coton), essences rares (myrrhe, costum), épices (cannelle de Chine, curcuma, gingembre), ivoire, orfèvrerie, etc. De nouveaux produits arrivent en Europe en provenance des mondes indiens et chinois : coton, citron, sésame, noix d'Orient, datte, figue, canard et bœuf d'Asie. Certaines régions du royaume séleucide possèdent des matières premières ou produisent des biens manufacturés qui sont échangés dans tout le monde hellénistique et au-delà, en Italie notamment :
- Iran et Perse : tapis, pierres précieuses, chevaux, chiens de chasse ;
- Mésopotamie et Babylone : blé, dattes, laine ;
- Syrie : vin, huile d'olive, parchemin, onguents, articles manufacturés à partir de produits importés (bijoux, vaisselle ornée, étoffes) ;
- Phénicie[N 34] : bois (cèdre du Liban), étoffes de pourpre, articles manufacturés ;
- Anatolie : bois des monts Taurus, laine teinte.

Les volumes ainsi que les prix des produits échangés demeurent mal connus. Les précisions sont plus nombreuses au sujet du commerce du blé, vitale pour les populations. Le royaume est en effet parfois contraint d'importer du blé pour faire face à des pénuries depuis des pays voisins : royaume du Bosphore en premier lieu, Thrace et Égypte. Ces achats sont connus par des décrets de cités grecques et quelques témoignages littéraires. Le commerce de produits manufacturés entre États hellénistiques reste relativement modeste, car il concerne d'abord les articles de luxe dont la demande est, par définition, faible et irrégulière.
L'esclavage parait avoir été bien établi dans certains régions du royaume. C'est une institution ancienne en Babylonie, la royauté y prélevant un impôt spécifique (ou andrapodiké) sur la vente des esclaves ; c'est probablement aussi le cas en Phénicie. Dans les cités grecques d'Anatolie, la main d’œuvre servile est largement employée. Mais dans le reste du royaume, comme d'ailleurs en Égypte ptolémaïque, l'importance de la main d’œuvre paysanne indigène (les laoi) ne rend pas indispensable l'emploi d'une main d’œuvre servile. Pour autant les colons gréco-macédoniens possèdent des esclaves pour assurer les tâches domestiques. Ils proviennent des prises de guerre, de la piraterie, du brigandage et principalement du trafic régulier avec les peuples voisins : Scythes, Sarmates, Arméniens, Celtes. Il existe aussi des esclaves d'origine locale : orphelins et anciens serfs vendus par leurs maîtres.

## Société et culture

### Question de l'hellénisation

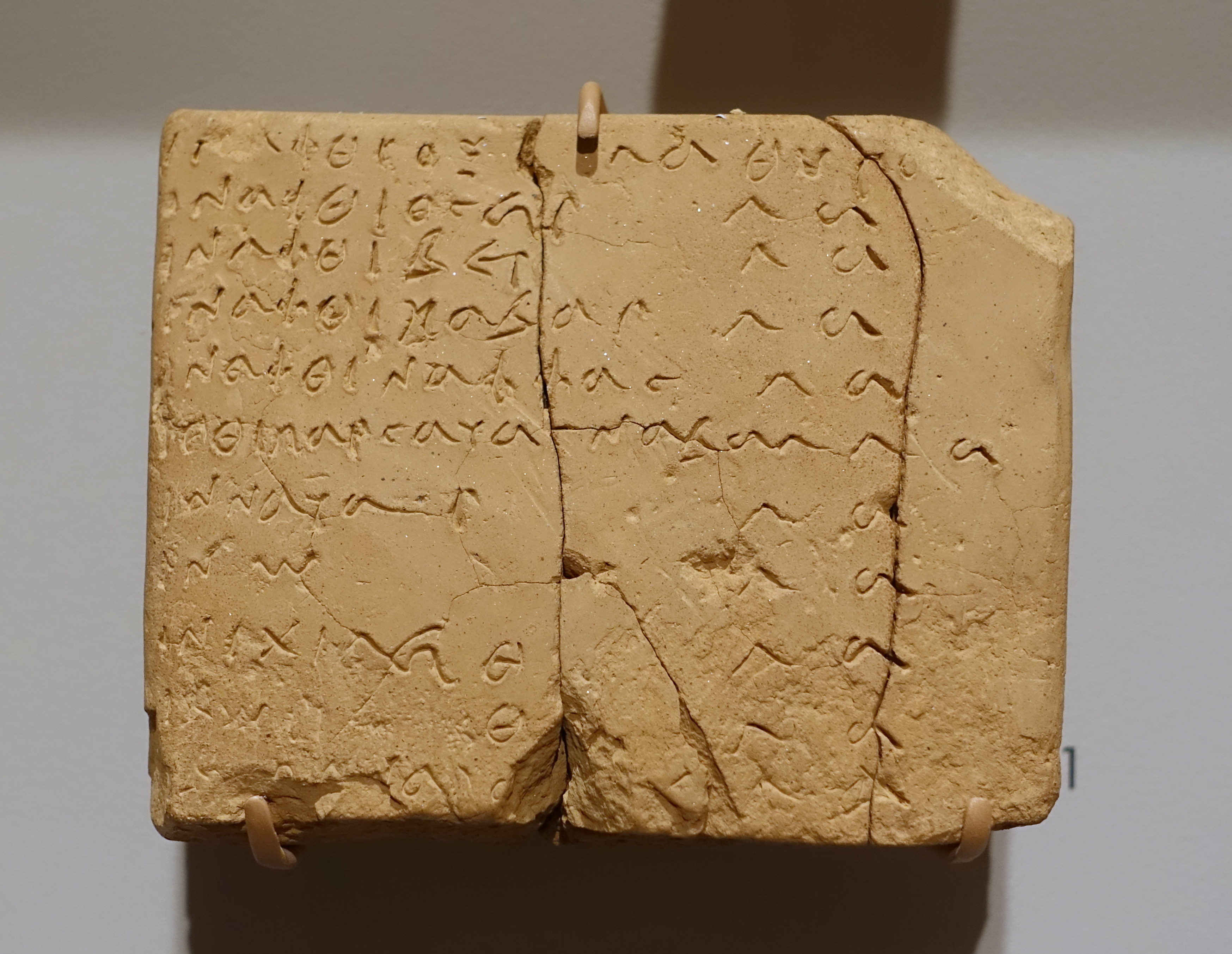
Tablette de type Graeco-Babyloniaca avec une face en grec ancien, Semitic museum d'Harvard.

L'immensité géographique du royaume séleucide a créé un agrégat de peuples divers, tels que les Grecs, les Lydiens, les Arméniens, les Juifs, les Phéniciens, les Babyloniens, les Perses, les Mèdes, etc. La nature impériale de ces territoires a encouragé les souverains séleucides à mettre en œuvre une politique d'unité linguistique, déjà initiée par Alexandre, même si le grec est d'abord une langue administrative. L'hellénisation a été rendue possible par la fondation de cités bâties sur le modèle grec, ou la refondation de cités désignées par des noms grecs plus appropriés : Antioche, Séleucie, Apamée, Laodicée. La synthèse des idées culturelles, religieuses et philosophiques entre Gréco-Macédoniens et indigènes a connu divers degrés de succès, ce qui s'est traduit par des périodes de paix mais aussi des rébellions dans les différents territoires de l'empire.
La colonisation permet de favoriser l'hellénisation tout en facilitant l'assimilation des communautés autochtones. Socialement, cela conduit à l'adoption des pratiques et des coutumes grecques par les classes indigènes instruites désireuses de faire carrière dans la vie publique. Dans le même temps, la classe gréco-macédonienne dominante a progressivement adopté certaines traditions locales. Beaucoup de cités existantes ont commencé, parfois par obligation, à adopter la culture, la religion et le fonctionnement politique hellénique, même si les souverains séleucides ont par exemple incorporé les principes de la religion mésopotamienne afin d'obtenir le soutien des populations locales.
Le site d'Uruk en Babylonie constitue un cas intéressant d'étude des relations entre élites grecques et élites indigènes. Le site connaît dans la seconde moitié du IIIe siècle av. J.-C. une importante activité de construction, avec l'érection de nouveaux sanctuaires dans la plus pure tradition mésopotamienne. Certains notables locaux adoptent un nom grec à côté de leur nom babylonien, à l'image d'Anu-uballit qui reçoit le nom grec de Nikarchos, apparemment octroyé par Antiochos III, et d'un autre Anu-uballit légèrement plus tardif, qui reçoit aussi le nom grec de Kephalon. Deux tombes riches exhumées au voisinage de la ville indiquent là encore que les élites locales ont adopté des éléments grecs, puisqu'on y a trouvé notamment une amphore à vin grecque, des strigiles ou encore une couronne composée de feuilles d'olivier en or. Cependant les savants de Babylonie, issus de la classe sacerdotale, sont surtout connus pour leurs activités intellectuelles, couchées sur des tablettes d'argile inscrites de signes cunéiformes, qui s'inspirent des traditions babyloniennes ; il les renouvèlent parfois comme dans le cas de l'astronomie. Une pénétration de la langue hellénique est attestée dans la région, au moins à partir du IIe siècle av. J.-C. Un corpus composé d'une vingtaine de tablettes, le Graeco-Babyloniaca, avec une face en grec ancien et une autre en sumérien, pourrait en effet signifier, entre autres interprétations, que les scribes babyloniens apprennent le sumérien en utilisant l'alphabet grec plutôt que l'araméen. L'usage du grec par les élites dirigeantes de Babylonie n'a pas altéré le dynamisme de l'araméen, la langue de la chancellerie achéménide. La majorité de la population de Mésopotamie, et même déjà de Judée, parle alors l'araméen. Il convient d'y ajouter l'élyméen et les diverses langues anatoliennes (lydien, carien, lycien, etc.).

### Pratiques religieuses

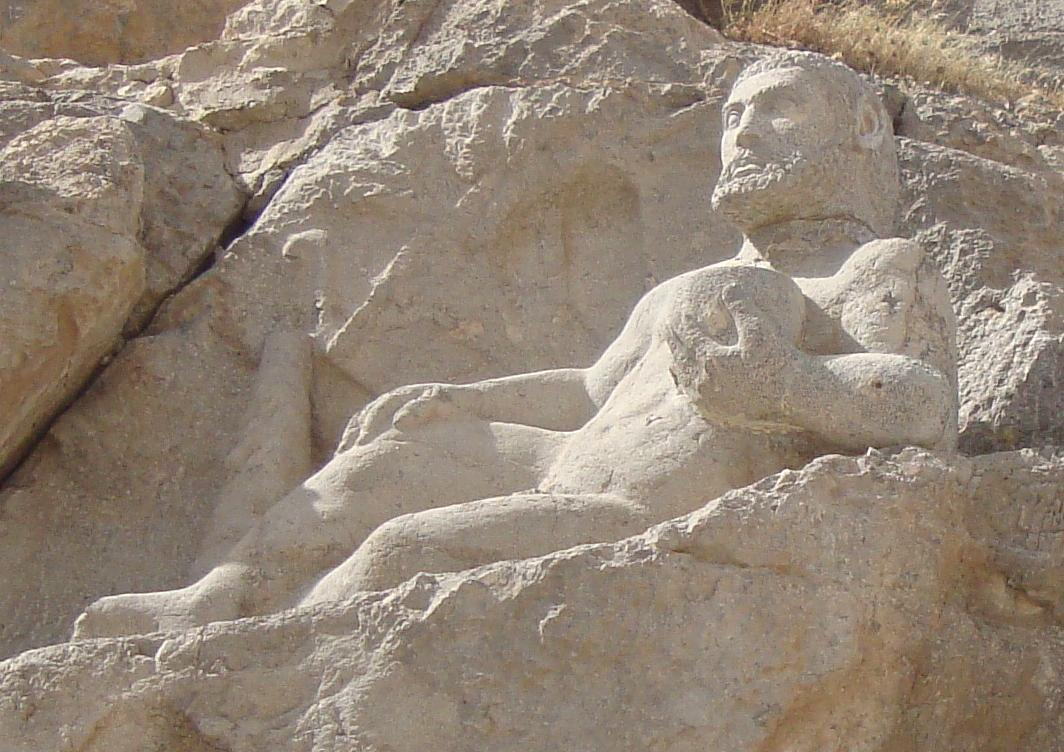
Statue d'Héraclès du mont Behistun, province de Kermanshah, Iran.

De nombreuses religions sont pratiquées dans le royaume séleucide : polythéisme grec, cultes mésopotamiens, mazdéisme, judaïsme, culte de Cybèle et des Baals syriens, etc. Apollon étant considéré comme l'ancêtre légendaire de la dynastie séleucide, ses sanctuaires ont été soutenus par le trésor royal, comme ceux de Delphes, Délos, Claros (près de Colophon) et surtout de Didymes (près de Milet), dont le temple qui a été détruit par les Perses en 479 av. J.-C. est refondé à partir de Séleucos Ier, probablement sous l'influence de Démodamas de Milet. Ce sanctuaire, dédié aussi à Artémis, fait partie avec Delphes des sites oraculaires grecs les plus importants : après qu'une prophétesse ait cherché l'inspiration à la source de l'adyton, les prophéties sont formulées en vers hexamètres par un prêtre. À Daphnè, le « faubourg » d'Antioche, Séleucos Ier fait ériger un sanctuaire (le Daphneion) dédié à Apollon et à Artémis ; il abrite une célèbre statue du dieu sculptée à sa demande par Bryaxis. Ces sanctuaires possèdent tous de vastes domaines exploités par des communautés paysannes et sont soumis à des taxes royales.
Un syncrétisme religieux s'opère entre les divinités grecques et le mazdéisme pratiqué dans le monde iranien. Zeus est ainsi assimilé à Ahura Mazda, Artémis à Anahita et Héraclès à Verethragna. Le culte d'Héraclès se répand particulièrement en Iran grâce à l'image de puissance associée au héros et à la parenté spirituelle avec la déification des roi-héros. Ce culte est attesté par un relief rupestre situé dans un lieu déjà hautement symbolique sous les Achéménides. Le relief, typiquement grec, est sculpté au pied d'une falaise du mont Behistun dans la province de Kermanshah. Il représente Héraclès nu reposant sur une peau de lion, une coupe à la main, au pied d'un olivier. Les armes du héros sont à proximité immédiate : arc et carquois suspendus à l'arbre, massue posée à ses pieds. Une inscription en grec révèle que la statue a été achevée en 153 en l'honneur du gouverneur séleucide de la satrapie.
La religion mésopotamienne reste très vivace et connait une forme de syncrétisme avec le panthéon grec : Marduk (Baal-Marduk) est ainsi assimilé à Zeus, Nabû à Apollon. Les nouveaux sanctuaires d'Uruk érigés à cette époque ainsi que celui de Babylone, l'Esagil dédié à Marduk, sont d'importants lieux sacrés et des centres de savoirs, proches en cela du Mouseîon d'Alexandrie. Ils ont livré de nombreuses tablettes en akkadien. Il est attesté que les rois séleucides ont honoré le culte babylonien. Ainsi Antiochos III, durant son séjour à Babylone en 187, effectue des rituels et sacrifices notamment dans le temple de l'Ésagil,. Dans la Susiane voisine, un corpus d'inscriptions indique que les membres de l'importante communauté grecque locale affranchissent des esclaves en les vouant à la déesse Nanaya, une autre figure de la tradition religieuse mésopotamienne.
Le judaïsme connaît quant à lui une profonde querelle entre les tenants de la tradition et ceux de l’hellénisation. Elle aboutit à la révolte des Maccabées au IIe siècle av. J.-C., déclenchée sous le règne d'Antiochos IV. Le Temple de Jérusalem est à cette époque consacré à Baalshamin, une divinité phénicienne, et placé sous l'autorité mixte de Juifs, de Grecs et d'Orientaux hellénisés. Les Juifs « modernistes » continuent à vénérer Yahweh dont un autel subsiste dans le temple. Cette politique religieuse fait dire aux textes qu'Antiochos IV a conduit une « hellénisation forcée » de la Judée, au contraire des Lagides, plus tolérants. Il est vrai que cette transformation du temple répond à une volonté syncrétiste favorable aux colons militaires de la citadelle de Jérusalem, alors majoritairement syro-phéniciens. Mais elle suscite une forte agitation chez les Juifs, exacerbée par le poids de la fiscalité et la résistance aux mœurs grecques. C'est dans ce contexte qu'Antiochos promulgue un édit en 167, appelé édit de persécution, qui ordonne d'abolir la Torah dans le sens le plus large : foi, traditions, mœurs. Cette persécution ne semble pas motivée par un fanatisme anti-judaïque qu’exclurait son épicurisme, ni par la volonté d'imposer les cultes grecs. Il agirait d'abord de mettre fin à une révolte locale : l'édit ne concerne en effet ni la Samarie, ni les Juifs de la diaspora. Là où Antiochos commet une grave maladresse, c’est lorsqu'il ne comprend pas qu’abolir la Torah ne prive pas seulement les Juifs de leurs lois civils, mais conduit aussi à l’abolition du judaïsme. La révolte des Maccabées que cela provoque aboutit à la quasi-indépendance de la Judée : en 140, Simon Maccabée est proclamé « grand prêtre, stratège et ethnarque » à titre héréditaire, marquant le début de la dynastie des Hasmonéens, fondateurs d'un nouvel État juif hellénisé.

### Des arts et des sciences au service de la royauté

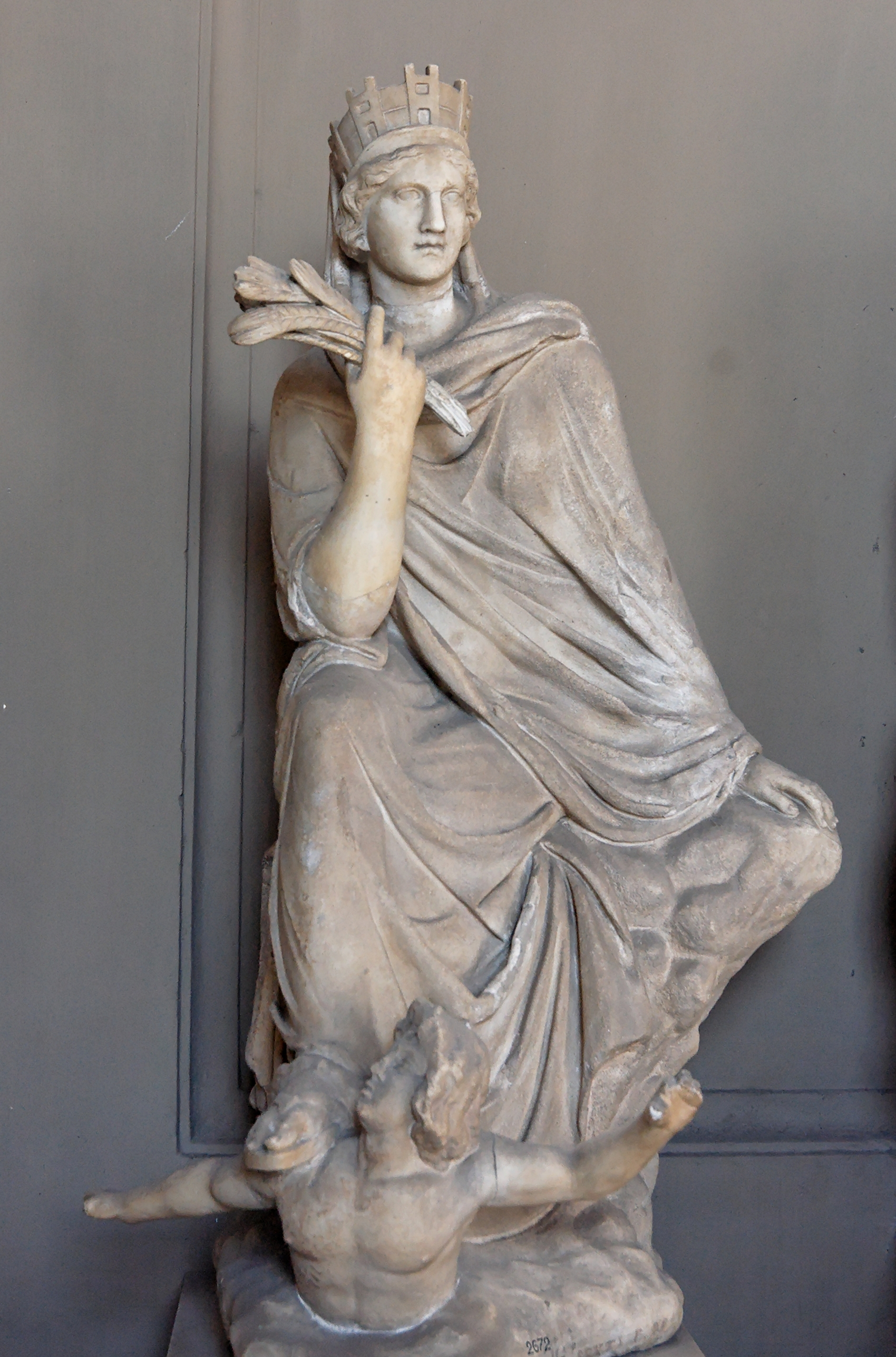
La Tyché d'Antioche, copie romaine du d'un original grec en bronze, Musées du Vatican.

L'œuvre artistique la plus célèbre de l'époque séleucide est la statue en bronze de Tyché sculptée par Eutychidès, un élève de Lysippe, sous le règne de Séleucos Ier. La statue, aujourd'hui disparue mais dont il reste des répliques, s'est tenue à Antioche comme symbole de la cité. La divinité tutélaire de la Fortune évoque aussi les conditions favorables qui ont permis à Séleucos de bâtir un immense empire dans les temps troublés des Diadoques. La statue représente la déesse assise sur une pierre et portant une couronne surmontée de tours. La déesse est donc à la fois une représentation de Tyché et l'allégorie de la cité d'Antioche ; à ses pieds est couché un personnage masculin qui est la personnification du fleuve Oronte. La statue a ensuite été imitée par plusieurs cités du royaume pour leurs représentations de Tyché. Par ailleurs, Bryaxis, un sculpteur grec renommé au service des Diadoques, s'est vu commandé par Séleucos une statue colossale d'Apollon, représentée sur une monnaie d'Antiochos IV, pour le temple de Daphnè près d'Antioche, ainsi qu'une statue en bronze le représentant.
Contrairement à l'Égypte ptolémaïque dont la capitale Alexandrie fait figure de « nouvelle Athènes », le royaume séleucide ne dispose pas d'un centre culturel unique. Cela est dû en partie au fait que la cour royale est itinérante en raison de l'immensité de l'empire. Il manque donc une grande institution du savoir, comme l'a été la Bibliothèque d'Alexandrie, même s'il existe une bibliothèque royale à Antioche à partir d'Antiochos III. Cette bibliothèque a été fondée sous la responsabilité du poète Euphorion de Chalcis, invité à la cour séleucide autour de 221. D'autres sages et penseurs séjournent à la cour. Les rois gardent notamment auprès d'eux de grands médecins, comme Érasistrate, médecin personnel de Séleucos Ier, et ses disciples dont Apollophane, médecin d'Antiochos III. Le prêtre et astrologue chaldéen Bérose a écrit au nom d'Antiochos Ier une Histoire de Babylone en grec. Cette œuvre, à la chronologie fantaisiste, mentionne l'existence des jardins suspendus de Babylone dont la description détaillée est notamment connue grâce à Flavius Josèphe. L'historicité de cette merveille du monde antique demeure sujette à débat.

## Bilan et héritage

### Exemplarité du royaume séleucide
Souverains d'ascendance européenne régnant sur l'Asie, les Séleucides occupent une place originale dans l'histoire antique. Dominant un territoire immense à l'origine, doté d'une forte diversité ethnique, linguistique et religieuse, la royauté doit régler des problèmes administratifs mais aussi civilisationnels, avec notamment la question de l'hellénisation, imposée ou consentie par les élites indigènes. Face à la fragmentation politique, entre terre royale, principautés dynastiques et sacerdotales ou cités (polis), la figure du roi est la seule garante de l'unité de l'empire. Les relations entre la royauté et les différentes communautés revêtent donc une importance toute particulière.
En plus de l'expansion parthe et romaine, le royaume a été aux prises avec des révoltes de gouverneurs et à des rébellions sécessionnistes en Perside, en Susiane et en Bactriane notamment. Pour autant, ce phénomène n'aurait pas directement participé à la désintégration de l'empire. Certains historiens estiment d'ailleurs que ce phénomène, structurel et non conjoncturel, participe à la revitalisation des empires et à la légitimation du souverain par la reconquête militaire. Mais il est vrai que la domination séleucide s'exerce de manière inégale à l'intérieur même des frontières du royaume.
Une tradition veut que les Romains aient réussi là où ont échoué les Séleucides. Dans son Éloge de Rome, Aelius Aristide, un Grec de Bithynie vivant au IIe siècle apr. J.-C., explique que l'Empire romain se fonde sur un ensemble unique et cohérent grâce à la diffusion de la citoyenneté romaine. Les élites locales trouveraient un intérêt à collaborer avec le pouvoir romain grâce aux privilèges accordés par l'acquisition de la citoyenneté, alors que l'Empire est lui aussi confronté à l'immensité de son territoire et à la faiblesse numérique du personnel administratif. Dans le royaume séleucide, les autochtones s'inscrivent plutôt dans une collaboration, quand elle est consentie, avec l'autorité royale ou satrapique dans le cadre de la poliadisation. L'armée séleucide, qui comprend de nombreux contingents indigènes, apparait comme un autre vecteur d'intégration et d'hellénisation.
L'état des recherches actuelles (2011) permet d'envisager l'impact de la domination séleucide dans les différents territoires du royaume avec l'étude de la poliadisation, de l'intégration économique, des structures de production et de la monétarisation des échanges. Finalement, les modes d'occupation des territoires ont été transformées par rapport à l'époque achéménide avec la fondation de colonies agricoles, de villes nouvelles et une nouvelle hiérarchisation des centres urbains dans la continuité de la politique initiée par Alexandre le Grand.

### Les Séleucides et la notion d'empire
Certains historiens modernes considèrent que les Séleucides auraient fondé un véritable empire en s'inscrivant dans les pas tracés par les Achéménides et Alexandre le Grand. La notion même d'« empire » suscite encore de nos jours des appréciations différentes. Certains historiens définissent l'empire comme « un appareil décentralisé et déterritorialisé de gouvernement qui intègre progressivement l'espace du monde entier » ; définition qui pourrait donc s'appliquer, à son échelle, à l'empire (archè) séleucide. Une autre définition d'« empire » est possible au regard d'une analyse comparée à travers l'Antiquité et le Moyen Âge qui fait apparaître cinq caractéristiques communes : continuité historique ; pouvoir central issu du commandement militaire ; mise en relation de(s) centre(s) avec les périphéries ; prétention à l'universalisme ; domination d'espaces étendus marqués par une diversité ethnique, politique et culturelle. Là aussi cette définition pourrait caractériser l'empire séleucide. D'autres historiens considèrent que le « centre » de l'empire séleucide serait en Mésopotamie, avec la Babylonie pour cœur politique, alors que l'Anatolie serait une « périphérie » à l'image de l'Asie centrale. On peut rétorquer que jusqu'au règne d'Antiochos IV, le royaume ne possède pas de centre politique fixe et que la cour est itinérante, et que si le royaume possède bien un « centre » il s'agirait plutôt de la Syria Séleukis, devenue une « nouvelle Macédoine ».
Selon l'historiographie traditionnelle, l'empire séleucide serait marqué par une faiblesse structurelle inhérente à l'immensité de son territoire et à son manque d'unité politique ou culturelle. Mais ces deux principes sont parmi les critères qui caractérisent les empires à travers l'histoire. D'autres puissants empires n'ont pas exercé d'autorité uniforme sur tout leur territoire comme les empires néo-assyrien et carolingien, où là aussi certaines régions sont contrôlées de manière directe et d'autres de manière indirecte. Les Séleucides n'auraient pas disposé de moyens humains et techniques suffisants pour administrer un royaume aussi vaste, expliquant qu'il se soit inexorablement démantelé. Mais il faudrait peut-être considérer le royaume comme un structure déterritorialisé dont l'unité reposerait sur un rapport original entre le roi et les communautés. Finalement, le royaume séleucide peut être comparé à un empire colonial, mais sans l'influence exercée par une métropole.

## Postérité artistique

### Les souverains séleucides dans la peinture
Plusieurs tableaux mettent en scène Séleucos sous le règne d'Alexandre le Grand, Antiochos III durant la guerre contre les Romains, Antiochos IV durant la révolte des Maccabées ainsi qu'Antiochos VIII empoisonnant sa propre mère, Cléopâtre Théa. Ce dernier épisode a d'ailleurs inspiré Corneille pour sa pièce Rodogune, d'après Rhodogune, une princesse parthe.

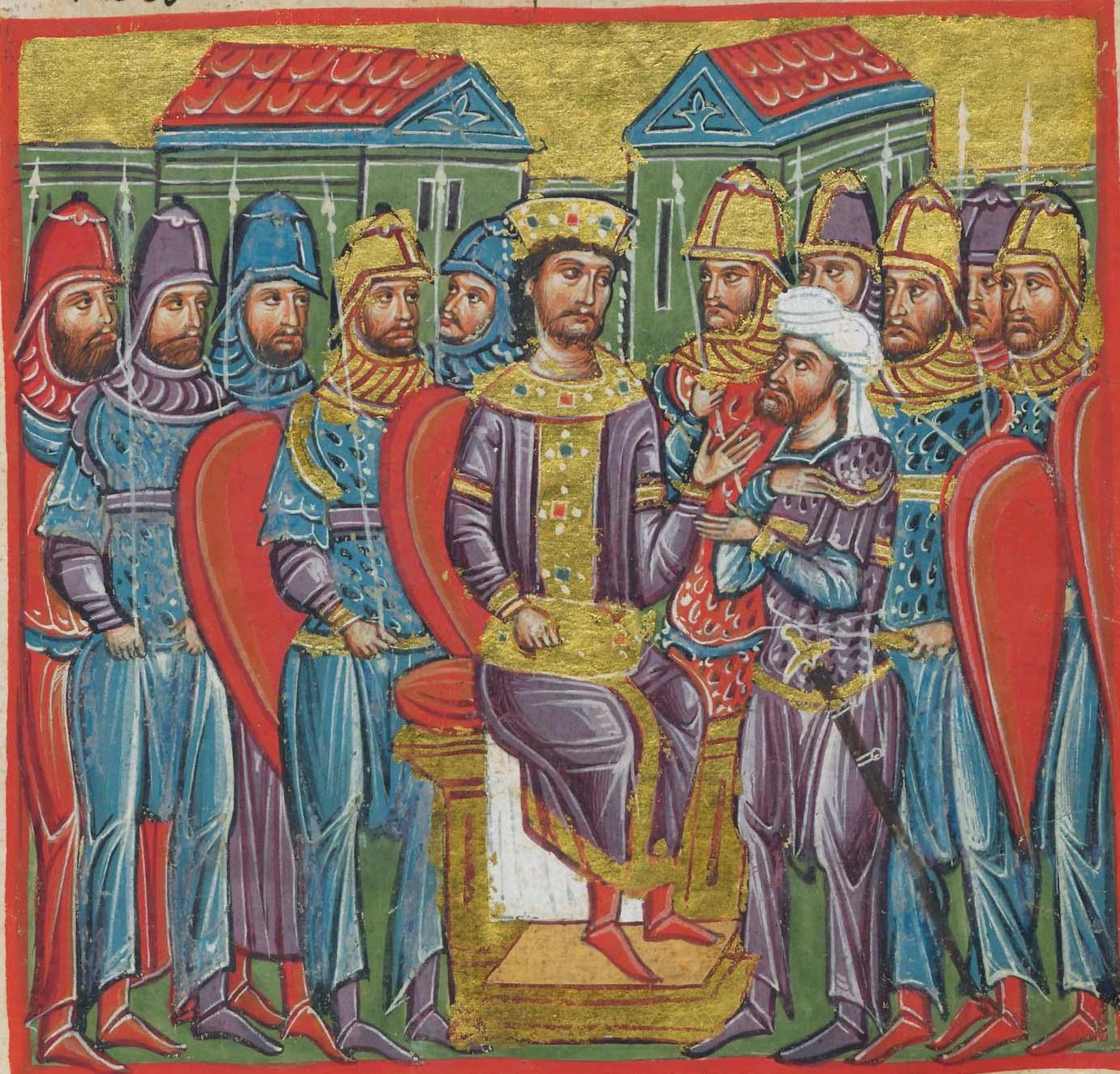
Alexandre offre à Séleucos le commandement des hypaspistes, manuscrit byzantin d'après le Roman d'Alexandre
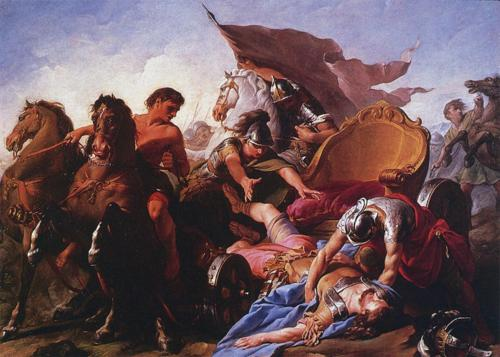
Antiochus tombant de son char, Noël Hallé, 1738
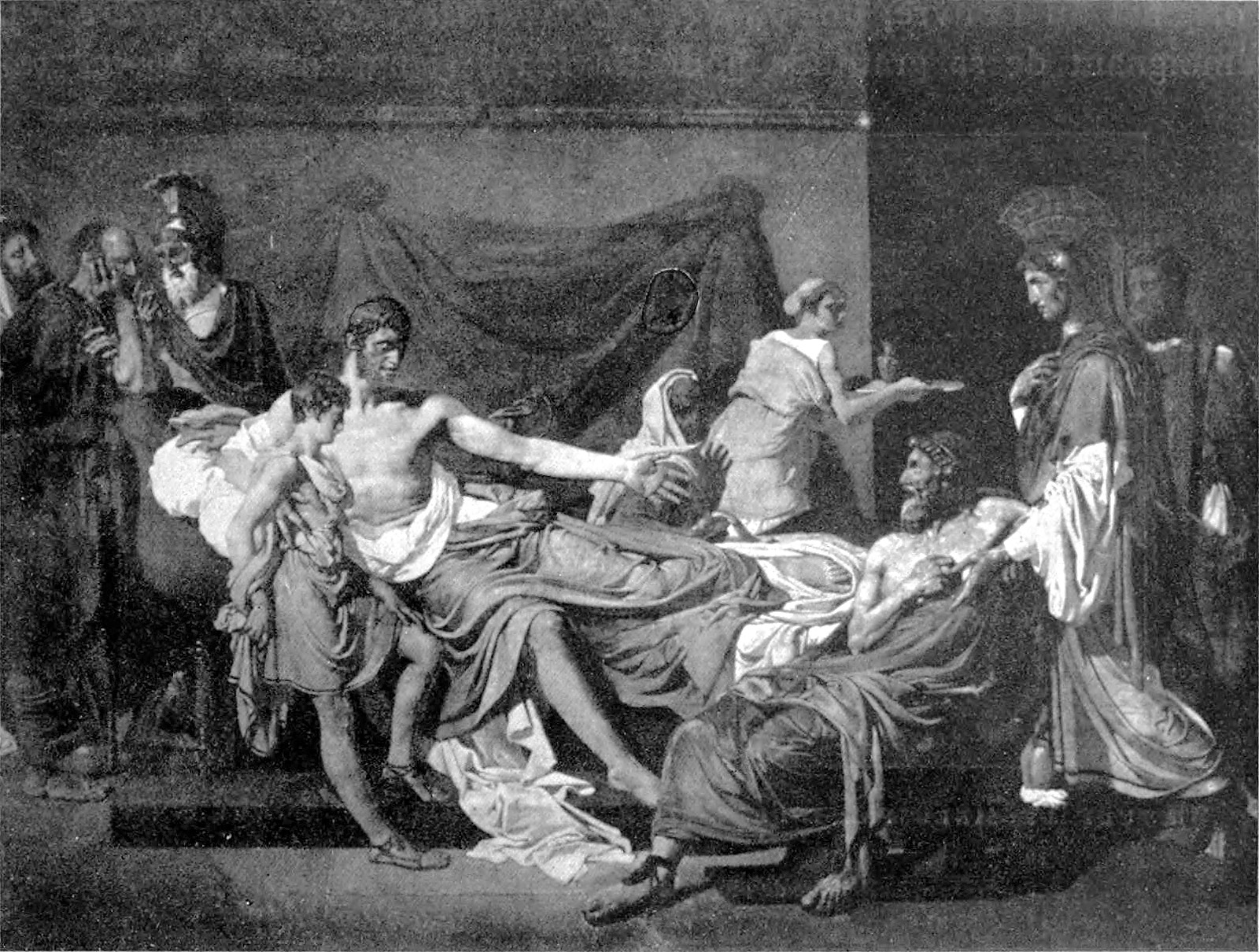
Antiochus envoie à Scipion malade son fils fait prisonnier, Ingres, 1800
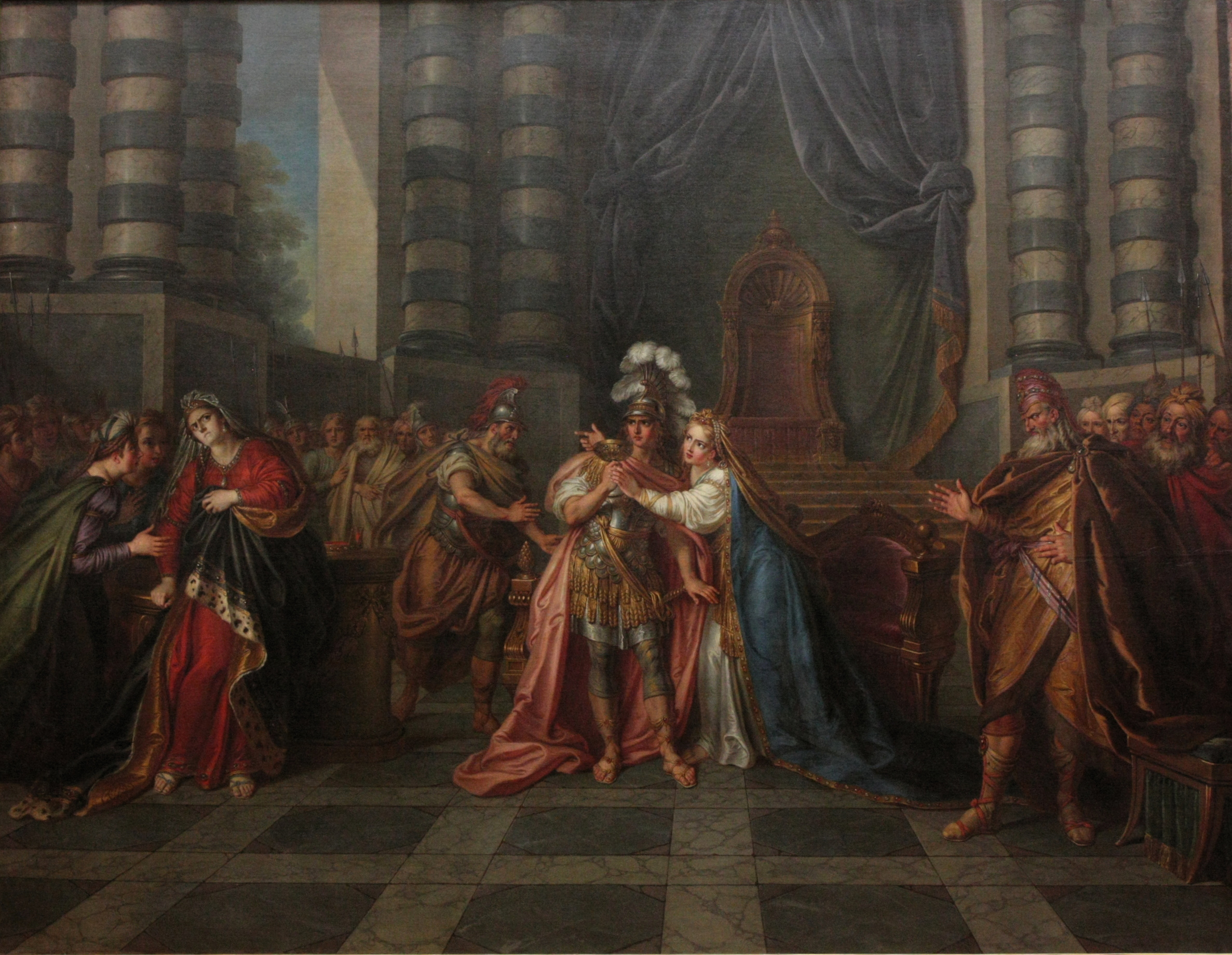
Rodogune et Cléopâtre (face à Antiochos VIII), Charles Antoine Coypel, 1749
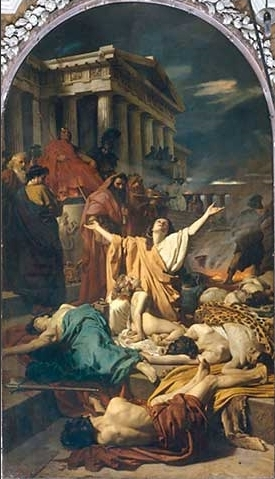
Le martyre des Sept Maccabées, Antonio Ciseri, 1863

### Les amours d'Antiochos et Stratonice
Plutarque, ainsi que d'autres auteurs antiques, racontent une histoire sentimentale se déroulant à la cour séleucide : Antiochos Ier serait tombé fou amoureux de Stratonice, fille de Démétrios Poliorcète et seconde épouse de Séleucos. C'est le médecin personnel du roi, Érasistrate, qui lui apprend que son fils se meurt littéralement d'amour pour sa jeune épouse. Antiochos finit par l'épouser avec le consentement de son père. Cette union arrive opportunément au moment où Antiochos reçoit le titre de corégent du royaume et la gouvernance des Hautes satrapies. Cet épisode, plus ou moins légendaire, a inspiré plusieurs générations de peintres.

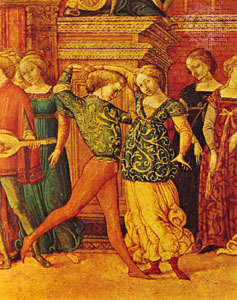
Antiochus et Stratonice, Michele Campiati, fin XVe siècle
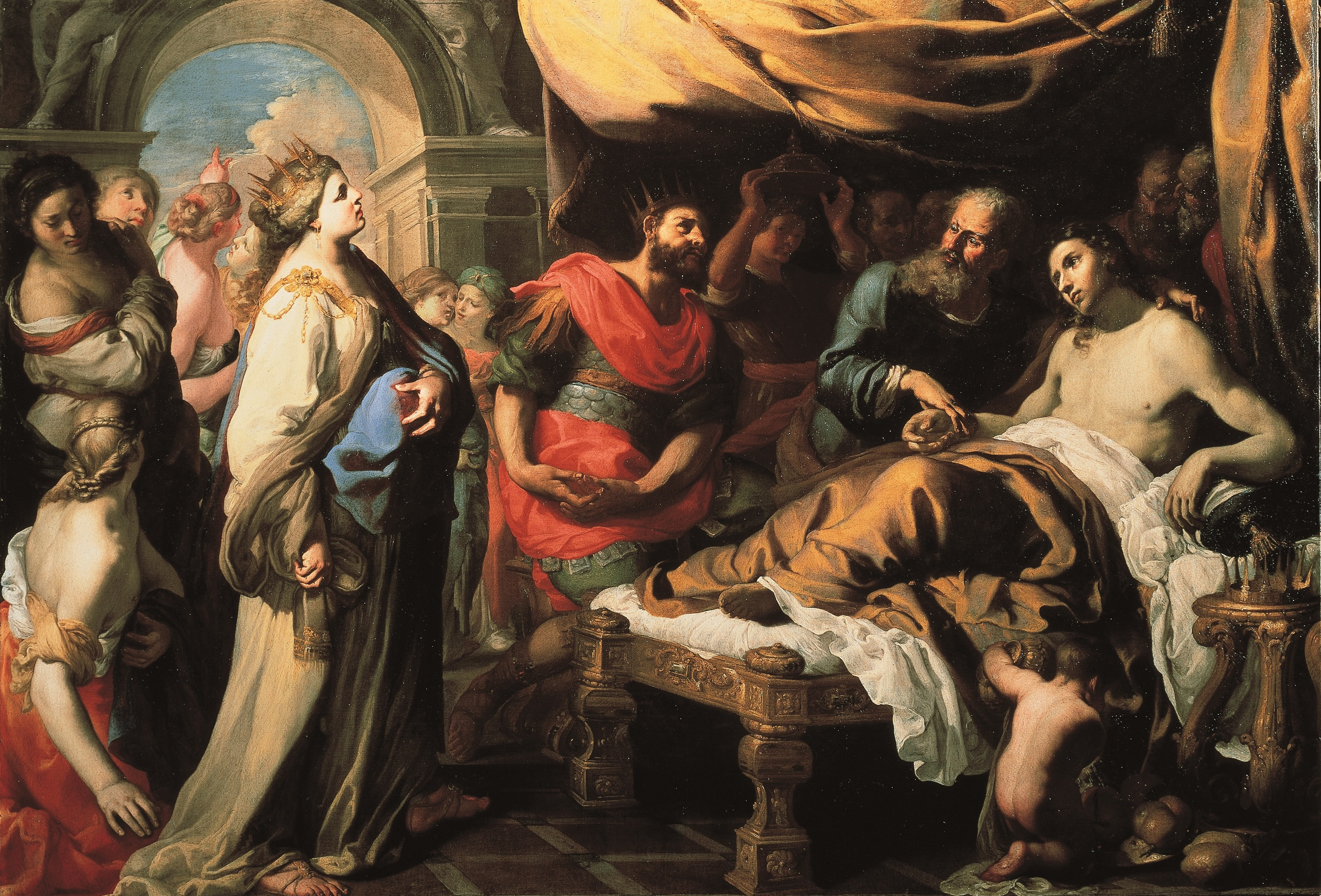
Antiochus et Stratonice, Bernardino Mei, v.1650
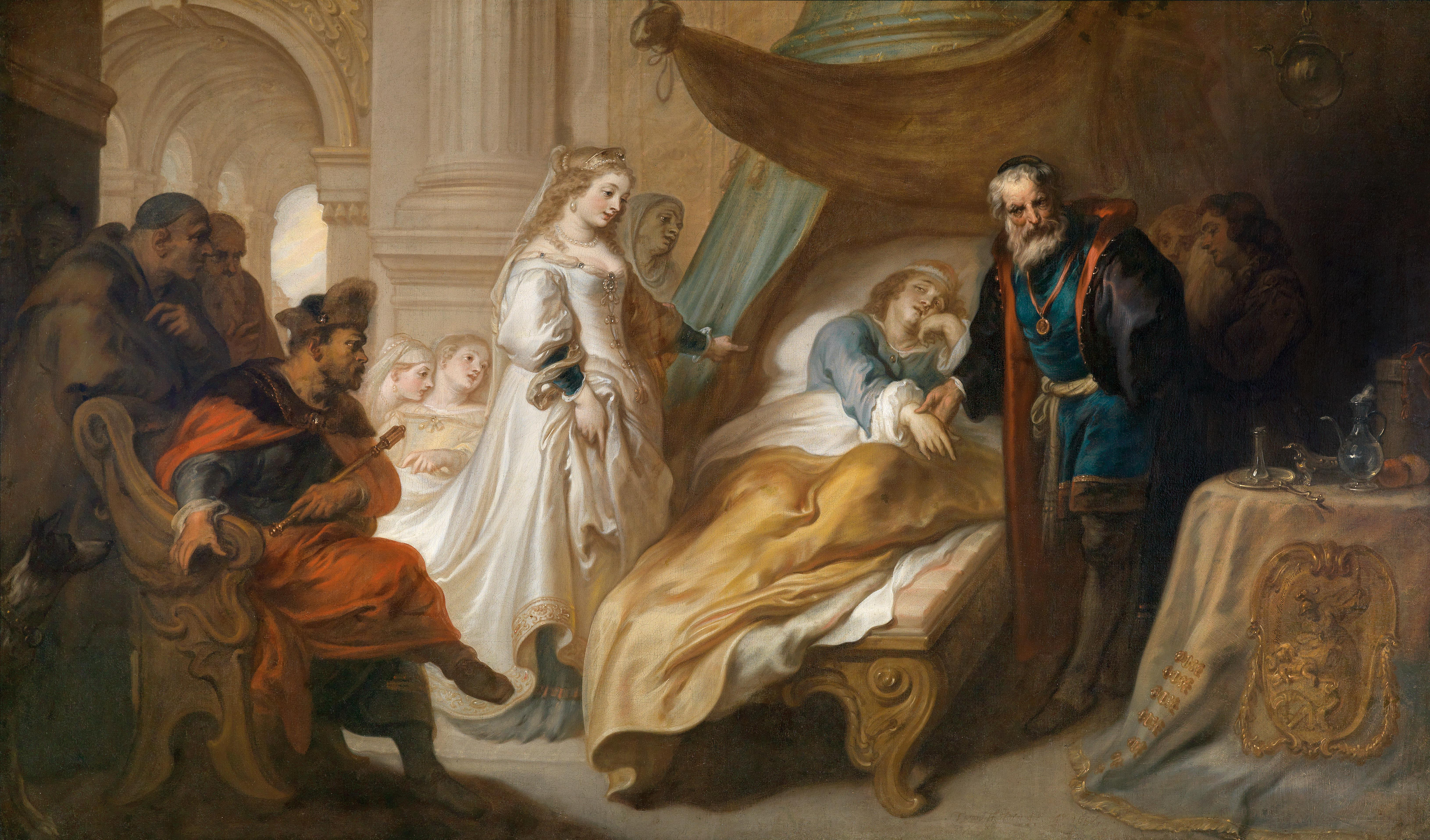
Antiochus et Stratonice, Theodoor van Thulden, v.1669
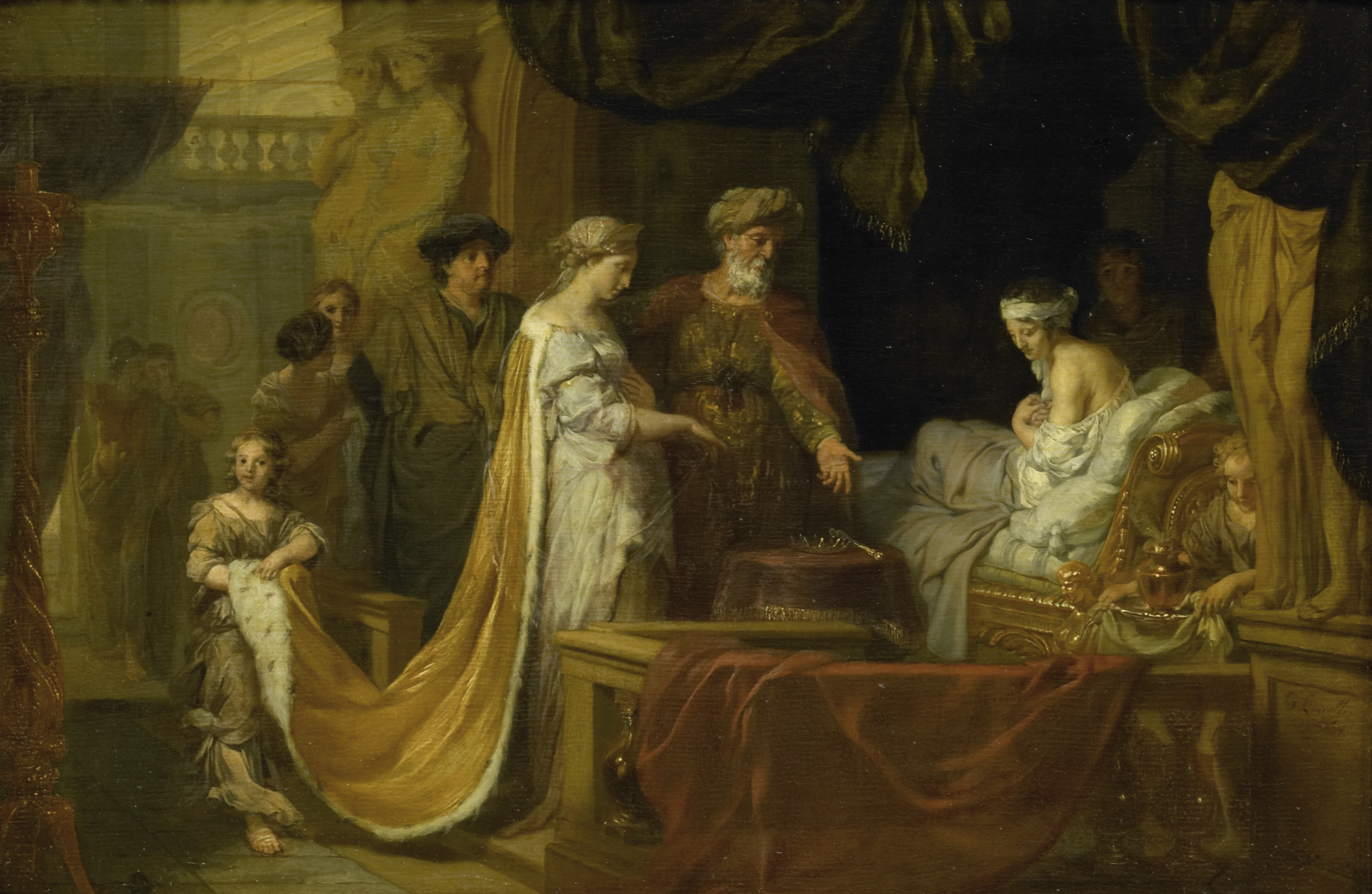
Antiochus et Stratonice, Gérard de Lairesse, entre 1671 et 1675
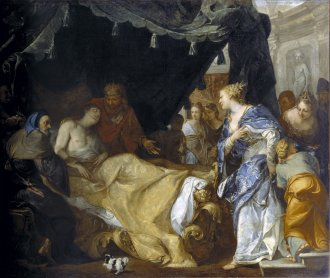
Antiochus et Stratonice, Antonio Bellucci, v.1700
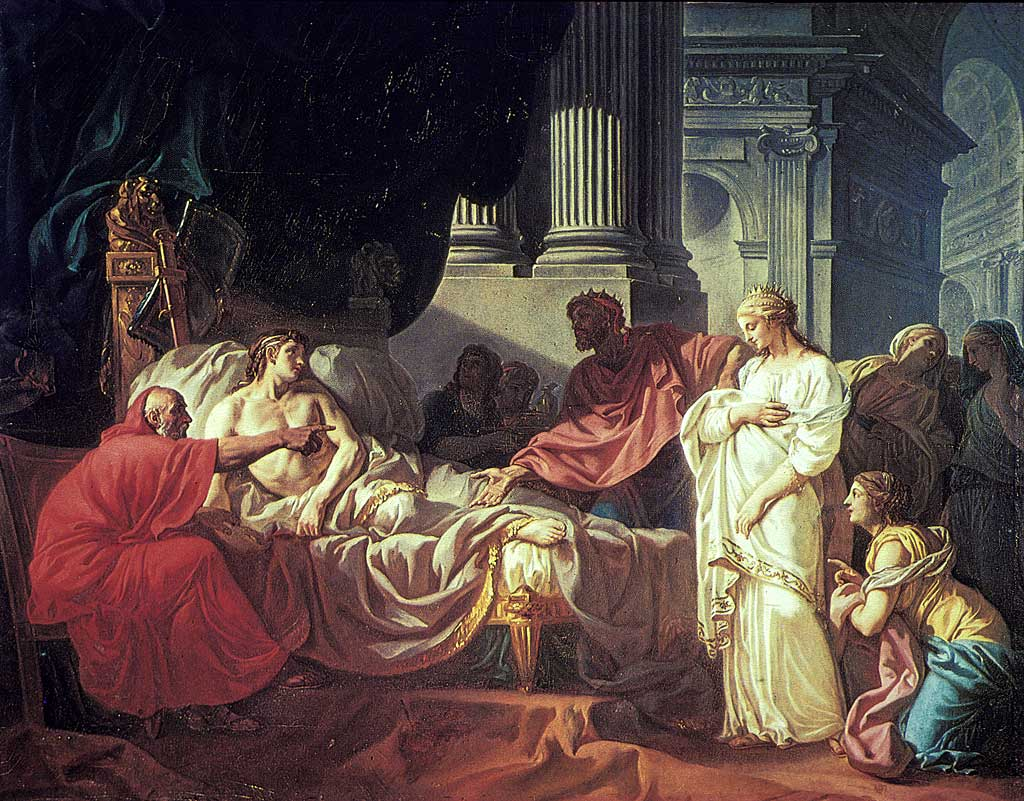
Érasistrate découvrant la cause de la maladie d’Antiochius, David, 1774
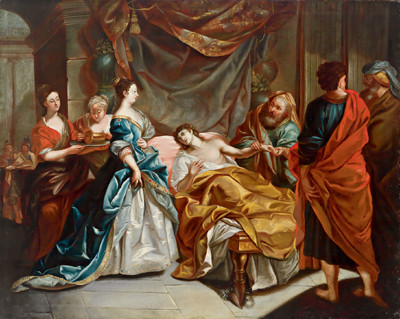
La maladie d'amour, Johann Anwander, XVIIIe siècle
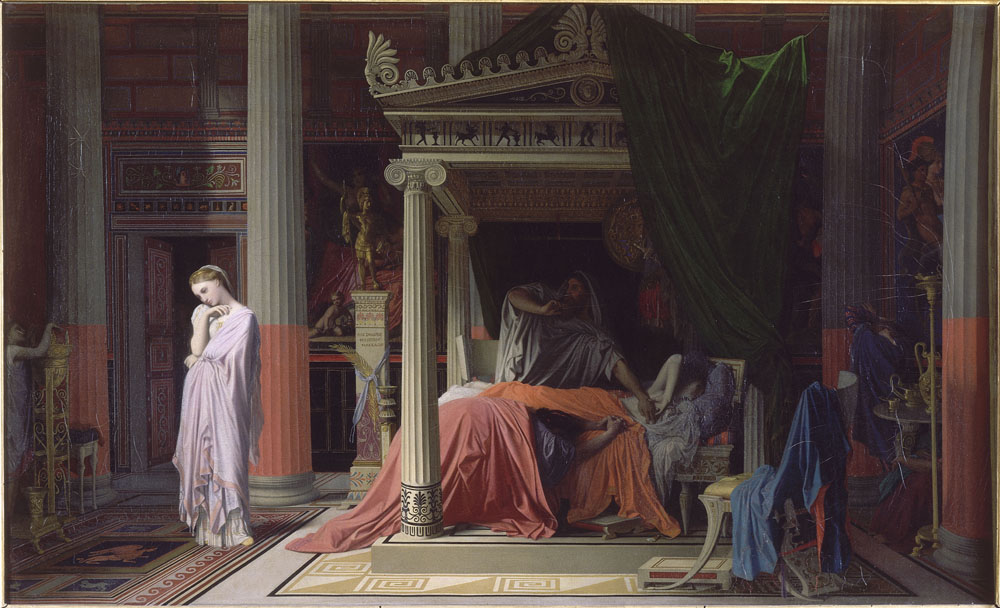
La Maladie d'Antiochus, Ingres, 1840
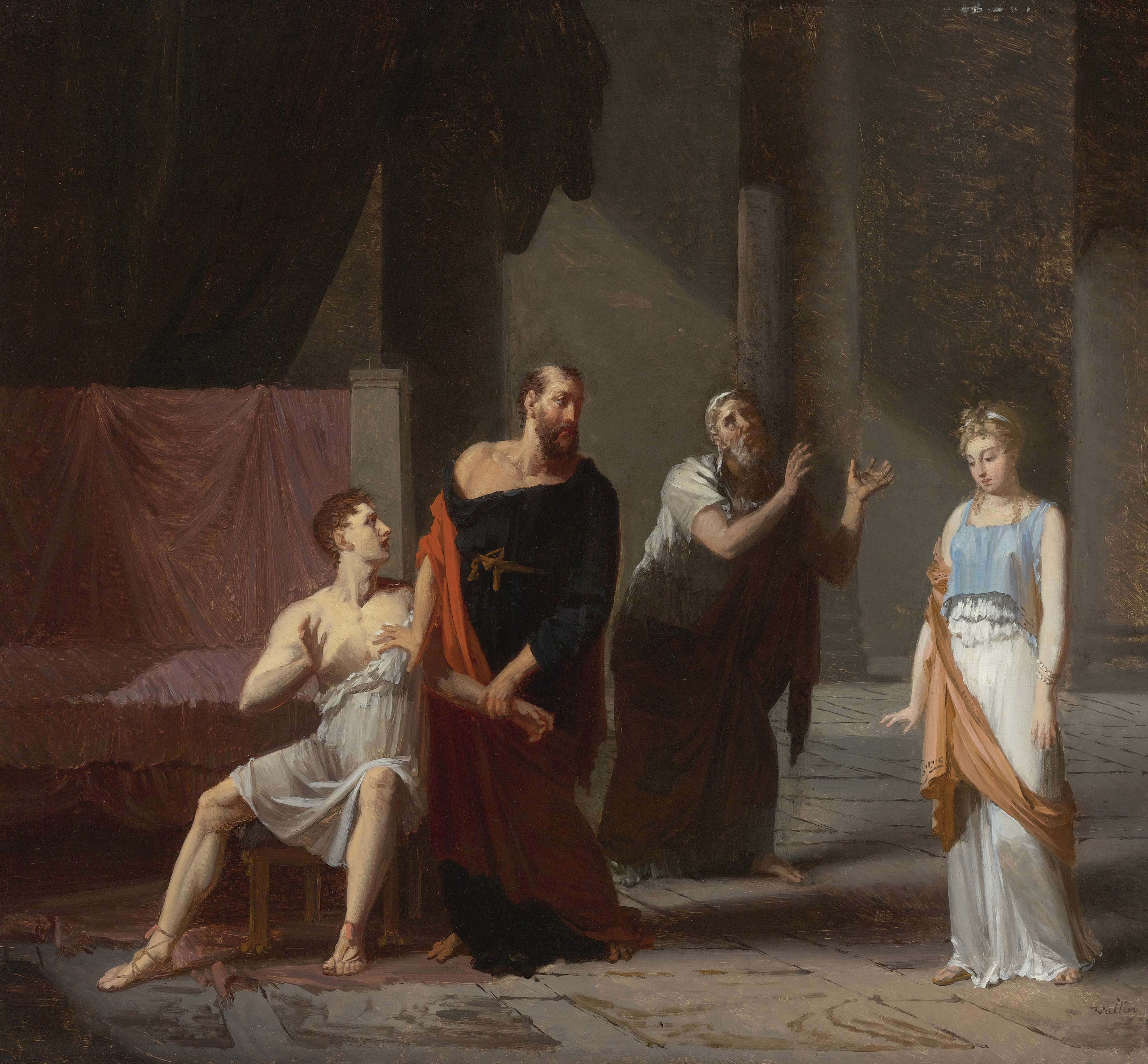
Antiochus et Stratonice, Jacques Antoine Vallin, début XIXe siècle